# Градостроительство Древнего Рима

Колизей — самое грандиозное и известное сооружение Древнего Рима

Большое влияние на планировку, застройку и благоустройство Древнего Рима от момента основания города (754 год до н. э.) и до падения Западной Римской империи (476 год н. э.) оказывало положение дел в государстве: в периоды расцвета и экспансии Рим активно обновлялся и расширялся, в периоды ослабления или внутренних конфликтов город подвергался осадам и разграблениям. Немалую роль в планировке и застройке Рима играли частые пожары, а также регулярные выходы из берегов Тибра.
Характерной особенностью римских зодчих была способность усваивать и приспосабливать под свои традиции и потребности градостроительные принципы, композиционные приёмы и архитектурные формы, выработанные греками, этрусками, жителями эллинистических государств и другими народами. Римским архитекторам и строителям были присущи высокое инженерное мастерство и рационализм, они учитывали и максимально использовали все особенности участка — от рельефа и микроклимата до инсоляции и наличия водных ресурсов. Большую роль римляне отводили умению включить архитектуру в окружающий ландшафт.
Римляне научились строить огромные объекты, такие как амфитеатры, портики или акведуки, в довольно короткие сроки (они не должны были превышать сроки действия полномочий эдила, руководившего стройкой). Подряд на строительство обычно выставлялся на открытые торги. Большие проекты, как правило, вели подрядчики, заинтересованные в налаженной организации процесса. Для этого римляне грамотно сочетали работу большого числа неквалифицированных рабов и небольшой группы опытных мастеров. В проектировании и строительстве больших зданий римские архитекторы использовали типизацию, унификацию и модульность основных элементов конструкций, что позволяло им разбить рабочий процесс на одинаковые несложные операции. Общая организация труда на стройках Древнего Рима, включая подвоз материалов, находилась на довольно высоком уровне.
В эпоху Юлиев-Клавдиев, Флавиев и Антонинов главными строителями Рима были императоры, преследовавшие определённые политические цели. Великолепные монументальные сооружения подчёркивали мощь и величие императорской власти, а также служили средством пропаганды римского образа жизни. Особенно широкий размах застройка Рима приняла при Флавиях и Антонинах, когда столицу украсили грандиозные общественные сооружения — форумы, храмы, базилики, амфитеатры и термы.

## Древнейший и царский периоды
По нижнему течению реки Тибр проходила граница между Этрурией и Лацием, поэтому этруски издавна контактировали с латинами. От этрусков латины заимствовали технику строительства, приёмы обработки камня, исходные типы атриумных домов и храмы на высоких подиумах, к которым вели торжественные лестницы. К этрусскому влиянию восходят чёткая геометричность и симметрия плана, выделение главной оси, а также практицизм архитектуры. Латины издревле применяли дренажные работы для осушения болотистой местности, они жили в укреплённых посёлках (oppida), выращивали полбу и виноград, на склонах гор разводили коров, овец и свиней, несколько позже — лошадей.

Семь холмов Рима и Сервиева стена

Территория, на которой возник Рим, расположена на левом (восточном) берегу Тибра, в 25 км от устья реки. Здесь находится семь римских холмов — Капитолий и Авентин возле реки, Целий на восток от них, Эсквилин севернее Целия, Палатин между этими четырьмя холмами, Виминал и Квиринал в северной части территории. На правом (западном) берегу Тибра расположен холм Яникул.
Первые поселения на территории, где позже был основан Рим, относятся к X веку до н. э. Наиболее удобным и защищённым от нападений был Палатин, на котором и осели первые поселенцы. Здесь жили люди, сжигавшие трупы умерших и хоронившие пепел в керамических сосудах. Захоронения этих поселенцев, найденные при раскопках Форума, очень похожи на погребения из Альбанских гор и Альба-Лонги, что натолкнуло учёных на мысль, что на Палатине жили латины. С IX века до н. э. на соседних холмах Эсквилин, Виминал и Квиринал осели поселенцы, которые хоронили своих умерших в земле, что позволило учёным отнести их к сабинам.
Вероятно, в VIII веке до н. э. деревни на Палатине и Эсквилине объединились в военный союз, получивший название «Семихолмье» (Septimontium). Вскоре к нему присоединились поселения на других холмах, в том числе деревня сабинов на Квиринале. На Капитолии была построена мощная крепость, в которой хранились святыни молодого города. Таким образом, Капитолий стал политическим и религиозным центром Рима. Позже всех в состав Рима был включён южный холм Авентин — лишь после постройки новой городской стены в IV веке до н. э..
Согласно легенде, Рим был основан братьями-близнецами Ромулом и Ремом. В древности не существовало единого мнения относительно точного времени основания города. Из нескольких предложенных дат в традиции закрепилась та, которую вычислил Марк Теренций Варрон. Согласно его трудам, Рим был основан в 753 году до н. э. Ромул провёл плугом померий вокруг Палатина, где и возник «квадратный Рим» (Roma Quadrata). Вскоре это место было обнесено стеной, а впоследствии считалось священным. По традиции, Ромул стал первым римским царём, его правление (753—716 годы до н. э.) положило начало так называемому царскому периоду истории Древнего Рима.
Долгое время Рим не имел регулярной планировки, он рос стихийно, ориентируясь на естественный рельеф местности. Для горожан было важнее построить оборонительные укрепления и закончить простейшее благоустройство — провести водопровод и канализацию. Забота о рациональной организации городской территории не входила в первостепенные планы римлян. Градостроительные мероприятия ограничивались сооружением городских стен, постройкой водоводов и прокладкой стоков нечистот.

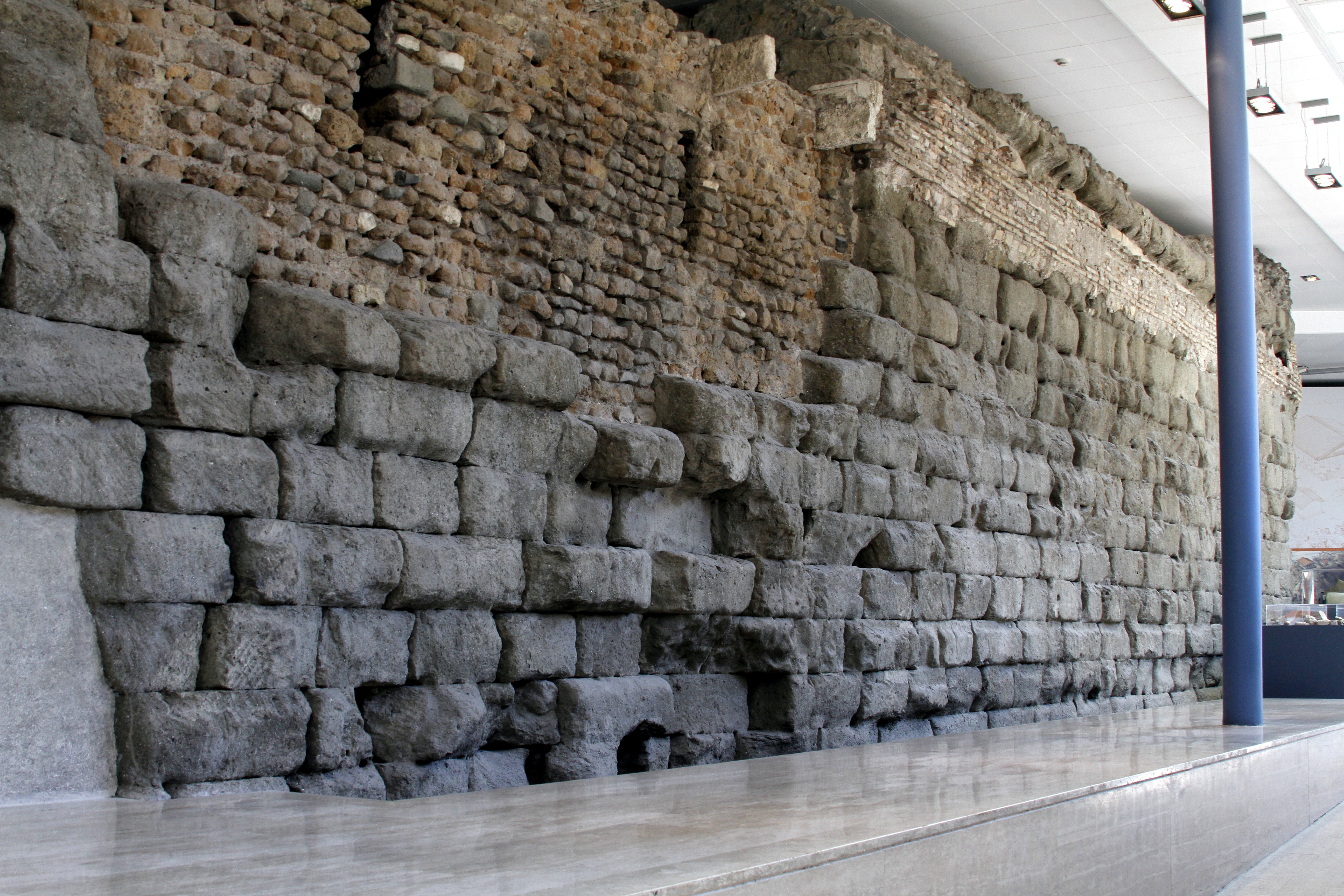
Остатки стены храма Юпитера. Дворец консерваторов

После Ромула городом правил Нума Помпилий (715—673 годы до н. э.), который построил царский дворец (Регия) в долине между Квириналом и Палатином. Регия служил резиденцией не только царей, но и великих понтификов. Также Нума Помпилий возвёл в Риме храм Януса, храм Весты и соседний с ним дом весталок. Третьим римским царём был Тулл Гостилий (673—642 годы до н. э.), в правление которого в границы города был включён холм Целий, заселённый латинами из разрушенной Альба-Лонги.
Согласно римской традиции, царь Анк Марций (642—617 годы до н. э.) заселил холм Авентин покорёнными латинами, построил на Яникуле крепость для сдерживания этрусков, которую с Римом связывал первый деревянный мост через Тибр, а также основал в устье Тибра гавань Остию. Кроме того, Анку Марцию приписывают строительство в склоне Капитолия темницы Туллианум.
По преданию, в правление царя Тарквиния Древнего (616—579 годы до н. э.) был заложен храм Юпитера на Капитолийском холме, с помощью прокладки клоаки Максима была осушена территория между Капитолием и Палатином, где в будущем возник Римский форум, были построены первый водопровод и Большой цирк для гонок на колесницах, раскинувшийся между Авентином и Палатином. Тарквинию Древнему наследовал его воспитанник Сервий Туллий (579—535 годы до н. э.), который построил на Авентине храм общелатинской богини Дианы (его украшали приглашённые греческие мастера), а на Бычьем форуме — храм Фортуны Вирилис и храм Матер Матуты. Также традиция приписывает Сервию Туллию постройку Сервиевой стены, однако, на самом деле она была возведена в первой половине IV века до н. э., после галльского нашествия. На месте убийства Сервия Туллия находилась одна из старейших улиц Рима — Злодейская.
Кроме того, согласно традиции, Сервий Туллий разделил Рим на территориально-избирательные трибы, в том числе на четыре городских — Palatina (вокруг Палатинского холма), Esquilina (вокруг Эсквилинского холма), Sucusana или Suburana (из которой позже в низине между холмами Эсквилин, Виминал и Квиринал вырос район Субура) и Collina (вокруг Виминальского и Квиринальского холмов). Также Рим получил несколько сельских триб: согласно древнеримскому историку Титу Ливию их было двадцать одна, согласно древнегреческому историку Дионисию Галикарнасскому — двадцать шесть, но основываясь на древних названиях патрицианских родов — не более шестнадцати.
Последним римским царём был Тарквиний Гордый (535—509 годы до н. э.), после изгнания которого в городе установилось республиканское правление. При Тарквинии Гордом был достроен храм Юпитера и закончена клоака. Также он уничтожил святилища, построенные сабинами на Тарпейской скале, и сровнял вершину самой скалы.
На протяжении царского периода Рим оставался небольшим городом, разделённым на четыре округа (квартала); в конце VII века до н. э. его площадь составляла около 285 гектаров. «Квадратный Рим», возникший на Палатине, окружали земляной вал и ров. Скалистый Капитолий выполнял роль укреплённого акрополя. Основным типом жилища плебса служила эллиптическая хижина, состоявшая из деревянного каркаса и тростниковых стен, обмазанных глиной. В VI веке до н. э. Рим был обнесён древнейшей стеной из туфа, которая имела в периметре около семи километров (остатки этой стены фрагментарно сохранились на Палатине, Капитолии, Квиринале и Эсквилине).
Главным местом торговли и народных собраний был форум, возникший в VI веке до н. э. в долине у подножия Капитолия. Перед храмом Весты, а также у Вулканала, святилища Венеры и Чёрного камня происходили важнейшие религиозные церемонии, а на площадке комиция — собрания граждан. Также на форуме располагались царский дворец Регия и курия Гостилия, в которой собирался римский сенат. Через Римский и Бычий форумы проходила обложенная камнем клоака для стока нечистот, впадавшая в Тибр. Вне форума важным культовым местом было святилище Луперкал, посвящённое Фавну (согласно легендам, именно в этой пещере у подножия Палатина волчица вскормила Ромула и Рема). От холма Квиринал отходила древнейшая и стратегически важная Соляная дорога, соединявшая Рим с побережьем Адриатического моря в области Пицен.
В Большом цирке (Circus Maximus) устраивались кулачные бои, гонки на колесницах, соревнования в беге и розыгрыши сражений, однако по окончании состязаний деревянные помосты и скамьи снимались. В круглом храме Весты, похожем на этрусские гробницы, дочери царя постоянно поддерживали священный огонь. Прямоугольный храм Юпитера площадью около 3,3 тыс. квадратных метров также был построен по этрусским образцам. Вокруг городских стен Рима располагались приусадебные участки, поля, сады и пастбища как плебеев, так и патрициев. В город стекались торговцы из земель этрусков и фалисков, а также приходили греки из Южной Италии и Сицилии. Находясь в орбите этрусского влияния, царский Рим был региональным центром торговли и имел такие монументальные сооружения, как храм Юпитера Капитолийского. Однако даже к концу царского периода Рим продолжал сохранять черты сельского городка и в экономическом отношении стоял ниже многих городов Этрурии.

## Период ранней республики
В период Ранней Римской республики (509—265 годы до н. э.) в строительстве культовых и общественных зданий, инженерных сооружений в основном применялся мягкий туф, реже использовался травертин. Снаружи каменные здания покрывались стукко. Абсолютное большинство жилых зданий возводилось из кирпича-сырца и дерева. В IV веке до н. э. стали появляться первые здания с клинчатыми арками. В V—III веках до н. э. в Риме постепенно сложилась неправильная планировка узких и кривых улиц, которые лишь к 296 году до н. э. были вымощены булыжниками. В V веке до н. э. был принят закон, обязывавший домовладельцев оставлять между зданиями интервалы. Однако, несмотря на все меры, Рим периодически страдал из-за пожаров. Другим значительным бедствием были постоянные паводки Тибра, наносившие городу большой ущерб.
В первый год республики (509 год до н. э.) был освящён Капитолийский храм, посвящённый Капитолийской триаде — Юпитеру, Юноне и Минерве. В 508 году до н. э. этрусский царь Порсена, желавший вернуть на римский престол изгнанного Тарквиния Гордого, осадил Рим и разрушил часть городских оборонительных укреплений. Одной из героинь этой войны, легендарной Клелии, римляне поставили конную статую в верхней части Священной дороги Римского форума. В 489 году до н. э. Рим осадила армия вольсков, которую привёл под стены города перешедший на их сторону Гней Марций Кориолан. К изменнику отправились знатные римские женщины, в том числе его мать Ветурия и жена Волумния, и Кориолан приказал вольскам отступить. В честь этого события благодарные римляне воздвигли храм Женского счастья (Fortuna muliebris).
Благоустройство Рима в период ранней республики ограничивалось прокладкой канализации, которую с царской эпохи старались регулярно чистить и ремонтировать. К III веку до н. э. почти все сточные канавы города были накрыты каменными сводами. Также в городе оборудовали круглые каменные цистерны для хранения воды, защищённые куполами. Некоторые из этих цистерн были соединены протоками с Большой клоакой (сохранились остатки такой цистерны у подножия Капитолийского холма).
В 390 году до н. э. (по другим данным — в 387 году до н. э.) галлы под предводительством Бренна разбили римское войско при речке Аллии, притоке Тибра, и захватили Рим. Они разграбили город и устроили большой пожар, который охватил многие храмы, общественные здания и даже Регию с архивом понтификов. Уцелел лишь Капитолий, защитников которого, по легенде, разбудили гуси храма Юноны Монеты (сегодня на его месте расположена церковь Санта-Мария-ин-Арачели). Галлы получили большой выкуп и сняли осаду Капитолия. По другой версии, вернувшийся из изгнания Марк Фурий Камилл оттеснил галлов от Рима и после войны начал активно отстраивать город.

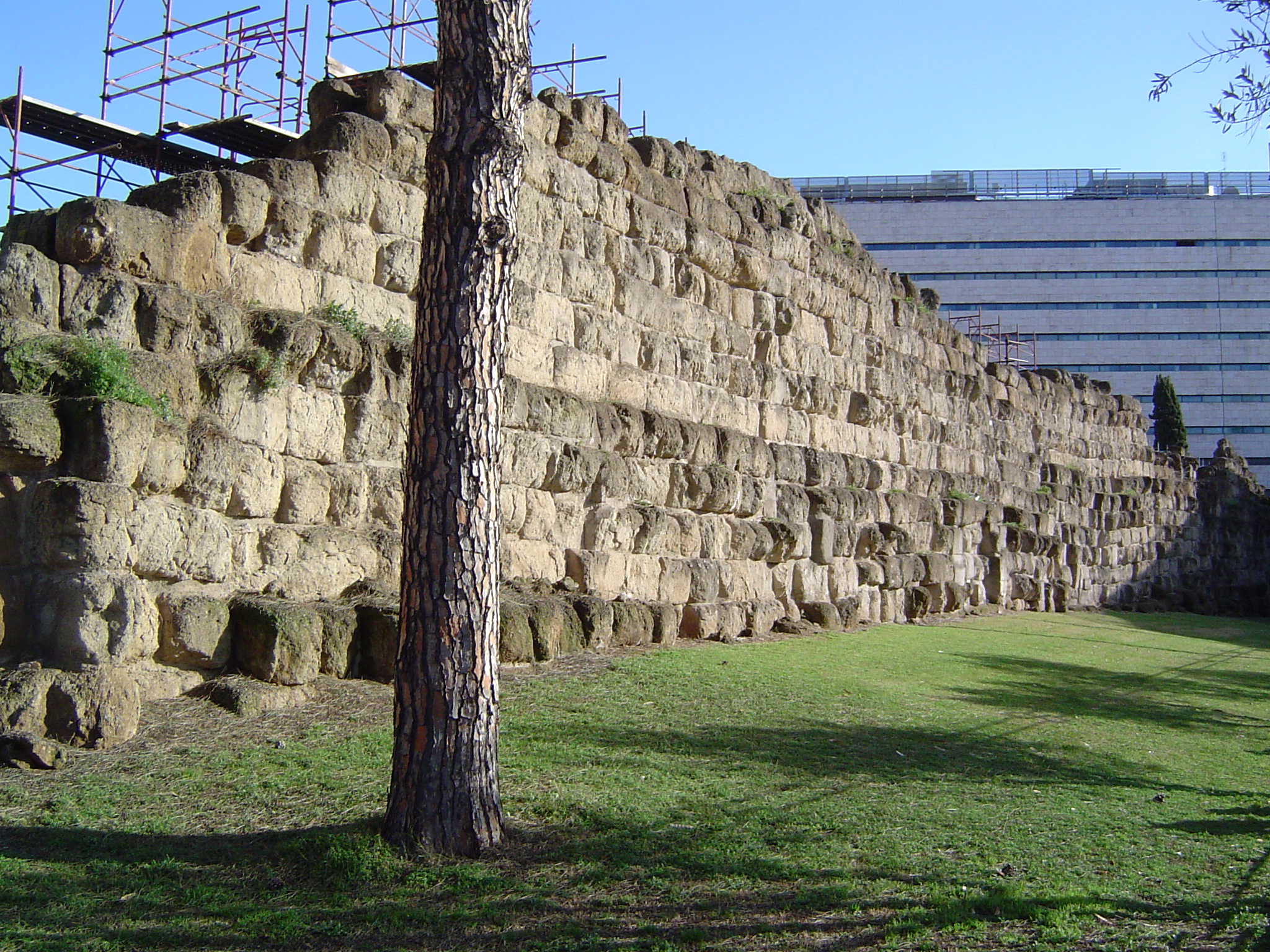
Фрагмент Сервиевой стены у вокзала Термини

Разорение Рима галлами продемонстрировало острую необходимость в постройке новой городской стены. В 378—352 годах до н. э. были воздвигнуты мощные оборонительные укрепления, получившие название Сервиевой стены (римская традиция долгое время ошибочно относила их к эпохе правления царя Сервия Туллия). Стена протяжённостью 11 км охватывала городскую территорию площадью 426 гектаров. Она сочетала в себе италийские и греческие фортификационные элементы: италийский земляной вал и греческие каменные стены. Широкий вал располагался между высокой передней и более низкой задней стенами.
Вал и стена следовали за рельефом местности: уменьшались на участках, которые имели естественный подъём, прерывались в самых крутых точках, например, у подиума храма Юпитера на крутом склоне Капитолия, и наоборот поднимались в низинах. Перед передней стеной, сложенной из больших туфовых блоков, проходил глубокий ров, что ещё более затрудняло осаду и штурм римских фортификаций. У подножия Капитолия (возле Карментальских ворот) и Авентина (возле Тройных ворот) концы стены спускались к самому берегу Тибра. Клинчатые арки, созданные над площадками для катапульт на Авентине и Квиринале, были построены позже, во II—I веках до н. э. Монументальная Сервиева стена являлась одним из крупнейших оборонительных сооружений античного мира.
Также после галльского нашествия начались работы по восстановлению Римского форума. Он не имел строгой геометрической формы, нерегулярность его планировки сохранялась на протяжении всей истории Древнего Рима. К строениям, построенным в царский период, в эпоху ранней республики добавились храм Сатурна, в котором хранилась римская казна, храм Конкордии, примыкавший к склону Капитолия, и ряд базилик. Постепенно торговля продуктами питания была убрана с главной площади Рима в специально предназначенные для этого места. Таким образом значительно разросся старый Бычий форум или скотный рынок (Боариум), раскинувшийся у свайного моста на берегу Тибра, а также возникли овощной рынок (форум Голиториум) и рыбный рынок (форум Пискариум). На Римском форуме остались только таберны ювелиров.

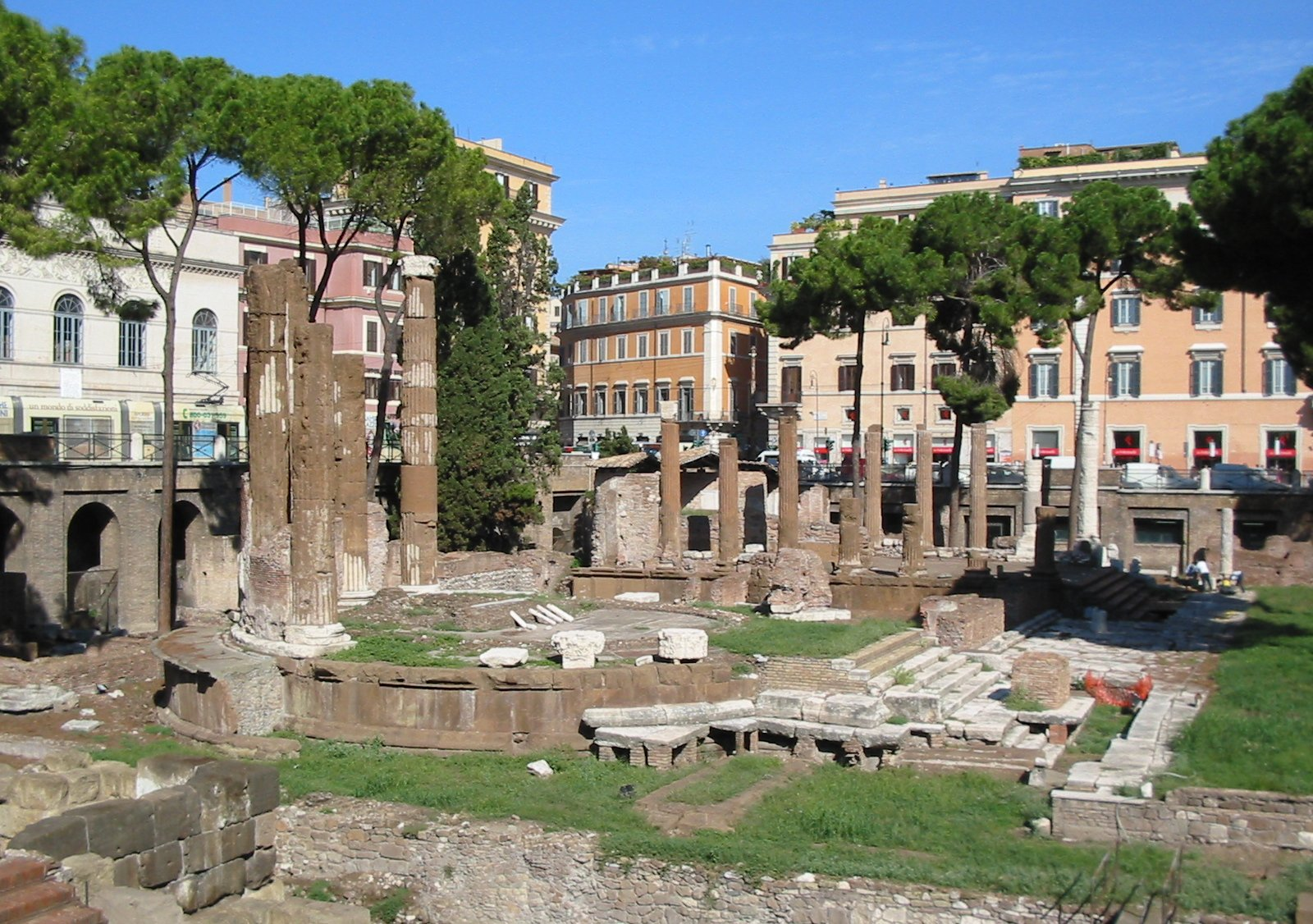
Руины храмов на площади Торре-Арджентина

В 340—335 годах до н. э. для защиты устья Тибра на левом берегу реки была построена римская крепость Остия. Она имела прямоугольную сетку кварталов, а также обширный форум в месте пересечения декумануса с кардо. В IV веке до н. э. в Риме было построено множество простилей на высоком подиуме, а также прямоугольных и круглых периптеров, посвящённых различным божествам римского пантеона. Остатки этих храмов и храмовых ансамблей сохранились на Бычьем и Овощном форумах, а также на площади Торре-Арджентина. Все они имели разные формы, размеры и высоту, но обычно располагались параллельно и близко к друг другу. Однако над всем городом господствовал Капитолийский храм. В 296 году до н. э. терракотовая квадрига работы Вулки, украшавшая фронтон храма Юпитера Капитолийского, была заменена бронзовой копией.
Наиболее популярным местом проведения зрелищ оставался Большой цирк, который славился своими состязаниями колесниц и конными бегами. Зрители располагались на склонах холмов Палатин и Авентин, оборудованных деревянными скамьями. Вдоль оси арены имелась низкая стена (spina), вокруг которой происходили бега. Арена длиной 480 метров имела два входа, возле одного из которых начинались состязания. В 329 году до н. э. там были построены загоны для лошадей (carceres), откуда они стартовали в начале забега. Возле Большого цирка на Авентинском холме находился храм Цереры, Либера и Либеры, высоко почитаемый плебеями (в нём хранились архив и казна плебса, а также заседали плебейские эдилы). Храм Цереры был построен по этрусско-италийскому плану, но декорирован в греческом стиле.
Большое значение в период ранней республики имело строительство мощёных булыжниками дорог, соединявших Рим с различными городами Италии. Одними из древнейших были Остийская дорога, которая соединяла Рим с портом в Остии, и Латинская дорога, которая вела в Латинскую долину. Иногда Остийскую дорогу включали в состав более древней Соляной дороги, связывавшей Адриатическое и Тирренское моря (согласно традиции, в устье Тибра издавна находились солеварни). В 312 году до н. э. цензор Аппий Клавдий Цек начал строительство важнейшей Аппиевой дороги, связавшей столицу с Капуей (первоначальный участок протянулся от Рима до Террачины). В 286 году до н. э. была проложена Тибуртинская дорога, соединившая Рим с древним святилищем Геркулеса Победителя в Тибуре, популярным у паломников.

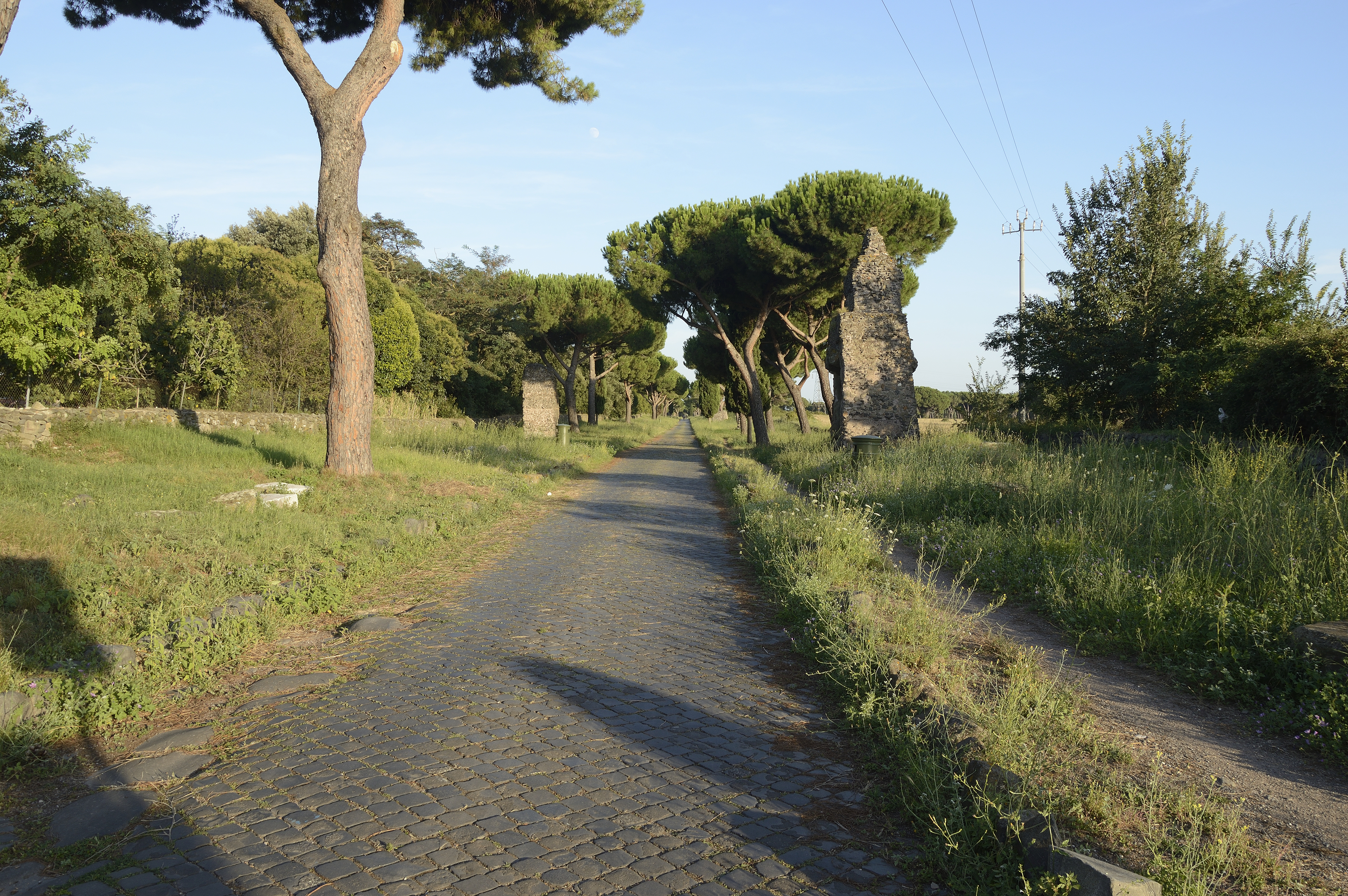
Участок Аппиевой дороги в Риме

Именно в инженерных сооружениях проявились отличительные особенности римского зодчества. Новые технические и композиционные приёмы вырабатывались и оттачивались прежде всего на строительстве дорог, мостов, акведуков, гаваней, крепостей и каструмов. Они служили хорошей школой для римских архитекторов и мастеров, которые многое из того, что впервые было использовано при возведении инженерных и оборонительных сооружений, затем широко применяли в градостроительстве.
При возведении сугубо утилитарных сооружений римляне впервые применяли новые строительные материалы, осваивали арки и своды, вырабатывали прогрессивные методы организации строительных работ и оптимизировали управление грузовыми потоками, а также старались вписать инженерные сооружения в качестве архитектурных объектов в городской ансамбль. Именно в инженерных сооружениях впервые проявились такие характерные черты римского зодчества, как масштабность и композиционный лаконизм.
Расширение сети римских дорог было тесно связано с военной и экономической политикой Рима. Освоение захваченных территорий сопровождалось прокладкой капитальной дорожной сети, которая служила для быстрого перемещения военных подразделений. Поэтому дорожное строительство относилось к числу важнейших и первостепенных задач властей Рима. При строительстве дорог применяли подпорные стенки, субструкции, аркады и двускатный профиль для отвода воды. Древние дороги делали из больших полигональных блоков, в основании использовали камни или один из видов раствора. Позже их стали мостить тёсаным камнем или покрывать утрамбованным песком.
Акведуки, как водопроводные конструкции с применением каменных субструкций и аркад, являлись типично римским изобретением. Римляне усовершенствовали греческие напорные трубопроводы, начав строить свои гравитационные водопроводы со свободным потоком. Вода заключалась в большой канал прямоугольного сечения, сверху накрытый сводами или плоскими плитами. В более поздний период каналы поднимались высоко над землёй и ставились на аркаду, однако большинство древнейших акведуков были подземными.
В 312 году до н. э. Аппий Клавдий Цек, построивший Аппиеву дорогу, начал ещё один грандиозный проект — акведук Аква Аппия. Этот первый римский водопровод длиной 16,6 км доставлял питьевую воду из реки Анио на Бычий форум. Он был почти целиком подземным и мало чем отличался от греческих трубопроводов (только 90-метровый участок Аква Аппия возвышался на субструкциях). Канал акведука вырубался в скальных породах или проходил по траншее, обложенной плитами и накрытой каменным сводом. В 272—269 годах до н. э. был возведён второй акведук — Анио Ветус (63,7 км), также доставлявший воду в Рим из Анио. Он тоже почти полностью пролегал под землёй, лишь около 400 метров были подняты на субструкции (из-за отсутствия опыта строители старались избегать возведения более сложных мостов и туннелей).

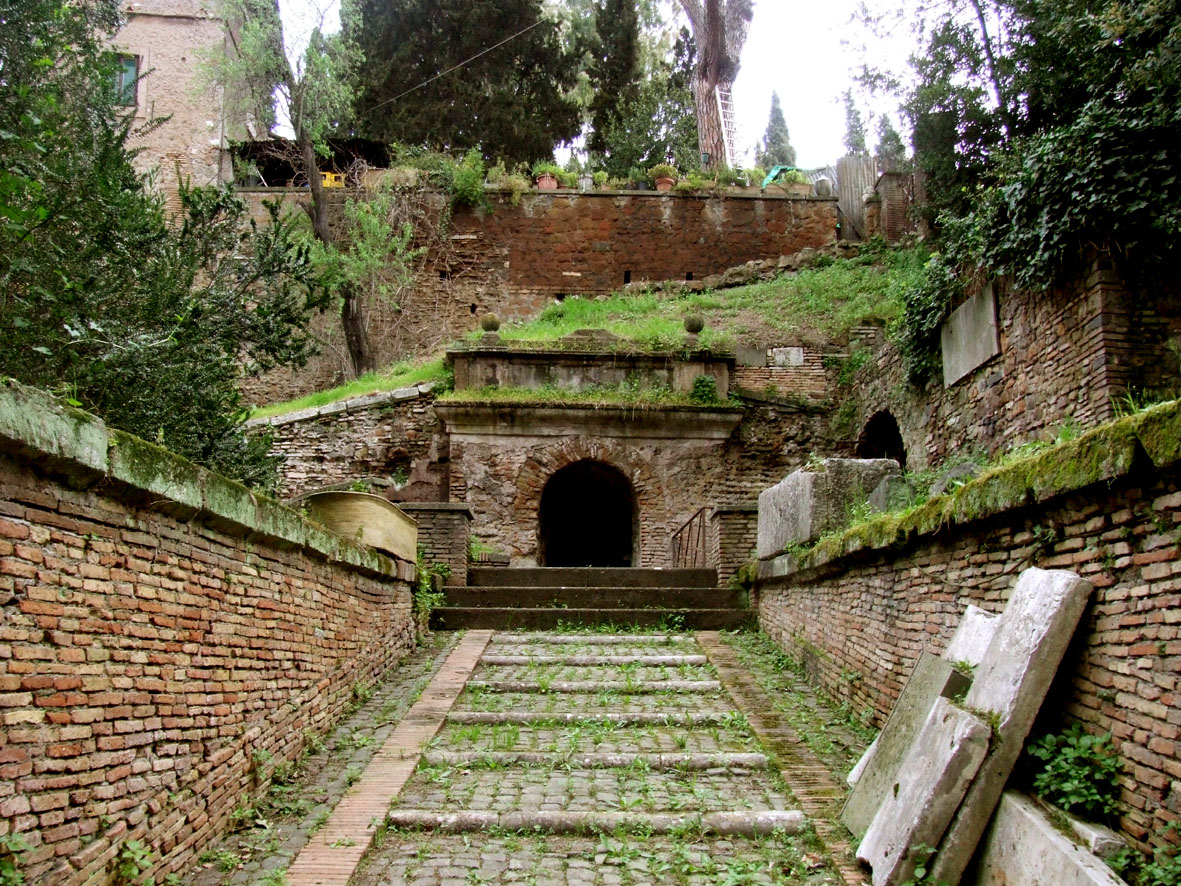
Вход в гробницу Сципионов

Погребальные сооружения располагались за пределами городских стен, преимущественно вдоль дорог, расходившихся во все стороны от Рима. Особенно много гробниц находилось вдоль Аппиевой дороги в южных предместьях столицы. Однако от периода ранней республики сохранилось сравнительно немного погребальных сооружений римлян. Большинство из них по этрусской традиции были вырублены в скалах в виде семейных склепов. Они имели квадратную или прямоугольную форму, опорные колонны в центре, а также высеченные в стенах ниши, в которые ставились каменные саркофаги или урны с прахом умерших.
В начале III века до н. э. рядом с развилкой Аппиевой и Латинской дорог была построена гробница Сципионов, в которой хоронили представителей этого влиятельного римского рода (одним из первых в гробнице был погребён Луций Корнелий Сципион Барбат).
Другим типом захоронений был тумулус, также заимствованный римлянами у этрусков. Ранние тумулусы, как например, гробница Горациев на Аппиевой дороге или отдельные гробницы представителей рода Аврелиев там же, ещё были похожи на курганы, окружённые каменной крепидой. Они представляли собой земляные холмы с башенкой, но без погребальной камеры (урны с прахом усопшего помещались в основании сооружения).
В конце 290-х годов до н. э. Аппий Клавдий Цек, давший обет во время Третьей Самнитской войны, построил в южной части Марсова поля храм Беллоны. «Колонна войны» у храма символизировала границу Рима — здесь объявляли войны, принимали иностранных послов и встречали римских полководцев, которые ожидали триумфа. В 268 году до н. э. консул Публий Семпроний Соф заложил в юго-западной части Эсквилина, на месте некогда разрушенного дома казнённого Спурия Кассия Вецеллина храм богини Земли (Теллус). Позже здесь возник престижный район столицы, где строили свои виллы Помпеи и Туллии, а в храме Теллус временами заседал римский сенат.

## Период поздней республики

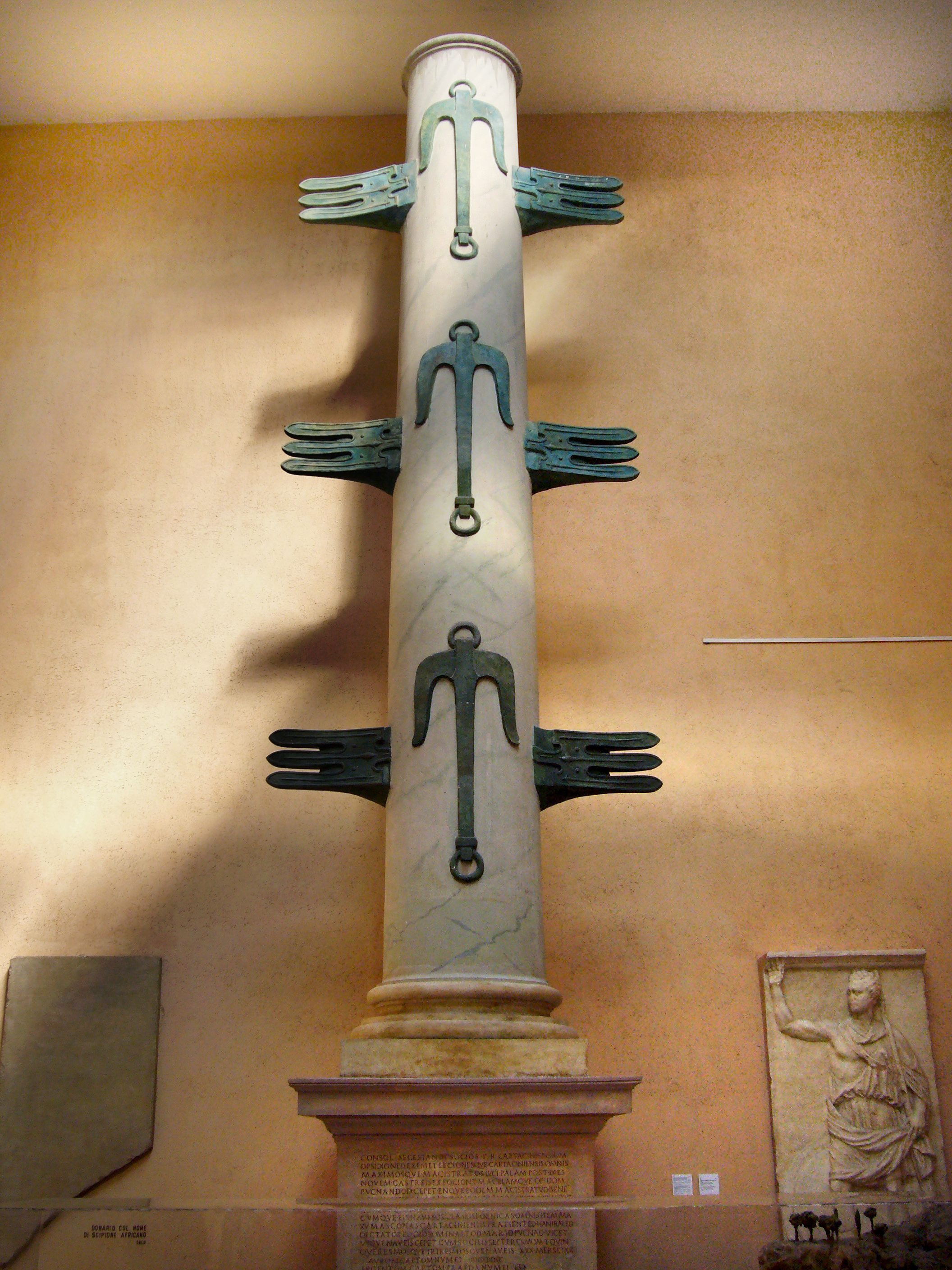
Реставрированная колонна Гая Дуилия в Музее римской цивилизации

В период Поздней Римской республики (264—27 годы до н. э.), а именно в конце III века до н. э. появился римский бетон, который открыл широкие возможности для римских зодчих. С конца II века до н. э. в широкое употребление вошёл обожжённый кирпич. Кроме того, в отделке зданий стал широко применяться белый мрамор, как каррарский, так и греческий. С середины I века до н. э. входит в употребление сетчатая кладка (ретикулат).
В 260 году до н. э. консул Гай Дуилий в битве при Милах нанёс поражение карфагенскому флоту. Вернувшись в Рим, он отпраздновал триумф и в честь победы возвёл на форуме, возле Вулканала, ростральную колонну, украшенную частями носов разбитых вражеских кораблей.
В 241 году до н. э. началось строительство Аврелиевой дороги, которая соединила Рим с Пизой (в последующие века была продлена до галльского Арелата), в 220 году до н. э. через деревянный Мульвиев мост была проложена Фламиниева дорога, соединившая столицу с Ариминумом. В 217—87 годах до н. э. был построен последний и наиболее мощный участок Сервиевой стены на Авентинском холме. В 196—192 годах до н. э. на Капитолии был построен храм Вейова (или Вейовиса), обращённый главным фасадом к Капитолийскому подъёму.
В конце Второй Пунической войны в Риме было введено почитание Великой матери богов. Из города Пессинунт в Малой Азии в Рим был доставлен метеорит, считавшийся воплощением богини. Его торжественно поместили в храме Виктории на Палатине, который стал центром культа. В 186 году до н. э. сенат запретил культ Диониса (Либера), его храм в Риме был закрыт, а приверженцы жестоко наказаны.
С конца III века до н. э. в Риме начинают возводить многоэтажные доходные дома, получившие название инсула («остров»). Форум постепенно перестраивался и терял вид крестьянского рынка, окружённого стойлами для скота. Он превращался в центральную многолюдную площадь, украшенную храмами и общественными зданиями. Новым центром развлечений и собраний стал 500-метровый цирк Фламиния, построенный в 221 году до н. э. в южной части Марсова поля, рядом с западным склоном Капитолия. Его окружали шесть храмов, стоявших на землях Фламиниев, а с юга к цирку примыкал оживлённый овощной рынок. Однако цирк Фламиния так и не смог составить конкуренцию более популярному Большому цирку. С начала II века до н. э. полководцы начинают украшать Рим триумфальными арками, которые представляли собой новый тип сводчатой конструкции.
В начале II века до н. э. на Римском форуме и Бычьем рынке были установлены две однопролётные триумфальные арки с позолоченными бронзовыми статуями (возможно они были деревянными, однако точных данных не сохранилось). Арки были посвящены победоносному окончанию похода Публия Корнелия Сципиона в Испанию и взятию римлянами Нового Карфагена.
В 184 году до н. э. цензор Марк Порций Катон Старший построил на Римском форуме первую римскую базилику — базилику Порция, в которой разбирались различные уголовные и финансовые споры. В 179 году до н. э. также на форуме была возведена базилика Эмилия и Фульвия (в древности на её месте располагались мясные лавки, а чуть позже — лавки менял). В 170—169 годах до н. э. напротив неё, на месте разрушенного дома Сципиона Африканского была построена третья базилика форума — базилика Семпрония.
С конца III века до н. э. и особенно в первой половине II века до н. э. в Рим из покорённых греческих городов свозились произведения выдающихся античных скульпторов. Многие римские полководцы грабили греческие города, увозя оттуда не только ценные скульптуры, но и мраморные колонны, капители и фризы. Высокохудожественными статуями украшали храмы, форумы и даже частные виллы Рима. В 212 году до н. э. после длительной осады римляне под командованием Марка Клавдия Марцелла овладели Сиракузами; из города была вывезена внушительная военная добыча, в том числе многочисленные произведения греческого искусства. В 209 году до н. э. римляне взяли Тарент, захватив в городе богатую добычу. Престарелый триумфатор Квинт Фабий Максим Кунктатор вывез из Тарента и установил на Капитолии статую Геракла работы самого Лисиппа.

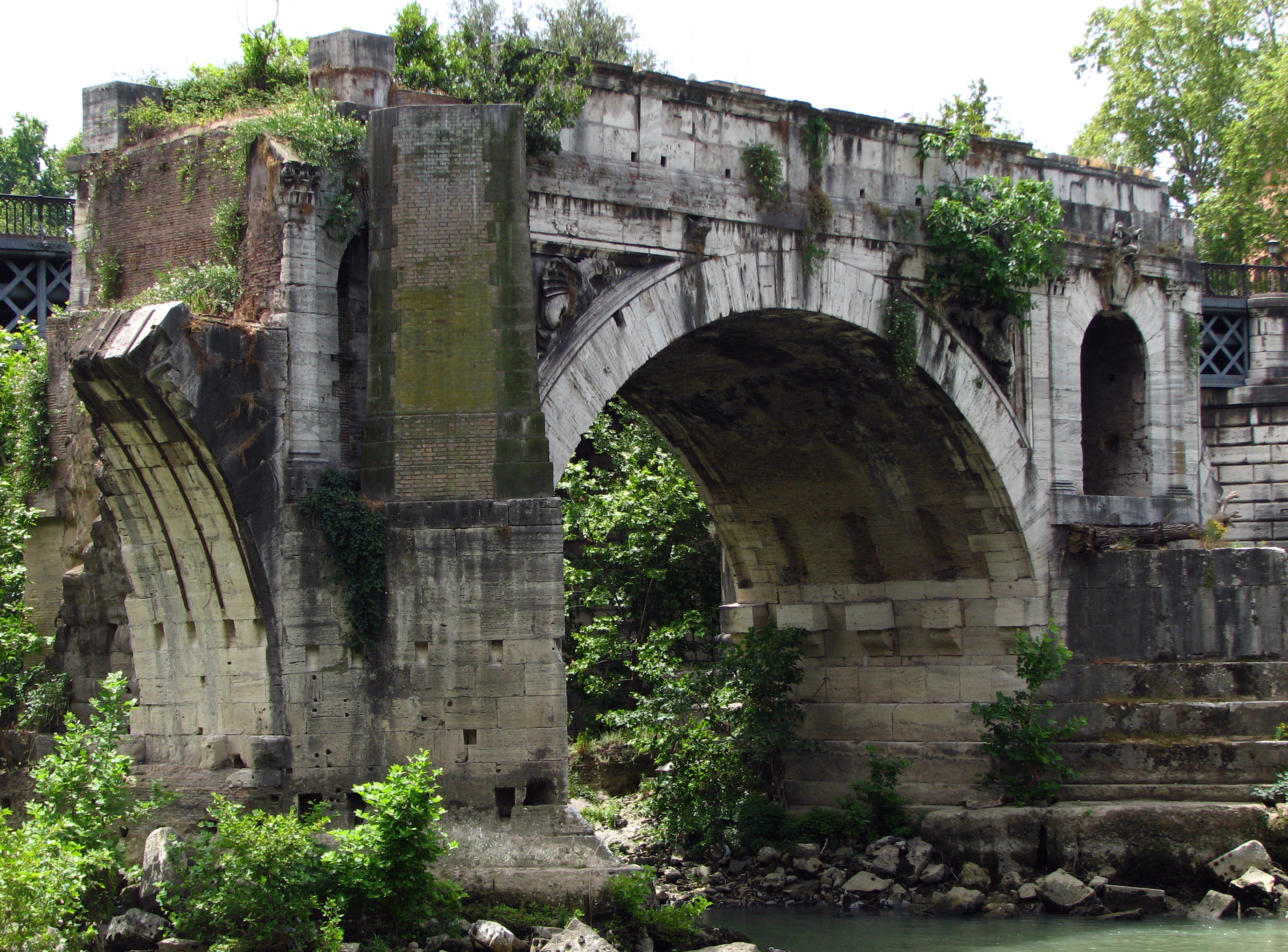
Уцелевшая арка моста Эмилия

В 179 году до н. э. был построен первый каменный мост через Тибр — мост Эмилия, соединявший Бычий форум с районом Трастевере, который располагался на восточном склоне холма Яникул. Мост имел стратегическое значение, поскольку по нему проходила важная для Рима Аврелиева дорога. Позже мост Эмилия неоднократно перестраивался и реконструировался, поэтому сегодня трудно точно определить его первоначальную конструкцию (от него сохранилась лишь одна арка, из-за чего он известен как «Сломанный мост»).
Развитие римского мостостроения и акведукостроения было тесно связано с освоением круговых арок и цилиндрических сводов. Основой конструкции была повторяющаяся арка; таким образом, строители мостов и акведуков перенимали опыт друг у друга. Римские мосты периода поздней республики имели чётко выделенную ось симметрии по центральной арке или по центральной опоре (устою). При строительстве мостов через Тибр выработались два композиционных приёма: увеличились пролёты арок при сохранении небольшой длины моста и увеличилось число пролётов (средние пролёты арок были большими, а к концам моста они уменьшались).

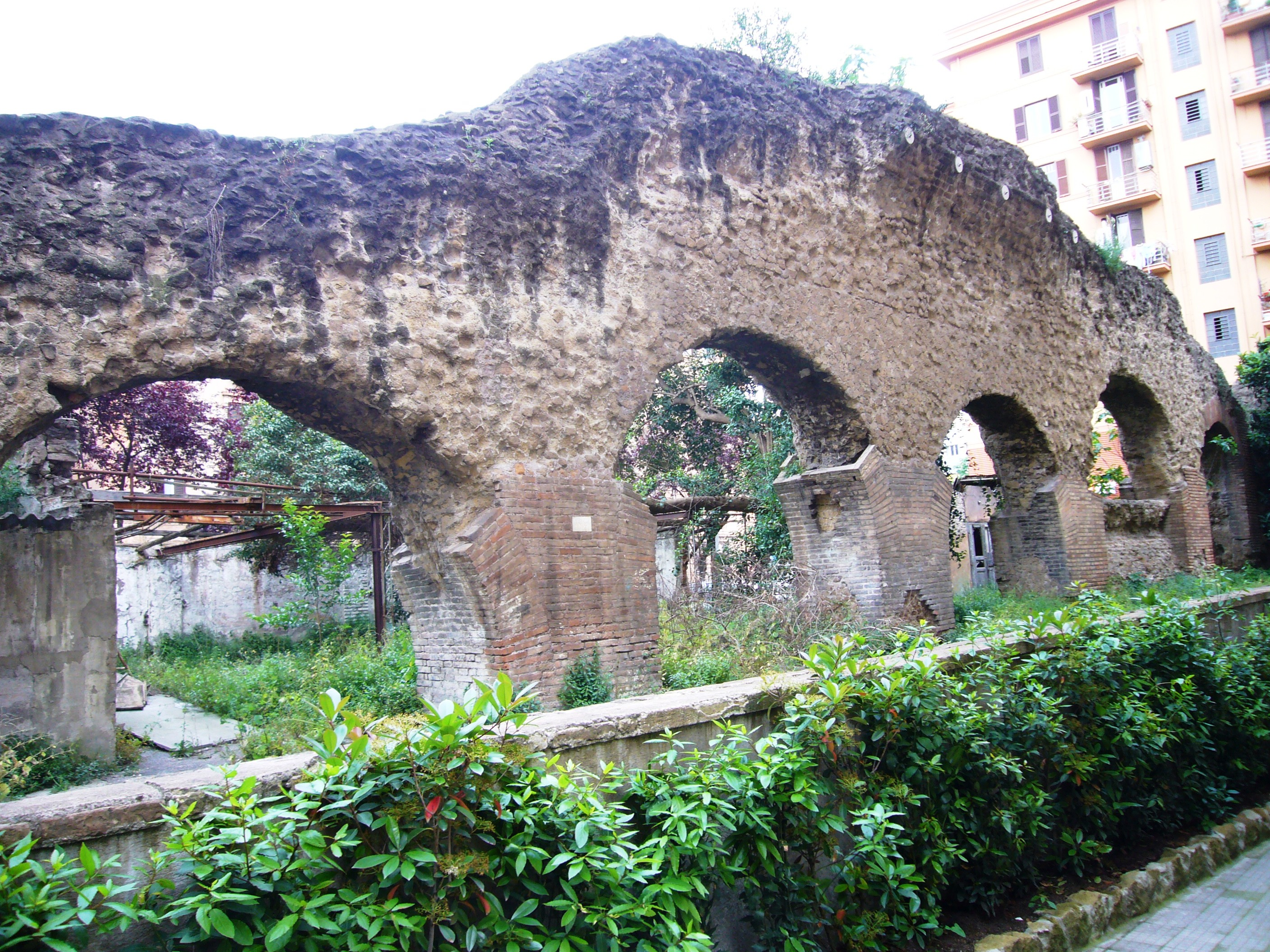
Руины портика Эмилиев

В 174 году до н. э. в римском порту Эмпориум на Тибре (современный район Тестаччо) на месте старого портика Эмилиев, первоначально открытого в 193 году до н. э., был построен огромный портик, служивший складом зерна, вина, масла и мрамора. Вскоре новый портик Эмилиев превратился в важный разгрузочный узел для барж, шедших вверх по Тибру из Остии, и коммерческий центр, где заключались оптовые торговые сделки. В здании портика Эмилиев впервые удалось соединить бетонную технику и арочно-сводчатые конструкции.
В 168 году до н. э. консул Луций Эмилий Павел разбил войска царя Персея и положил конец независимости Македонии. Кроме того, римская армия полностью разграбила города Эпира, вернувшись в Рим с огромной добычей. Улицы и площади столицы были украшены новыми греческими статуями и вазами. Весной 146 года до н. э. после длительной осады римляне под командованием Публия Корнелия Сципиона Эмилиана захватили и разрушили Карфаген, вывезя в Рим огромное количество статуй и храмовых драгоценностей. Кроме того, в 146 году до н. э. консул Луций Муммий разграбил и разрушил богатейший город Коринф.
После окончания Третьей Пунической войны (149—146 годы до н. э.) начался бурный рост Остии, застройка которой вышла за пределы городских стен. Значительно разросшийся портовый город утратил былую геометричность своего плана. Прямоугольная сетка улиц сохранилась только в центральной части Остии. Новые улицы в большинстве своём были довольно узкими, преобладали одноэтажные здания, редко встречались двухэтажные строения. Дома богачей концентрировались вокруг старого форума.
В 144 году до н. э. началось строительство акведука Марция — третьего акведука Древнего Рима, который доставлял воду из долины реки Анио к Капитолию. Этот грандиозный 90-километровый проект столичного претора Квинта Марция Рекса стал важной школой для римских строителей (в возведении акведука участвовали также мастера из Греции и Карфагена, помогавшие с пропорцией аркад и применением золотого сечения). Кроме однотипных аркад вдоль трассы акведука строились подземные каменные каналы, туннели, субструкции и мосты. Из крупнейших мостов на трассе акведука Марция сохранились 90-метровый мост Святого Петра (это его средневековое название) и Понте-Лупо. Наибольшая высота моста Сан-Пьетро достигала 18,5 метров, а Понте-Лупо — почти 30 метров; пролёт большой средней арки моста Святого Петра имел 15,5 метров. Вода из Аква Марция отличалась приятным вкусом, поэтому, в отличие от воды из других акведуков, она предназначалась исключительно для питья.

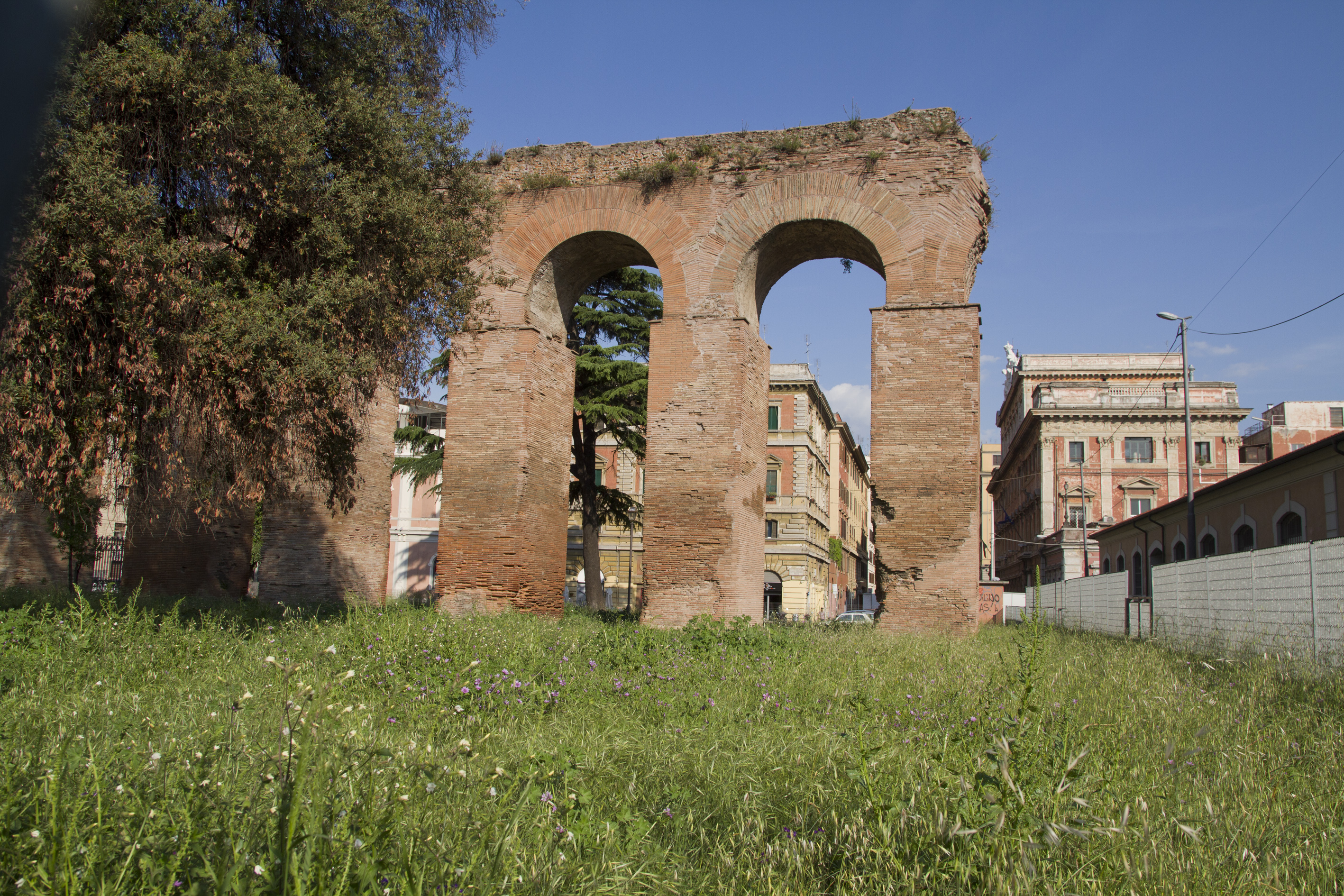
Участок акведука Марция в районе Эсквилина

Подземный канал акведука Марция примерно в 10 км от городских стен Рима выходил на поверхность, после чего пролегал поверх каменных стен, аркад и мостов, построенных над ручьями и оврагами. В некоторых местах высота аркад из крепкого туфа достигала 12 метров, а на одном участке аркады под Римом было более тысячи арок. Отныне, благодаря высоким субструкциям, вода поступала и в возвышенные районы города. Новый характер приобрели и сами субструкции — система арок, ранее применявшаяся только в мостостроении, теперь была использована и для акведука. В сравнении с предшествующими и многими последующими акведуками техника строительства акведука Марция оказалась наиболее высокой.
В 125 году до н. э. был построен 18-километровый акведук Аква Тепула, доставлявший воду с Альбанских гор. Римские акведуки, как надземные (арочные), так и подземные, состояли из системы водозабора, спекуса (канала, по которому вода шла от источника к городу) и отстойников, фильтровавших воду. В некоторых местах разные акведуки пересекались или сливались в один. Распределение потока внутри Рима происходило по свинцовым трубам, которые подводили воду к жилым домам, дворцам, баням и фонтанам. Новые аркадные акведуки хорошо вписывались в пейзаж римских окрестностей. Чёткая, уходящая вдаль аркада придавала пригородному ландшафту ту «цивилизованность», которую так ценили римляне.
К концу II века до н. э. Рим окончательно потерял черты сельского города, превратившись в важный центр античного мира. «Римская простота», присущая периоду ранней республики, безвозвратно ушла в прошлое. Несмотря на усилия некоторых особо ревнивых цензоров, роскошь в одежде, пирах и домашней обстановке стала неотъемлемой частью быта римской знати. Усилилось влияние эллинистической культуры и религии, в Риме появились греческие школы, а храмы, посвящённые различным греческим богам, стали строиться в городской черте. Даже старые римские храмы были заполнены статуями богов, вывезенными из захваченных греческих городов.

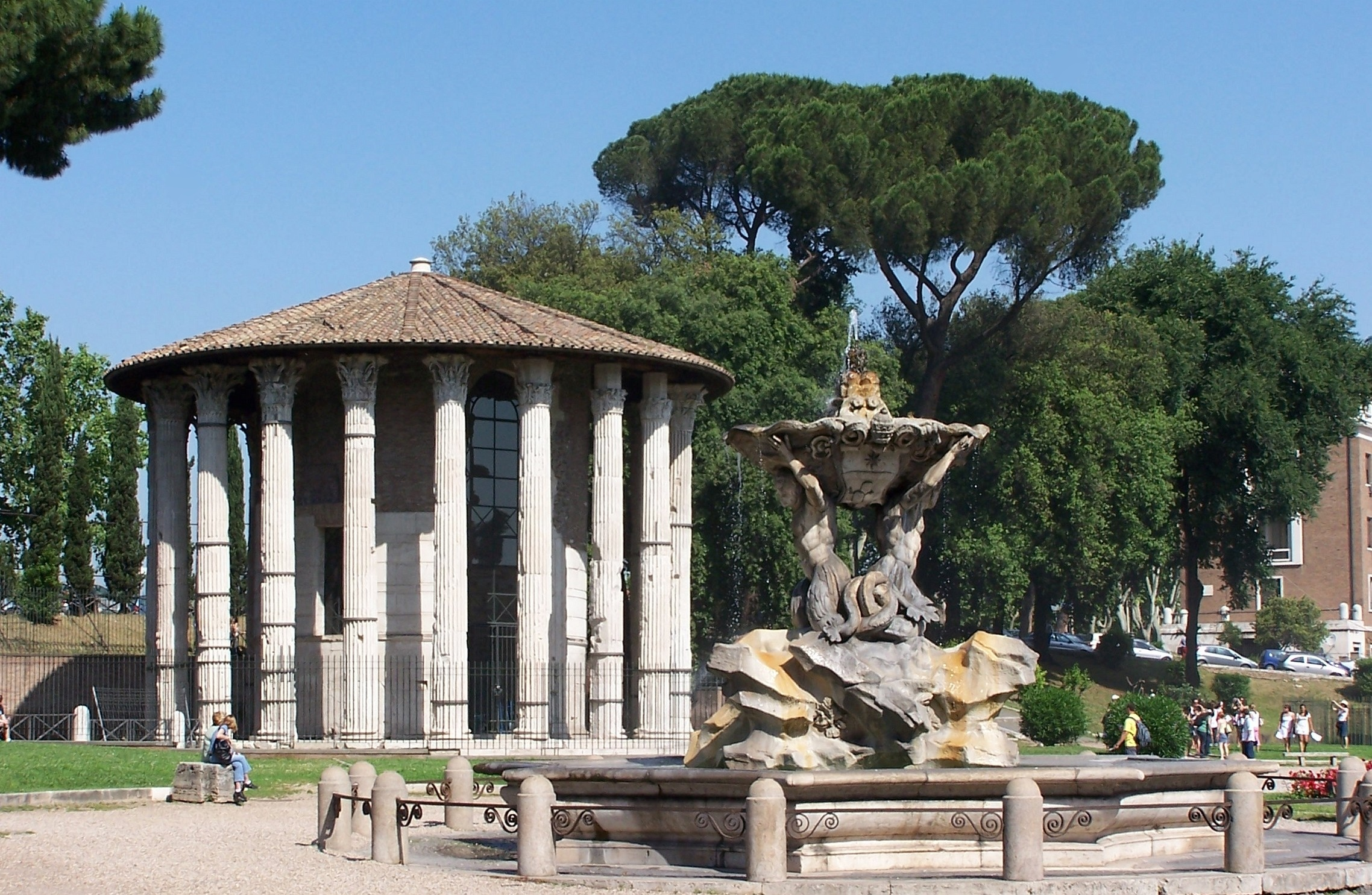
Храм Геркулеса на Бычьем форуме

Влияние эллинизма сильно сказалось и на римской архитектуре. Хотя большинство строений Древнего Рима сохраняли прежние этрусско-италийские черты, но под влиянием эллинизма была усовершенствована кирпичная и каменная кладка, а в облицовке и декорировании зданий появились новые веяния. Римские архитекторы активно использовали все три греческих архитектурных стиля — дорический, ионический и коринфский, но предпочтение отдавали последнему, как наиболее декоративному.
Особенно ярко сочетание этрусско-италийского плана зданий и римской кладки с декором в эллинистическом стиле прослеживается на примере храмов Рима, построенных во II веке до н. э. Эти храмы возводились в разных районах города, они имели небольшие размеры, но были искусно декорированы в духе «классического эллинизма». Одним из свидетельств успехов римской архитектуры можно считать приглашение Антиохом IV архитектора Коссутия для завершения в Афинах работ по перестройке храма Зевса Олимпийского.
В 133 году до н. э. на Капитолии был убит трибун Тиберий Семпроний Гракх, в честь которого его сторонники воздвигли в Риме триумфальную арку. В 121 году до н. э. на Капитолии и Авентине произошли масштабные уличные столкновения, в результате которых оптиматы убили около 3 тыс. приверженцев Гая Семпрония Гракха. Сам Гракх бежал на другой берег Тибра, где в роще Фурины приказал рабу убить себя. В память об этих событиях консул Луций Опимий реконструировал на Римском форуме храм Конкордии (Согласия) и возвёл рядом с ним базилику Опимия. В противовес оптиматам популяры освятили место гибели Гракха и приносили туда обильные подношения.
В 120 году до н. э. на Бычьем форуме, недалеко от набережной Тибра, был построен круглый мраморный храм Геркулеса, крышу которого поддерживали двадцать колонн. В 109 году до н. э. севернее крепостных стен Рима через Тибр был переброшен арочный Мульвиев мост (по нему проходила Фламиниева дорога, а также следовали легионы, направлявшиеся на север). В 80 году до н. э. рядом с храмом Геркулеса, на месте более древнего святилища началось строительство прямоугольного храма Портуна с колоннами ионического ордера. В I веке до н. э. была построена новая городская стена Остии. План города приобрёл форму трапеции, основанием обращённой к Тибру.
В декабре 100 года до н. э. центр Рима пострадал в ходе масштабных уличных беспорядков и столкновений между оптиматами и популярами. Консул Гай Марий сначала вооружил сторонников знати и разбил популяров на Римском форуме, а затем осадил Капитолий, где засели уцелевшие сторонники трибуна Луция Аппулея Сатурнина и претора Гая Сервилия Главция. В итоге Капитолий, отрезанный от водопровода, был захвачен, а помещённые под арест в курию Гостилия Сатурнин и Главция убиты толпой сторонников сената.

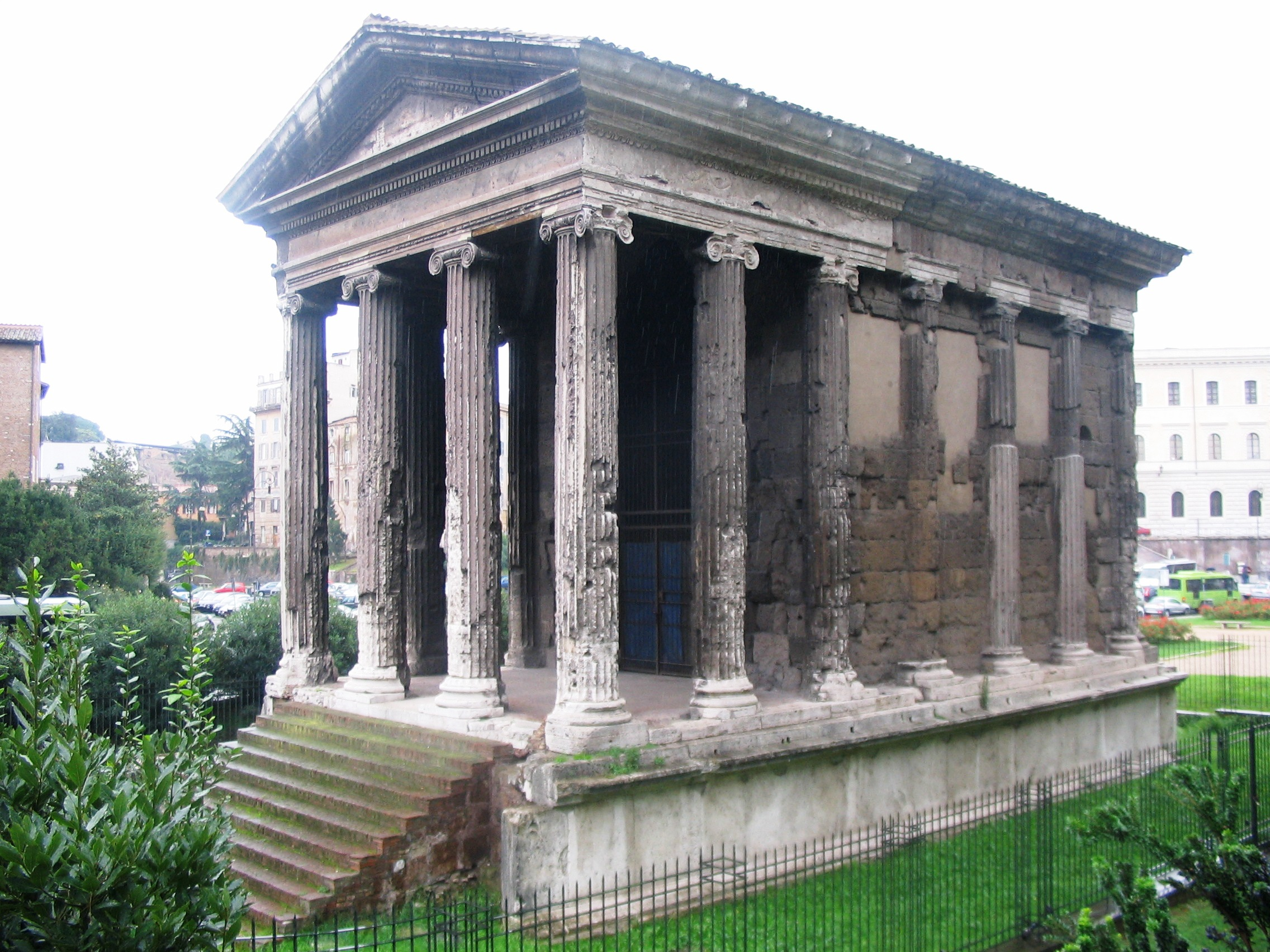
Храм Портуна на Бычьем форуме

Вскоре Рим вновь оказался в эпицентре гражданских войн, на время которых в городе приостановились строительные работы. В 88 году до н. э. легионы под командованием консула Луция Корнелия Суллы вошли в Рим и разбили на Эсквилине вооружённые отряды Публия Сульпиция и Гая Мария. В 87 году до н. э. политическая борьба вылилась в ожесточённые бои на Римском форуме между сторонниками Суллы и Октавия с одной стороны и консула Луция Корнелия Цинны с другой. Сумевший бежать Цинна собрал большую армию и захватил Рим, устроив в городе жестокую расправу над сулланцами. В 86 году до н. э. разгул насилия достиг такого размаха, что Цинна приказал перебить своих же сторонников из числа бывших рабов, которые промышляли грабежами.
Весной 83 года до н. э. гражданская война возобновилась. Сулла вернулся из восточного похода и в начале 82 года до н. э. подошёл к Риму. В битве у Коллинских ворот его армия разбила противников и захватила столицу. После этого сулланцы устроили жестокую расправу над марианцами, а затем с помощью проскрипций захватили имущество богатейших римских сенаторов и эсквитов. Сулла привёз в Рим множество трофеев, в том числе статуй и капителей из разграбленных в 86 году до н. э. Афин (часть из них позже пошла на восстановление Капитолийского храма, лежавшего в руинах), а также статую богини Ма из Малой Азии, чей культ слился с культом Беллоны. Кроме того, диктатор перенёс померий, привёл в порядок Римский форум, расширил древнюю курию Гостилия и восстановил другие здания, пострадавшие в ходе недавних уличных боёв.
С одной стороны, в Риме приходили в упадок некогда богатые особняки, хозяева которых погибли в горниле гражданских войн. С другой стороны, новая аристократия, выдвинувшаяся при Сулле, наживала огромные состояния на проскрипциях и поборах в провинциях, строя себе великолепные дворцы и виллы.
Например, вольноотпущенник Суллы Хрисогон за бесценок скупал конфискованные имения, а затем построил себе внушительный дом на Палатинском холме. Марк Эмилий Лепид также разбогател на проскрипциях и обзавёлся роскошным мраморным особняком (кроме того, он на свои деньги расширил базилику Эмилия). Гай Лициний Веррес вывез с Сицилии большое количество произведений искусств, в том числе знаменитых статуй. Однако в рядах сулланцев не было единства: тот же Марк Эмилий Лепид после окончания срока своего консульства набрал в Этрурии и южной Галлии армию сторонников и двинулся с ними в 77 году до н. э. на Рим, но был разбит Катулом на Марсовом поле.
Пребывание Суллы на Востоке повлияло на его вкусы, он мечтал перестроить Рим по образцу крупнейших городов эллинистического мира. Как раз в этот период эллинизм оказывал интенсивное воздействие на римское искусство, что нашло отражение в архитектуре и градостроительстве той эпохи. Со времён Суллы здания Рима стали повсеместно украшать греческими статуями, барельефами и вазами. Высоко ценились статуи греческих мастеров, которые устанавливали как в домах, так и в садах. В Рим приходили целые суда, гружённые произведениями искусств, вывезенными из эллинистических городов. В то же время в столице работали сотни мастеров, которые копировали греческие шедевры.

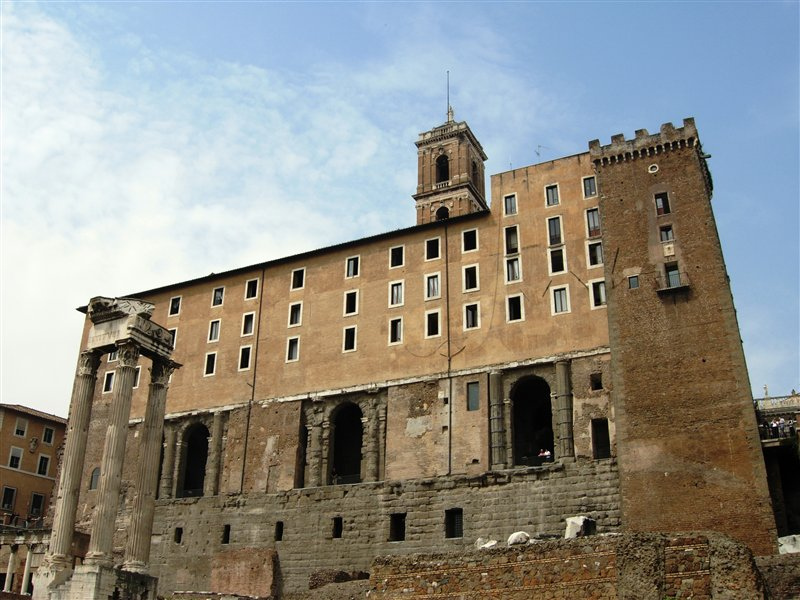
Здание Табулария

В 78 году до н. э. на юго-восточном склоне Капитолия, рядом с храмом Сатурна, был построен Табуларий — государственный архив Рима. Он замкнул Римский форум и стал композиционным центром его хаотичной застройки. Со стороны форума двухэтажный Табуларий был поднят на 15-метровые субструкции, закрытые главным фасадом, на котором впервые была применена ордерная аркада. Строгое и массивное здание Табулария доминировало над форумом, олицетворяя собой государственную власть. Под Табуларием проходила крытая сводом лестница, которая соединяла Римским форум с храмом Вейова на Капитолийском холме. Недалеко находился Капитолийский подъём, соединявший форум с площадкой храма Юпитера Капитолийского.
В 65 году до н. э. эдильство Гая Юлия Цезаря сопровождалось оживлением строительных работ в столице и пригородах. Была отремонтирована Аппиева дорога, на Капитолии были восстановлены статуя Мария и памятники в честь его побед (трофеи, привезённые из африканского похода и после войны с германскими племенами), ранее убранные по велению Суллы. Во второй половине 60-х годов до н. э. под руководством Квинта Лутация Катула был восстановлен Капитолийский храм, сильно пострадавший во время гражданских войн.
В 62 году до н. э. началось строительство двух каменных крупнопролётных мостов через Тибр. Первым был закончен мост Фабриция, который соединил левый берег у подножия Капитолия с островом Тиберина (также известен как остров Эскулапа), а несколько позже был достроен мост Цестия, который соединил Тиберину с Трастевере на правом берегу. Благодаря каменной облицовке набережных продолговатому острову придали форму судна, плывущего против течения, а мачту символизировал обелиск, установленный в середине Тиберины.
Тибр, разделённый островом на две протоки, имеет в этом месте быстрое течение, которое затрудняет строительные работы на месте русла. При строительстве мостов, стремясь минимизировать промежуточные опоры, применили большие арочные пролёты. Во время возведения средней опоры моста Фабриция течение Тибра направили в одну из проток, а вторую на время перекрыли. Однопролётный мост Цестия по своей конструкции был похож на мост Фабриция, однако в период поздней империи, в связи с реконструкцией набережной, к средней арке у берегов добавили по одной небольшой арке (ещё позже крайние арки были расширены, что превратило мост в трёхпролётный).
Мосты Фабриция и Цестия вместе с вытянутым по течению остроконечным островом образовали гармоничный архитектурный ансамбль. Посреди острова возвышался храм Эскулапа, «защищавший» римлян от эпидемий, а вокруг него были построены святилища Юпитера, Беллоны, Санк Семона, Геи, Фавна, Вейовиса и Тиберина. Оба моста, удачно вписанные в городской ландшафт, являлись важными вехами римской инженерной мысли. Мост Фабриция с 24-метровым пролётом считался смелым и новаторским сооружением, которое не смогли превзойти и в более поздние века. В 58 году до н. э. из Рима был изгнан Марк Туллий Цицерон. Его дом на Палатине был разрушен, а на месте, где он стоял, личный враг Цицерона, народный трибун Клодий провёл церемонию освящения для нового храма Свободы. Однако уже в следующем году стараниями могущественного Помпея Цицерон вернулся в Рим и добился возвращения конфискованного имущества (его дом был отстроен за счёт средств из римской казны). В этот период частым явлением в Риме были уличные беспорядки, наносившие городу большой ущерб (крупнейшие происходили в январе 62 и на протяжении 57 года до н. э.).
В середине I века до н. э. была проведена масштабная реконструкция Римского форума. После поднятия его уровня были перестроены базилика Эмилия,
храм Весты и дом весталок, а под форумом были сооружены сводчатые переходы. Ораторская трибуна Ростра, украшенная носами вражеских кораблей, была перенесена с Комиция к подножию Капитолия. Тогда же на месте базилики Семпрония Гай Юлий Цезарь начал возводить новое здание для заседаний сената и судебных процессов — грандиозную базилику Юлия, а рядом со сгоревшей древней курией Гостилия заложил курию Юлия. Базилика Эмилия (55—34 годы до н. э.), богато декорированная мрамором, была ориентирована на Табуларий и со стороны форума имела ряд таберн. Напротив неё располагалась открытая со всех сторон базилика Юлия (54—46 годы до н. э.).

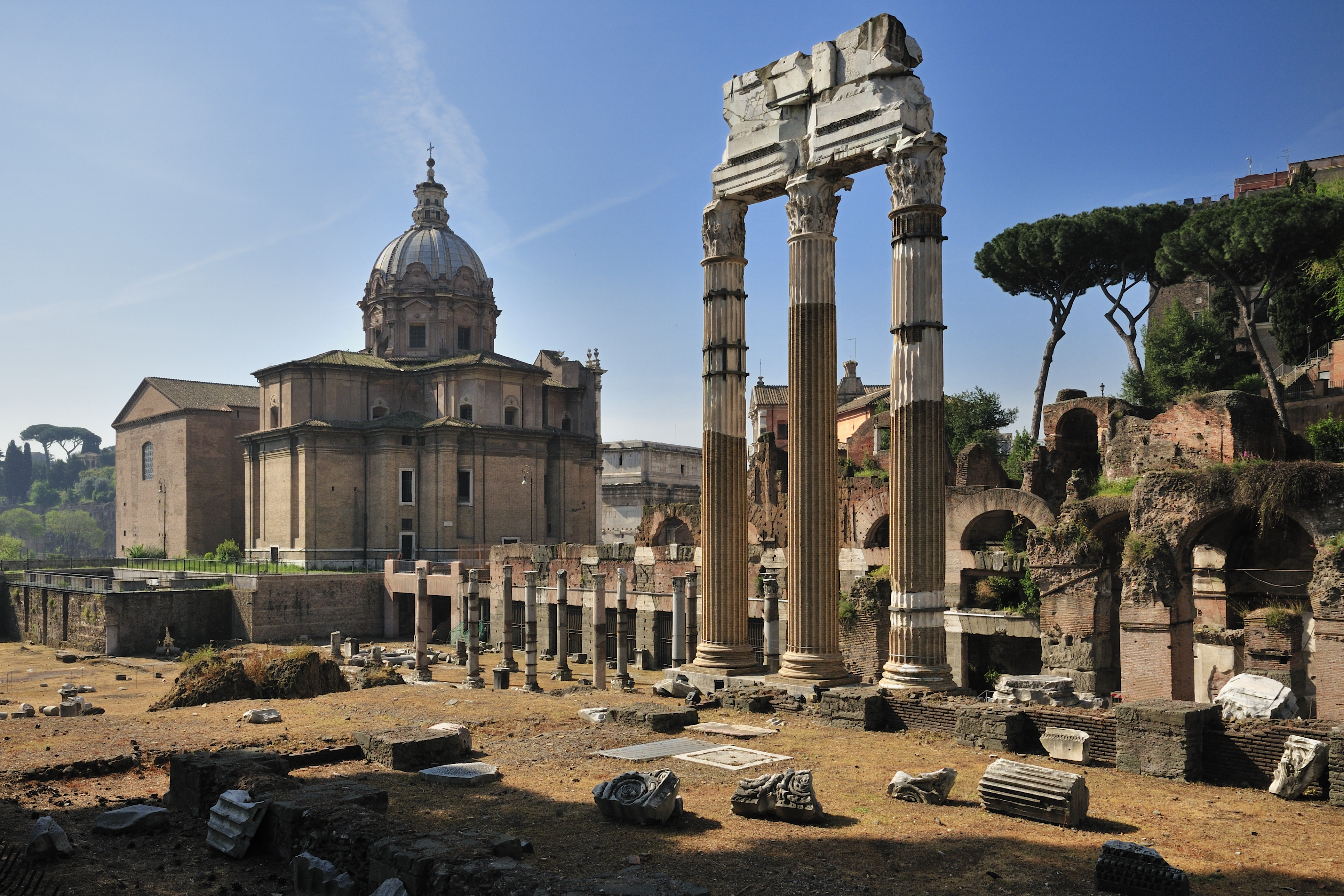
Форум Цезаря

Однако амбициозный Цезарь не ограничился только тесным Римским форумом. В 54—46 годах до н. э. он построил у отрогов Квиринала просторный форум Цезаря. Новая площадь имела ряд отличий от старых римских площадей: она не имела привычной базилики, таберны торговцев располагались в глубине, заслонённые портиками, которые направляли посетителей форума к храму Венеры-Прародительницы, покровительницы рода Юлиев. Форум украшали конная статуя Юлия Цезаря и периптер со статуей Венеры, ведущей за руку Аскания. Построенный по единому плану, форум Цезаря отличался от прежних площадей своей геометричностью и строгой симметрией частей. Эти черты легли в основу планировки последующих императорских форумов.
Также в середине I века до н. э. древний храмовый комплекс на нынешней площади Торре-Арджентина был включён в обширный ансамбль театра Помпея и соседней с ним курии Помпея. Четыре яруса каменного театра, законченного в 55 году до н. э. в южной части Марсова поля на средства консула Гнея Помпея Великого, вмещали более 10 тыс. зрителей. Позади сцены был разбит обширный сад, который окружали портики из колоннад и экседр, а над полукруглым фасадом театра возвышался храм Венеры Победительницы, который подчёркивал ось композиции. Портики сада, украшенные статуями и росписями, доходили до старинных храмов Торре-Арджентины, которые почитались как реликвии прошлого. Некоторые из этих храмов и святилищ были реконструированы, например, один из круглых храмов был перестроен в псевдопериптер с четырёхколонным портиком. Портики Помпея стали новым центром общественной жизни Рима, а в курии Помпея проходили заседания римского Сената (на одном из них и был убит Цезарь).
К середине I века до н. э. уличное движение в Риме было крайне напряжённым, ширина улиц была уже недостаточной. Также отсутствовало разделение районов на жилые, торговые и административные, не было развитых пригородов (кроме портовой Остии) и общественного транспорта, что тормозило разрастание Рима вширь. В Риме имелась значительная прослойка люмпенов и приезжих, поэтому улицы всегда были заполнены массами праздного населения. В 45 году до н. э. Юлий Цезарь попытался упорядочить городское движение, запретив конному транспорту въезжать в Рим после восхода солнца и до заката. Исключение было сделано только для телег, которые подвозили стройматериалы для храмов и вывозили из города мусор, однако жители многочисленных инсул стали жаловаться на сильный шум, мешавший им спать.

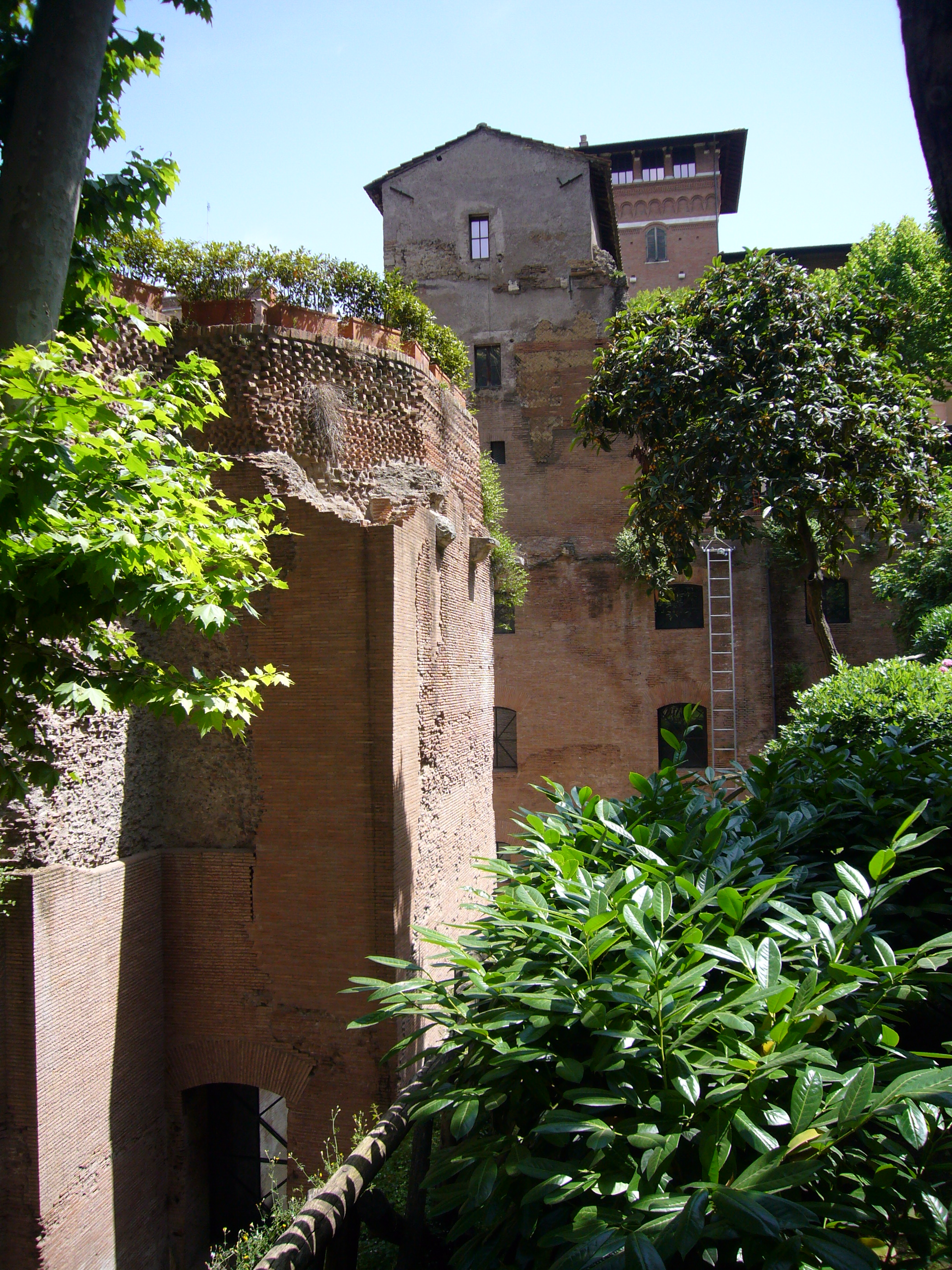
Современная застройка с элементами античных садов Саллюстия

Пока Цезарь вёл войны в Галлии (55—50 года до н. э.) Рим переживал острый политический кризис. Борьба во время выборов магистратов носила настолько острый характер, что нередко предвыборные собрания переходили в уличные столкновения между вооружёнными отрядами. В 53 году до н. э. вокруг консульских мест происходили настоящие сражения между отрядами Клодия и Милона.
В начале 52 года до н. э. во время очередной стычки между соперниками на Аппиевой дороге Клодий был убит людьми Милона, что вызвало в Риме крупные волнения. Толпа из плебеев и рабов перенесла тело Клодия на Римский форум и устроила в курии Гостилия погребальный костёр. В результате возникшего пожара сгорела как сама курия, так и несколько окрестных зданий (позже на этом месте была построена курия Юлия). Вооружённые сторонники Клодия разыскивали Милона, поджигая и громя дома его политических соперников.
Гражданская война 49—45 годов до н. э. значительно ухудшила экономическую ситуацию в Риме: обесценивались деньги, росли цены, остро стоял долговой вопрос, бунтовали легионы, недовольные задержками жалованья. Однако в 47 году до н. э. прибывшему в Рим Цезарю удалось восстановить порядок. В следующем году Цезарь справил в Риме четыре грандиозных триумфа по поводу своих побед в Галлии, Египте, Азии и Африке.
В 56 году до н. э. на Соляной дороге возле Рима был построен тумулус влиятельного плебейского рода Луцилиев. В середине I века до н. э. на Аппиевой дороге был построен большой круглый мавзолей Цецилии Метеллы, дочери Квинта Цецилия Метелла и жены Марка Лициния Красса (на квадратном основании стояла цилиндрическая башня, увенчанная высоким конусом, но в Средние века мавзолей включили в состав замка, а конус разобрали). В 43 году до н. э. на Марсовом поле было сооружено святилище, посвящённое новым божествам римского пантеона — египетской богине Исиде и эллинистическому богу Серапису. В 42—38 году до н. э. на Бычьем форуме в виде псевдопериптера был построен храм Фортуны Вирилис. В начале 30-х годов до н. э. под руководством Марка Випсания Агриппы началось строительство важной Агриппиевой дороги, которая связала Рим с Бононией на севере Галлии.
После убийства Цезаря в Риме вспыхнула новая гражданская война. В ноябре 44 года до н. э. в столицу дважды входили армии Октавиана Августа и Марка Антония, в августе 43 года до н. э. легионы Октавиана без боя овладели Римом. Вновь опубликованные проскрипции позволили членам второго триумвирата конфисковать имущество у богатейших римских сенаторов и всадников. Солдаты, городской плебс и даже рабы грабили оставшиеся без присмотра дома, пока их хозяева бежали из охваченного насилием Рима.
Масштабные постройки Помпея и Цезаря, отделанные мрамором, преобразили Рим. Цезарь имел грандиозные планы по перестройке Рима, но успел лишь обновить старый Римский форум и заложить к северу от него новый форум своего имени. Часть задуманного и начатого Цезарем завершил позже Август, но многое так и осталось не реализованным. Проекты Цезаря в некоторой степени предопределили дальнейшее развитие уже императорского Рима: именно с него началось изменение городской планировки путём постройки новых форумов; именно он инициировал превращение Рима в «мраморный город». В отличие от эллинизма периода Суллы архитектура эпохи Цезаря вернулась к италийским образцам.
Популярным веянием в градостроительстве Древнего Рима этого периода стала разбивка садов за пределами городских стен. В 60 году до н. э. в северной части Рима, на холме Пинчо были разбиты сады Лукулла, украшенные скульптурами и фонтанами. После них вокруг центра Рима были разбиты большие сады, в частности сады Цезаря (между Тибром и Яникулом), сады Саллюстия (севернее Квиринала), сады Помпея (вдоль Фламиниевой дороги). После убийства Юлия Цезаря (44 год до н. э.), согласно его завещанию, огромные сады Цезаря за Тибром перешли в общественное пользование. Гай Саллюстий Крисп был проконсулом Нумидии, где сколотил внушительное состояние, которое помогло ему разбить свои великолепные сады. На их территории находился изысканный храм Венеры, обелиск в египетском стиле и многочисленные скульптуры.

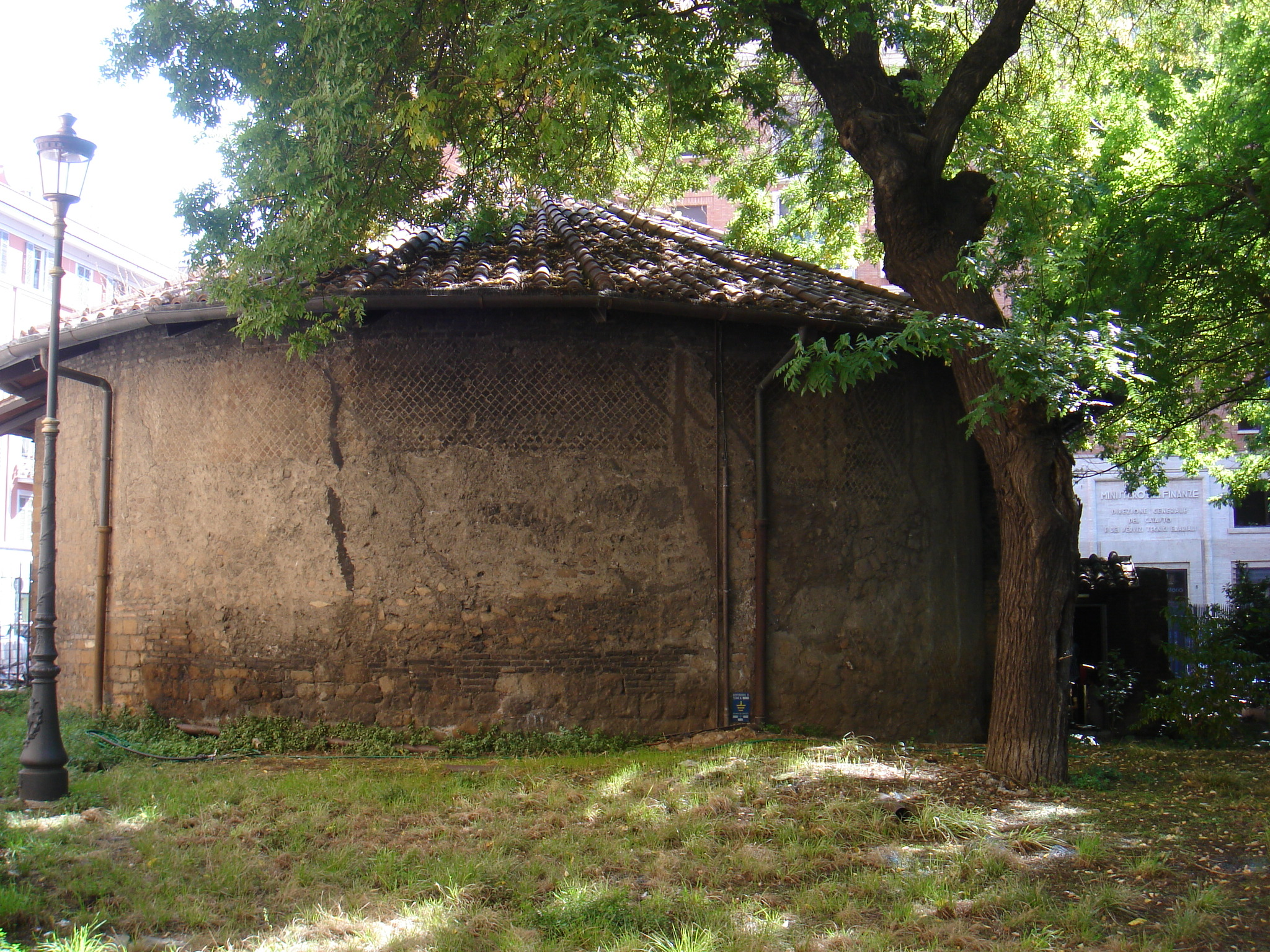
Аудитория Мецената

В первой половине 30-х годов до н. э. известный покровитель искусств Гай Цильний Меценат осушил территорию древнего некрополя на Эсквилине и разбил рядом с садами Ламия свои роскошные сады в эллинистическо-восточном стиле. Сады Мецената занимали часть вала старой Сервиевой стены и располагались возле Эсквилинских ворот. На их территории размещались бассейн с горячей водой, фонтаны, террасы, библиотека, большая вилла Мецената с аудиторией, где собирались поэты.
Среди торговых зданий республиканского Рима преобладали небольшие таберны, размещавшиеся вдоль стен форумов и на нижних этажах домов. Однако возле Римского форума располагался монументальный мацеллум — большой продовольственный рынок, окружённый со всех сторон крытой колоннадой. В одни лавки мацеллума можно было попасть со стороны перистиля, в другие — со стороны улицы. Внутри рынка находились эдикула и небольшой бассейн для свежей рыбы.
К концу республиканского периода существенных изменений претерпел древний Большой цирк. Он превратился в монументальное сооружение, все деревянные части которого были заменены каменными. Спину цирка украсили мраморные статуи и архитектурный декор. В 196 году до н. э. на противоположной от старта стороне арены были построены триумфальные ворота. В 174 году до н. э. на концах спины были установлены меты — поворотные столбы в виде конических обелисков. Рядом с ними в эдикулах разместились устройства с яйцеобразными предметами (missus), предназначенные для счёта оставшихся кругов гонки.

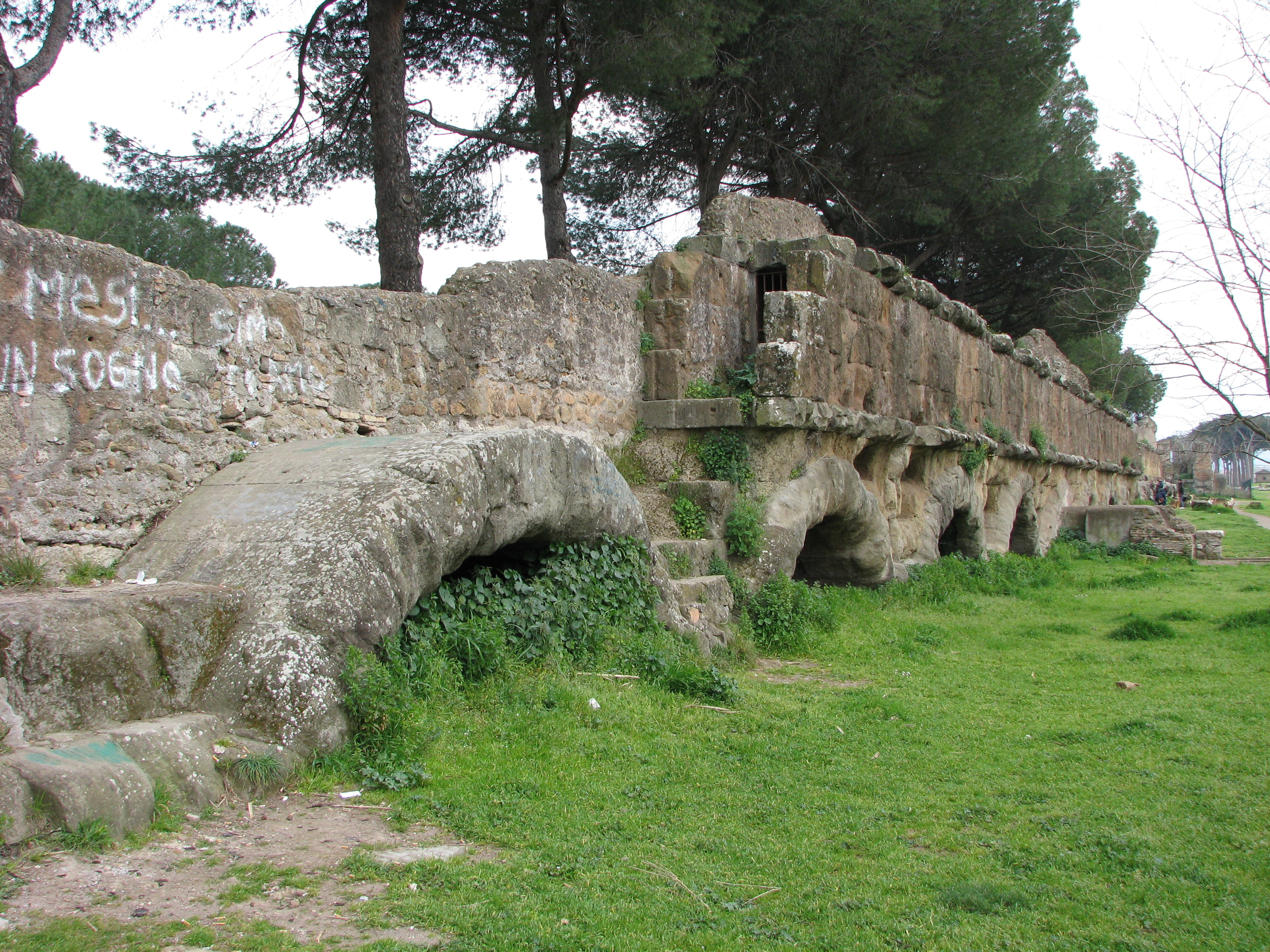
Остатки арок Аква Марция с кирпичной кладкой Аква Юлия и Аква Тепула

К концу второй трети I века до н. э. практически завершился процесс формирования зодчества Древнего Рима. В основном была выработана схема градостроительства, сложились главные типы общественных, жилых, инфраструктурных и погребальных сооружений. Римляне сформулировали свои композиционные принципы, создали свою декоративную систему, освоили применение бетона и разработали сводчатые конструкции, что открыло перед архитекторами широкие возможности. Римское градостроение получилось рациональным, в нём главенствовали функциональность. Уже в конце республиканского периода наметился переход к более масштабным сооружениям и ансамблям, к монументальности и пространственному размаху архитектуры.
После периода гражданских войн властям пришлось заняться реконструкцией римских акведуков, некоторые из которых обветшали, а другие были местами разрушены в результате уличных столкновений. В 33 году до н. э. эдил Марк Випсаний Агриппа восстановил Аква Аппия, Анио Ветус и Аква Марция. В том же году началась кардинальная перестройка Аква Тепула и стартовало строительство нового акведука Юлия. На больших участках каналы этих двух акведуков размещались поверх старых арок акведука Марция. В связи со значительными объёмами строительных работ более дорогой тёсаный камень был заменён бетоном.
Летом 30 года до н. э. Октавиан Август почти без сопротивления захватил Египет, что позволило ему вывезти в Рим огромную добычу и отпраздновать в августе 29 года до н. э. в столице три пышных триумфа. Средства из египетской казны пошли на покрытие долгов, а также на восстановление и перестройку Рима, который сильно пострадал в результате трёх гражданских войн I века до н. э. В январе 27 года до н. э. Октавиан Август стал императором, положив конец республиканскому периоду в истории Древнего Рима.

## Период ранней империи

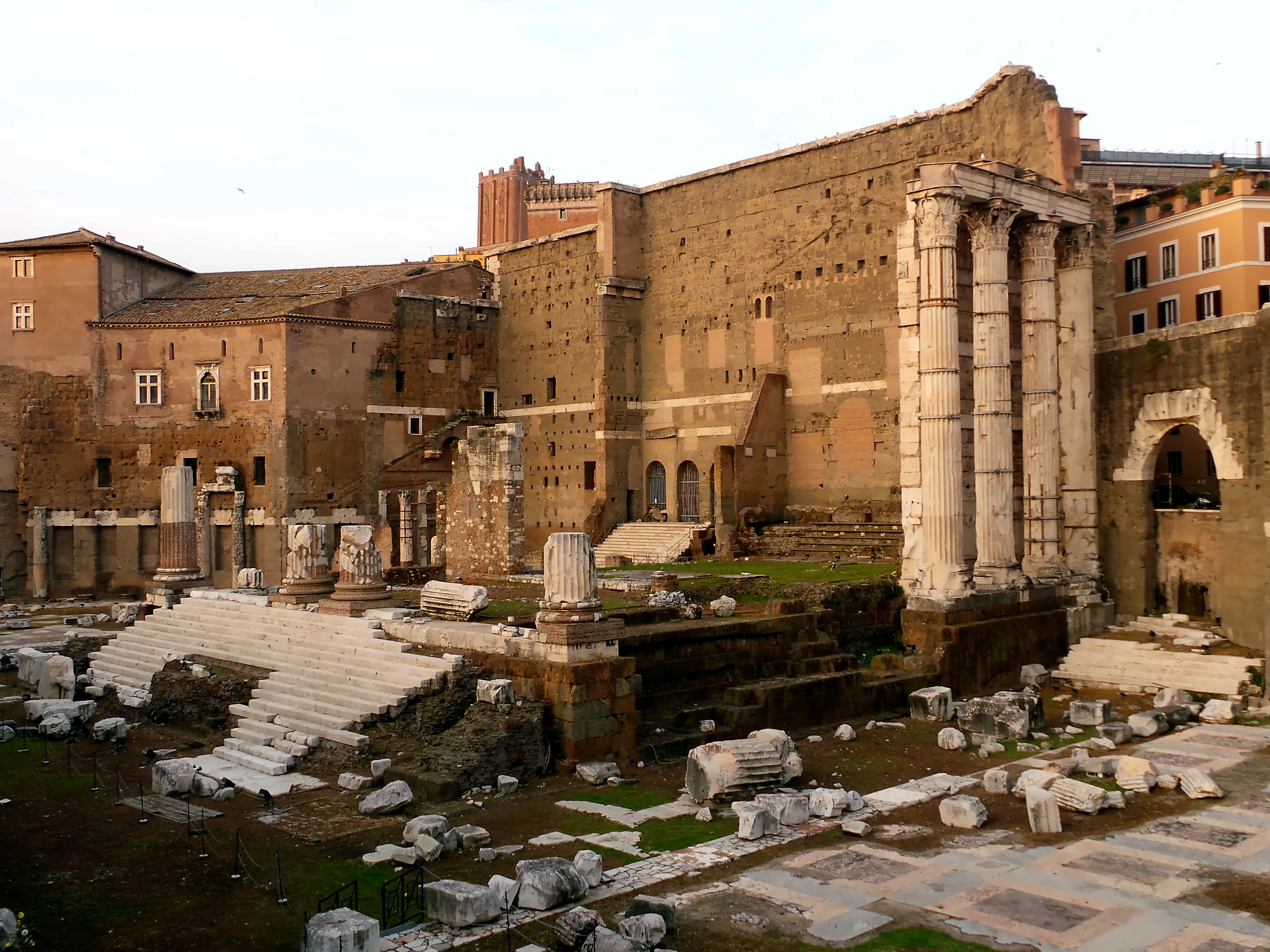
Остатки форума Августа

В период ранней Римской империи (30/27 год до н. э. — 235 год н. э.) градостроительство и архитектура ориентировались на ясность и упорядоченность Классической Греции. Зодчеству придавалось огромное государственное значение, о чём свидетельствует трактат архитектора и инженера Витрувия «Десять книг об архитектуре». В нём Витрувий описал античную теорию ордера, выдающиеся сооружения античных архитекторов, основные вопросы градостроительства и оборонительных сооружений.
В период империи в строительстве расширился ассортимент используемых стройматериалов, в Рим привозили цветной и белый мрамор, а также гранит и порфир со всех уголков страны. Нередко в столицу привозили не только сырьё, но и уже готовые изделия, например, капители и стволы колонн, большие отполированные плиты. Ценные сорта камня, а также золото, слоновая кость и перламутр шли на отделку монументальных и парадных храмов, базилик, дворцов, арок и форумов. Сооружения периода империи отличались своей роскошью и помпезностью по сравнению со строгими постройками эпохи республики.
Ещё более широкое применение по сравнению с периодом республики получил римский бетон, составлявший основу стен и сводов. Стены с обеих сторон облицовывались камнем или кирпичом, штукатурка покрывалась росписями или лепниной. Широко стали использоваться цветной кирпич и цветная штукатурка, в обиход вошла узорчатая разноцветная кладка. Для облегчения сводов и куполов использовались пемза и различные керамические сосуды, которые употреблялись в кладке и служили в качестве резонаторов.
С окончанием гражданских войн и возникновением Римской империи наступил период стабильности и экономического процветания, который послужил мощным импульсом для развития античного градостроительства. В Риме и окрестностях строились и ремонтировались дороги, мосты, акведуки, причалы и другие инженерные сооружения. Улицы города имели чёткое деление на проезжую часть и поднятый над её уровнем тротуар. Широкое распространение вдоль улиц получили колоннады, защищавшие пешеходов от солнца и дождя, а также выделявшие главные городские магистрали (нередко колоннады, возводимые с обеих сторон тротуаров, имели второй ярус, откуда горожане могли наблюдать за уличной суетой). Хотя Рим оставался преимущественно административным центром огромной империи, городом-потребителем, городом развлечений и покупок, в нём существовало развитое ремесленное производство, главным образом предметов роскоши для разросшегося нобилитета.

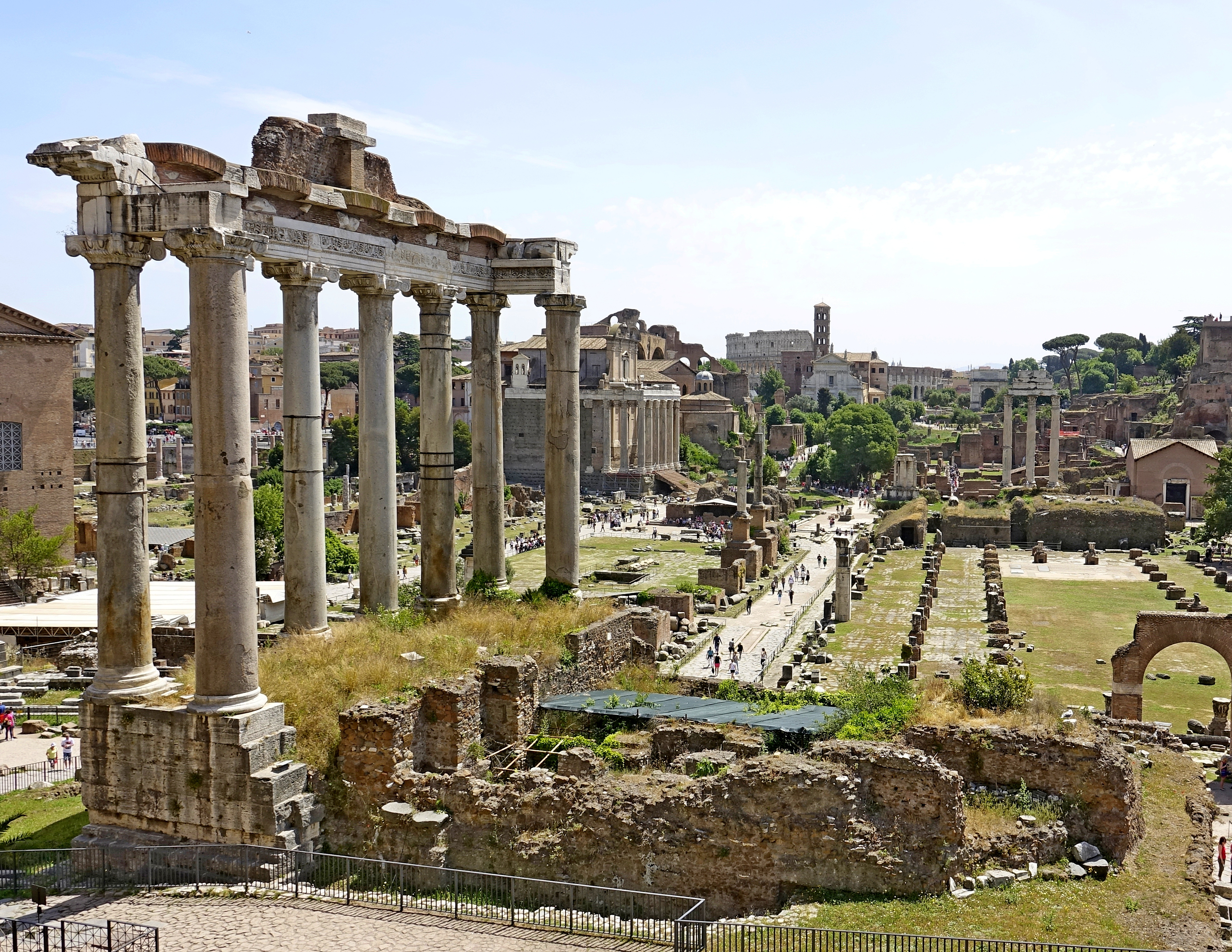
Руины храма Сатурна на Римском форуме

С начала периода ранней империи Рим чётко делился на две социальные части — город холмов и город низин. На холмах, имевших более здоровый микроклимат, строились большие дворцы и роскошные виллы аристократов. В сырых и часто затапливаемых разливами Тибра низинах между холмами как правило селилась городская беднота, занимавшая верхние этажи инсул, которые не имели воды, канализации и отопления. Здесь же размещались ремесленные мастерские и складские помещения.
Некоторые римские районы и улицы имели характерную специализацию. Так, вдоль Священной дороги, которая связывала форумы с Палатином, размещались лавки ювелиров и торговцев драгоценностями. На улице Аргилет, которая тянулась от форумов к Эсквилину, было много лавок книготорговцев и сапожников. В низине Велабро, ограниченной Капитолием, Палатином, Римским и Бычьим форумами, были сконцентрированы лавки, торговавшие продуктами питания, вином и оливковым маслом. Дурную славу имела шумная Субура — район мелких лавок, кабаков и притонов в долине между Эсквилином и Виминалом.
Важными элементами городского пейзажа были вода и зелёные насаждения. Водоснабжению придавалось большое значение: открытые водоёмы, бассейны, фонтаны и колонки украшали и оживляли город. В период расцвета воду к Риму подавали 11 акведуков. Обеспеченность водой считалась одним из важнейших признаков «цивилизованности» и благоустройства города (в зависимости от сезона в столице империи ежедневно на душу населения приходилось от 600 до 900 литров воды). Распределение воды находилось под строгим контролем, разрешение на подвод воды к частному зданию давал лично император. Подземные стоки канализации выводили за пределы Рима дождевые воды и нечистоты общественных туалетов. Зелени в Риме было немного, вдоль улиц не было никаких насаждений. Ситуацию спасали частные сады при богатых особняках и большой пояс императорских садов на окраинах Рима (крупнейшими были сады Цезаря, Помпея, Лукулла, Саллюстия, Мецената и Агриппины Старшей). Однако не все сады и парки были доступны простым горожанам, главным общественным местом с зеленью было Марсово поле.
Городская стена, окружавшая Рим, чётко разделяла между собой собственно город и его пригороды. Однако Рим не имел обширных пригородов, пояс застройки составлял полосу шириной от 200 до 700 метров от стены. Там преобладали загородные виллы аристократии, крупные сады и некрополи. Кроме того, за стеной вдоль дорог располагались «грязные» и пожароопасные производства — мастерские по обжигу кирпича и производству керамики, а также придорожные таберны и постоялые дворы.
После продолжительных гражданских войн, которые сопровождались жесточайшими проскрипциями, конфискациями земель и домов, римское общество стремилось к миру и спокойной жизни. Смуты и войны способствовали тому, что стали очень популярны идеи о прошлых счастливых временах, о благочестивых предках, которые вели простую и «правильную» жизнь. Октавиан не уставал подчёркивать, что с его воцарением наступили мирные времена и народ вернулся к обычаям старого Рима. Первым, что сделал Октавиан, была реставрация старых храмов, где, как писал поэт Секст Проперций, «паук ткал свою паутину». Кроме восстановления пришедших в запустение храмов, были также освящены и новые. В центре каждого римского района стояла часовня, посвящённая ларам и гению Августа (за ними следили особые магистры, ежегодно избираемые на свой пост). Однако, Октавиан отрицательно относился к восточным культам и запрещал в пределах Рима строить храмы, посвящённые египетским богам.

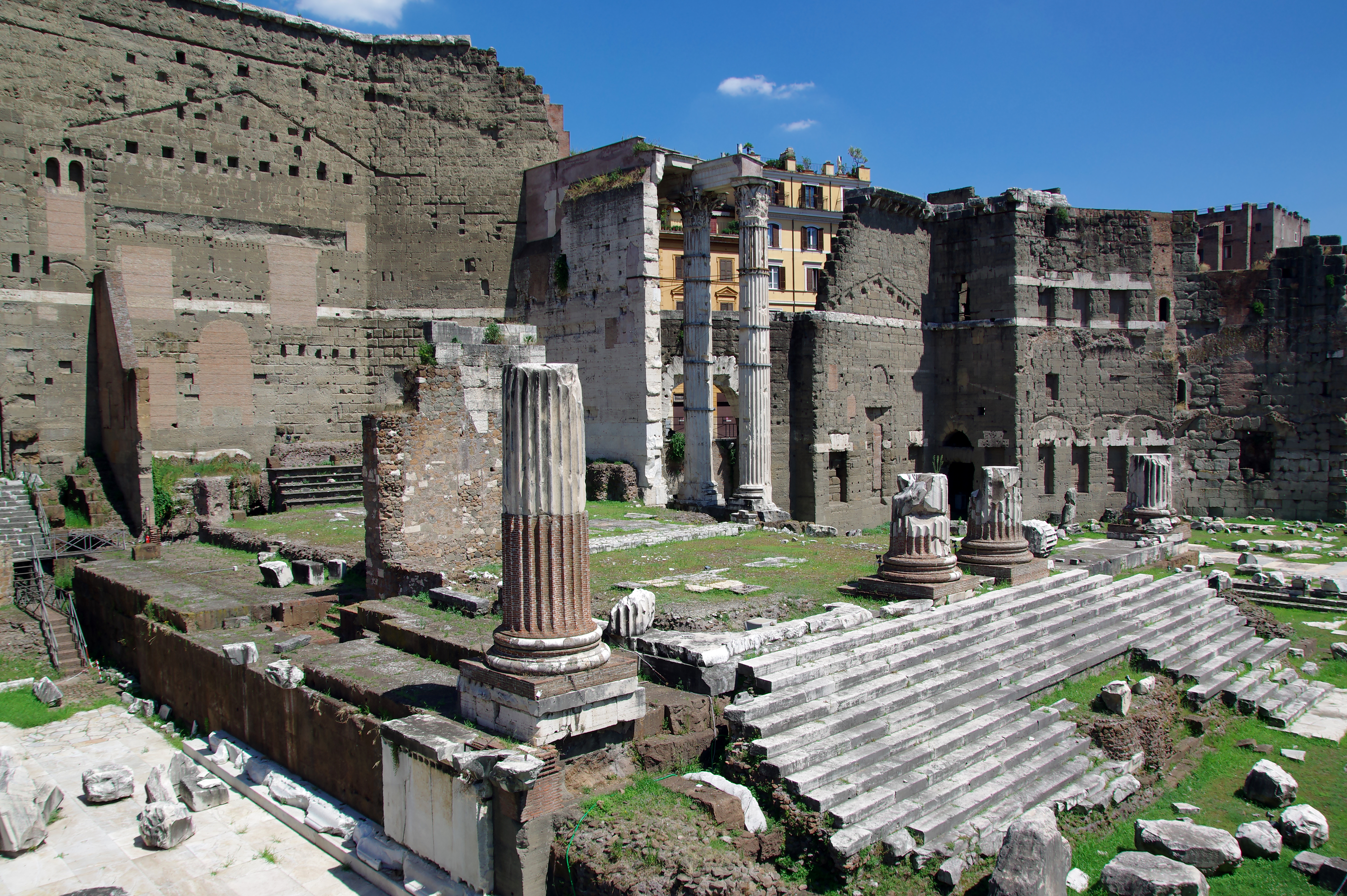
Руины храма Марса-Мстителя на форуме Августа

Начало империи ознаменовалось масштабной перестройкой Рима. Как писал Гай Светоний Транквилл: Октавиан Август «получил Рим кирпичным, а оставил его мраморным». В 29 году до н. э. Август возвёл на Римском форуме триумфальную арку, посвящённую победе над Марком Антонием и Клеопатрой. Центральный сводчатый пролёт арки по бокам фланкировали меньшие пролёты прямоугольной формы. В том же году на форуме были закончены и открыты для публики курия Юлия и храм Цезаря.
Храм, посвящённый обожествлённому Юлию Цезарю, был первым из построенных Августом храмов. Он представлял собой скромный простиль ионического ордера и ограничивал Римский форум с востока. В передней части храма имелся круглый алтарь, который отмечал место кремации Цезаря. Части подиума по сторонам алтаря были украшены рострами египетских кораблей и служили для выступлений ораторов. Они заменили древнюю республиканскую трибуну, снесённую во время сооружения храма.
В 29 году до н. э. Марк Випсаний Агриппа на собственном участке Марсова поля начал масштабное строительство комплекса, в состав которого входили термы Агриппы, базилика Нептуна и Пантеон («Храм всех богов»). Первый Пантеон, имевший круглую в плане форму, строился под руководством архитектора Луция Кокцея Авкта. Храм был посвящён всем богам римского пантеона, но в первую очередь Марсу и Венере — «покровителям» новой династии. Знаменитые своими росписями и скульптурами термы Агриппы были закончены в 25 году до н. э., а в 19 году до н. э. к ним был подведён новый акведук Аква Вирго.
Август проживал в скромном императорском дворце на Палатинском холме, к которому примыкал дом его жены Ливии. В 28 году до н. э. рядом со своим дворцом Август построил храм Аполлона Палатинского, ставший важнейшим политическим, культурным и религиозным центром Рима. При храме был разбит парк, спускавшийся по холму, а также открылась первая в Риме публичная библиотека, где хранились греческие и латинские тексты. В том же году в северной части Марсова поля, на берегу Тибра началось строительство грандиозного мавзолея Августа (был закончен к 23 году до н. э.). Он возвышался среди большого парка на квадратной площади, к которой с трёх сторон примыкали улицы. Монументальный объём строгого и торжественного мавзолея Августа доминировал над застройкой Марсова поля и северной частью Рима.

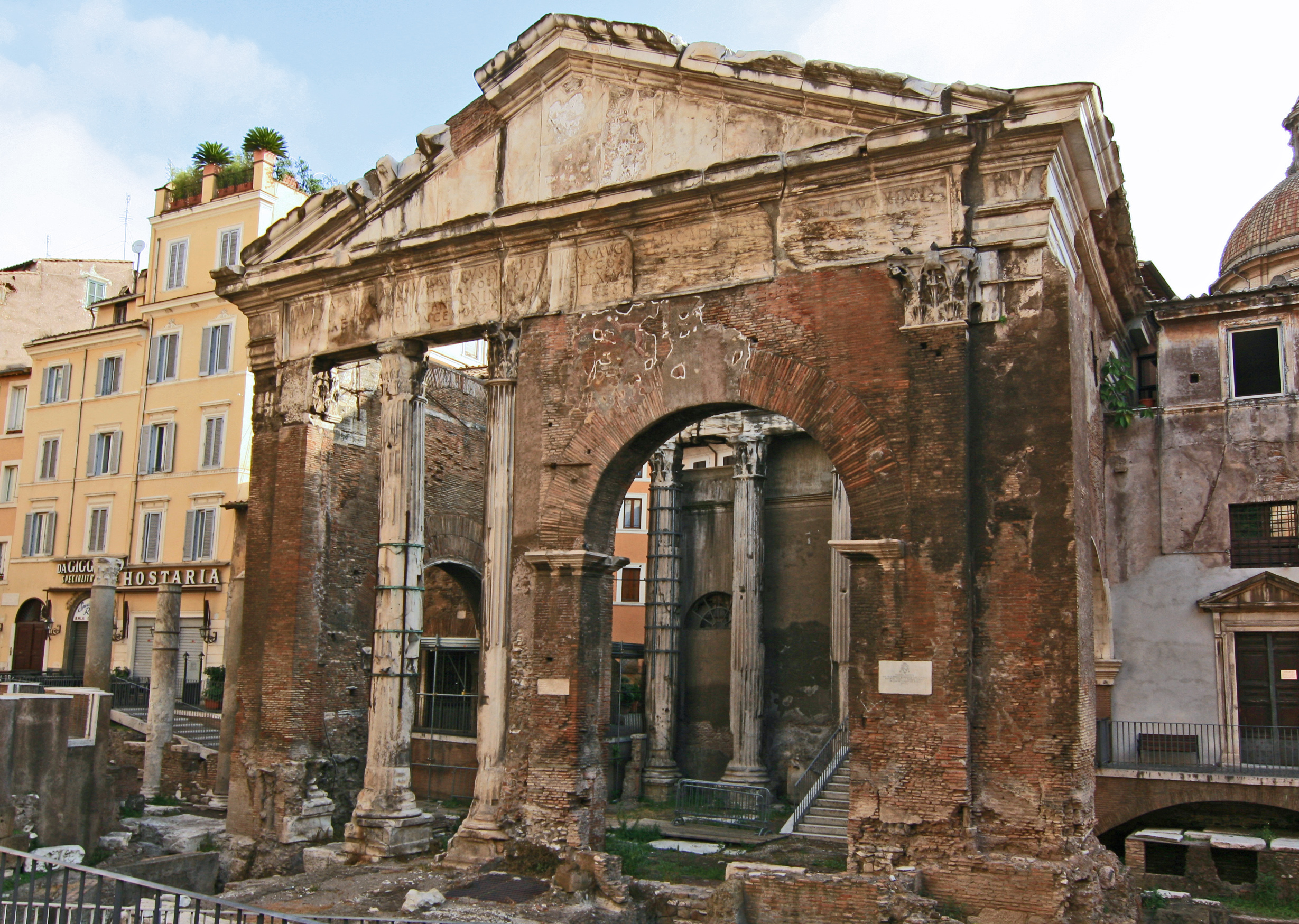
Портик Октавии

Мавзолей, построенный по плану этрусских гробниц, объединял в себе восточно-эллинистические и италийские черты. Цилиндрическое основание имело диаметр около 90 метров, над ним в форме конуса возвышались барабаны поменьше. Террасы большого земляного холма были украшены кипарисами, а общая высота мавзолея достигала 44 метров. Верхушку конуса венчала статуя императора, по бокам от главного входа в мавзолей, выполненного в виде портика с фронтоном, возвышались два обелиска. Внутри мавзолея хранились урны с прахом членов императорской семьи и выдающихся личностей Рима.
В 23 году до н. э. в честь старшей сестры императора был построен портик Октавии — комплекс зданий, украшенных колоннадами и многочисленными статуями. Ранее на этом месте имелся портик, построенный Квинтом Цецилием Метеллом, который с годами обветшал. Колоннада портика Октавии объединяла в единый комплекс древние храмы Юпитера и Юноны, заложенные ещё Метеллом, библиотеку Марцелла, курию Октавии и схолу императорских гвардейцев (вскоре по соседству был построен театр Марцелла).
В 20 году до н. э. послы парфянского царя Фраата IV возвратили Тиберию римские знамёна, захваченные во время неудачных восточных походов Красса и Марка Антония. В честь этого события в Риме была сооружена арка, а знамёна позже поместили в храм Марса-Мстителя на новом форуме Августа. В 13 году до н. э. полководец Августа Луций Корнелий Бальб Младший построил в южной части Марсова поля театр. Он вмещал около 8 тыс. зрителей и был богато украшен колоннами из оникса. Позади сцены театра Бальба находился внутренний двор с аркадами, отделявший театр от крипты. Сегодня на месте крипты Бальба расположен один из корпусов Национального музея Рима.

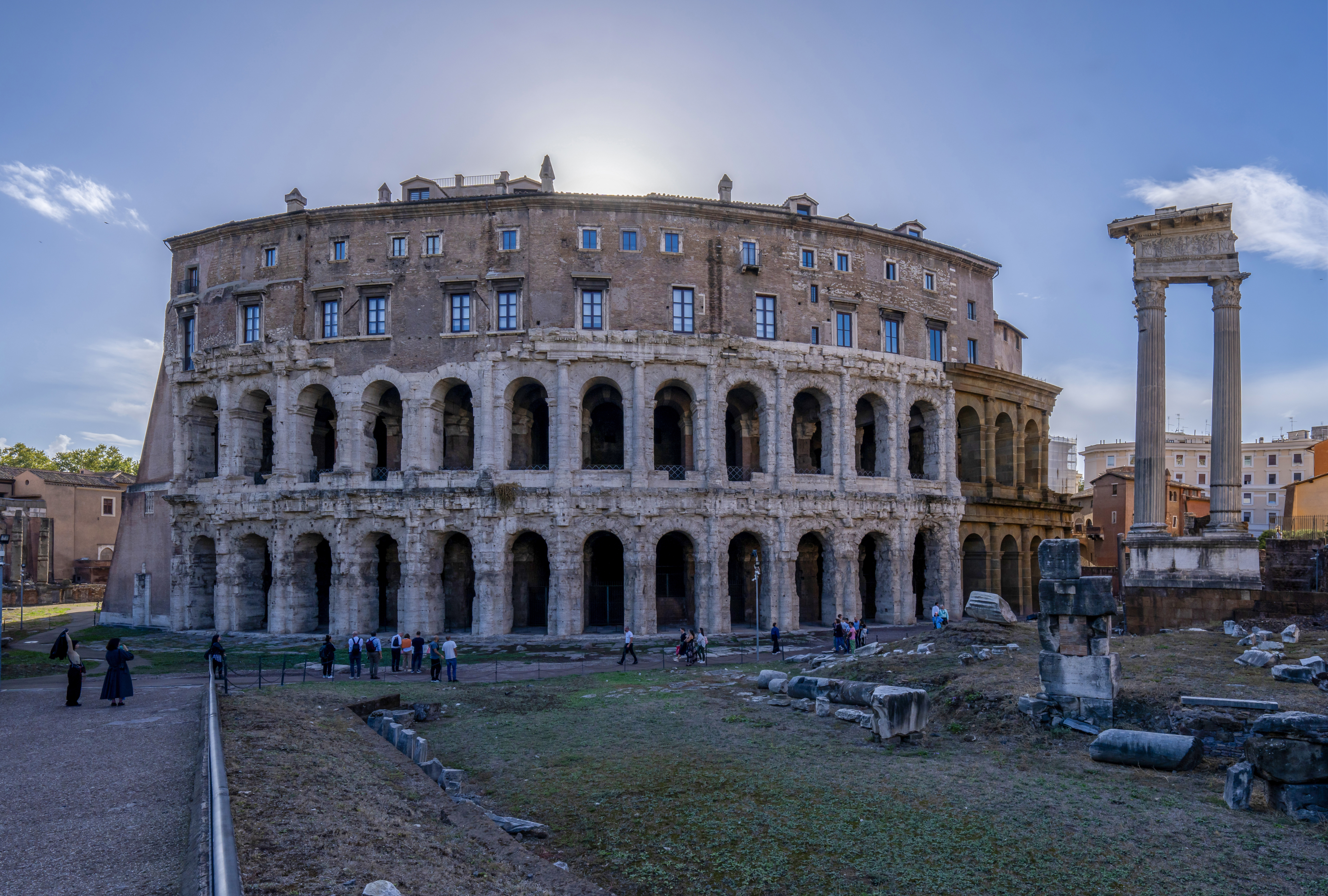
Остатки театра Марцелла

В 12 году до н. э. состоялось официальное открытие театра Марцелла, вмещавшего более 10 тыс. зрителей. Он размещался на берегу Тибра, у юго-западного подножия Капитолийского холма. Это был второй по величине театр столицы с залом диаметром 130 метров и сценой длиной около 90 метров. Почва под бетонным фундаментом была укреплена сваями. В театре имелось святилище богини Карменты, на нижнем ярусе размещались склады и магазины. До наших дней дошли лишь 16 арок двухэтажного фасада.
К реке была обращена прямая сторона театра Марцелла, а к Марсову полю — полукруглый фасад с тремя ярусами арочных галерей. Они были обрамлены полуколоннами: внизу — дорическими, выше — ионическими и коринфскими. Эта схема расположения ордеров на фасаде была тогда новаторской, но вскоре её стали применять во всех зрелищных сооружениях Римской империи. Гладкие травертиновые колонны также стали характерным элементом в последующих зданиях этого рода. Узкие арки и плотно поставленные полуколонны подчёркивали стройность массивного фасада, делая его выше, чем в действительности.
В том же 12 году до н. э. была закончена гробница претора Гая Цестия. Мавзолей был выполнен в форме египетской пирамиды, поставленной на квадратное бетонное основание, окружённое рвом для стока дождевых вод. Боковые грани пирамиды, облицованные белым мрамором, поднимались над основанием на 36 метров. По углам мавзолея возвышались колонны, а вход окружали статуи. Позже при строительстве Аврелиевых стен и Остийских ворот гробница была встроена в фортификации в качестве бастиона.

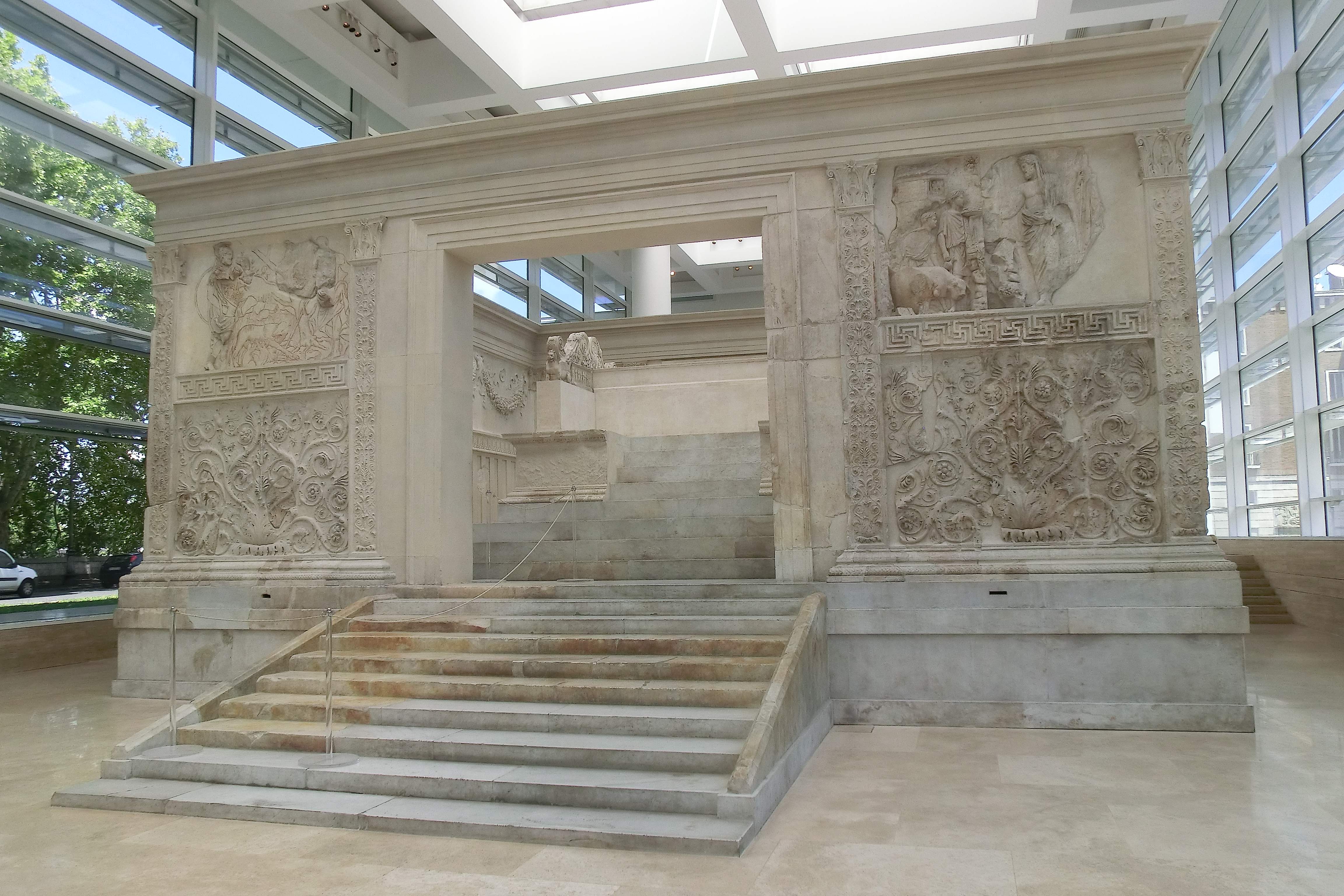
Алтарь Мира

В 9 году до н. э. в северо-восточной части Марсова поля, поблизости алтаря Марса, был освящён монументальный мраморный алтарь Мира, построенный в честь побед первого императора в Испании и Галлии. Это событие ознаменовало собой завершение умиротворения Римской империи и наступление эпохи Pax Romana. Алтарь мира представлял собой прямоугольную ограду, в центре которой на ступенчатом постаменте располагался непосредственно алтарь. Стены ограды имели проёмы и были украшены растительным орнаментом, панно и рельефными изображениями шествия Августа со свитой к алтарю.
В 7 году до н. э. император разделил Рим на 14 округов (regiones), который со времён Сервия Туллия делился на четыре округа. После крупного пожара, случившегося в 6 году до н. э., в Риме была организована регулярная пожарная охрана, во главе которой стоял префект вигилов. Во 2 году до н. э. был построен почти 33-километровый акведук Аква Августа, который доставлял воду в правобережную часть Рима. Вода не подходила для питья и использовалась в технических целях — для навмахий, проводившихся в Трастевере, и для орошения садов Цезаря.
Большие доходы, получаемые с эксплуатации восточных провинций, позволяли Августу строить грандиозные общественные сооружения, повышавшие его популярность у римского плебса. При Августе была завершена перестройка Римского форума, начатая ещё при Цезаре. Форум был расширен и украшен новыми зданиями, преимущественно в стиле греческого классицизма. Также был завершён форум Цезаря, однако он уже не мог вместить возросшее население Рима. Во 2 году до н. э. был освящён мраморный храм Марса-Мстителя, являвшийся центральным элементом нового форума Августа (форум был открыт для публики одновременно с храмом, но завершён несколько позже).
Форум Августа был расположен перпендикулярно к форуму Цезаря. От соседней густонаселённой Субуры, которая часто страдала от пожаров, форум Августа отделяла стена высотой 36 метров (в северной части стена опиралась на холм Квиринал, подножие которого было срезано во время строительства нового форума). Форум Августа сохранил основные черты плана своего предшественника и соседа — форума Цезаря, но храм Марса-Мстителя был придвинут к задней стене форума, а боковые стены образовали два полукружия, фланкировавшие храм. Таким образом, получилась площадь в италийском стиле — протяжённый осевой ансамбль с крыльями, которые выделили его центр.
Полукружия, отделённые колоннадой от портиков, стали мемориалом исторической славы: в нишах мраморных стен размещались бронзовые и мраморные статуи великих полководцев и законодателей. Вдоль стен форума располагались портики, но в них не было привычных таберн, что усилило парадный характер площади. Огромный храм Марса-Мстителя был одним из самых величественных в Риме, его фасад с 18-метровыми коринфскими колоннами достигал в ширину 35 метров. Внутри храма были собраны лучшие греческие скульптуры, в апсиде были установлены колоссы Марса и Венеры. Торжественности династическому храму Юлиев-Клавдиев придавали белизна мраморных стен и колонн, прекрасные капители и кессоны портика. Статуя Августа появилась в северном углу форума, за колоннадой слева от храма, уже после смерти императора.
Форум Августа был более замкнутым, но и более масштабным, чем форум Цезаря. Он имел сильно выраженную италийскую композицию, в нём ярко контрастировали суровость наружных стен и внутренняя роскошь площади и храма. Также во времена правления Августа (27 год до н. э. — 14 год н. э.) были кардинально переделаны некоторые старые акведуки, построены новые акведуки, цистерны и фонтаны, восстановлены десятки храмов, отремонтированы старые дороги, канализации, рынки и термы, разбиты новые сады. По приказу Августа был отреставрирован и облицован мрамором театр Помпея, который после обновления стал соперничать с новыми театрами Марцелла и Бальба.
Эпоха Августа занимает особое место в истории римской культуры, это «золотой век» архитектуры, скульптуры, живописи и литературы Древнего Рима. Италийские традиции стали главенствовать в искусстве, сложился классический римский стиль, оказавший большое влияние на последующее развитие культуры Западной Европы.
В 6 году будущий император Тиберий в честь своего брата Друза реконструировал древний храм Диоскуров на Римском форуме и обновил соседний с ним источник Ютурны (изначально храм был основан в первой четверти V века до н. э.). Фактически храм, пострадавший от пожара 14 года до н. э., был заново отстроен на уцелевшем подиуме эпохи Метелла. По своим размерам, пропорциям, ордеру и декору периптер храма Диоскуров был близок к храму Марса на форуме Августа. Как и в соседнем храме Цезаря, подиум храма Диоскуров использовали для выступлений ораторов. На выступах подиума по сторонам широкой лестницы стояли конные статуи Кастора и Поллукса.

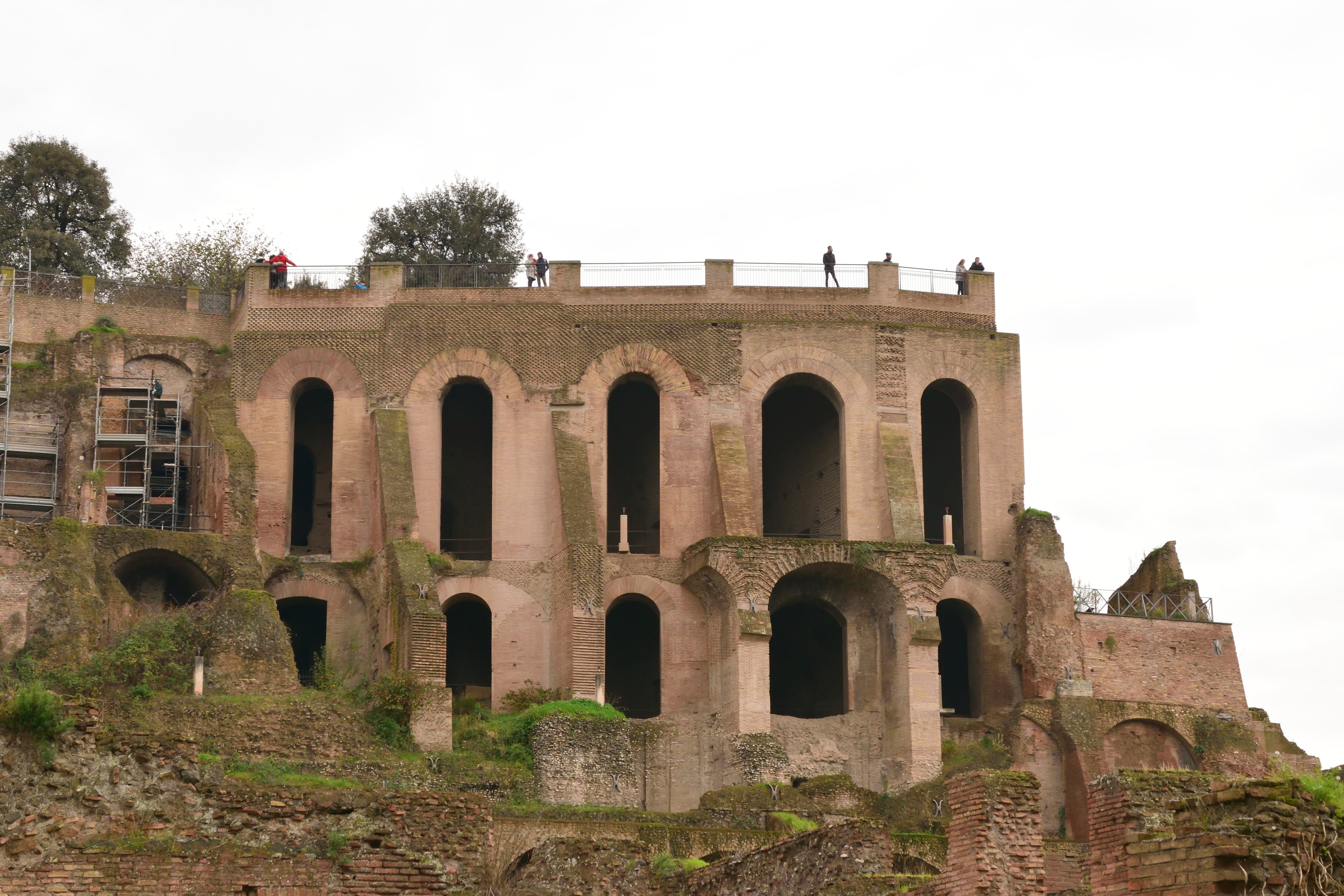
Аркады дворца Тиберия

После храма Диоскуров Тиберий восстановил и древний храм Конкордии, который заслонял субструкции Табулария и повторял своим планом республиканский храм Вейовы. Шестиколонный портик храма имел коринфские капители, украшенные в виде сдвоенных бараньих голов. Совершенство декора храмов Диоскуров и Конкордии знаменовало собой расцвет классицизма эпохи Августа.
В правление императора Тиберия (14—37 годы) влиятельный Луций Элий Сеян построил на северо-востоке от Рима большой Преторианский лагерь, в котором базировалась императорская гвардия. Лагерь находился за Виминальскими воротами и был окружён высокой стеной. Кроме того, по приказу Тиберия на месте скромного дворца Августа был построен более крупный дворец Тиберия. В 19 году на форуме Августа, у выходов на Субуру и Эсквилин, были воздвигнуты две триумфальные арки в честь сыновей Тиберия — Друза Младшего и Германика.
В правление императора Калигулы (37—41 годы) началось строительство акведуков Аква Клавдия и Анио Новус, рядом с Ватиканским холмом был заложен новый цирк, для украшения которого из Египта привезли грандиозный обелиск (сегодня он возвышается в центре площади Святого Петра); также был закончен храм Августа на Палатине, значительно расширен соседний императорский дворец, перестроен храм Исиды и Сераписа на Марсовом поле, реконструирована Мамертинская тюрьма.

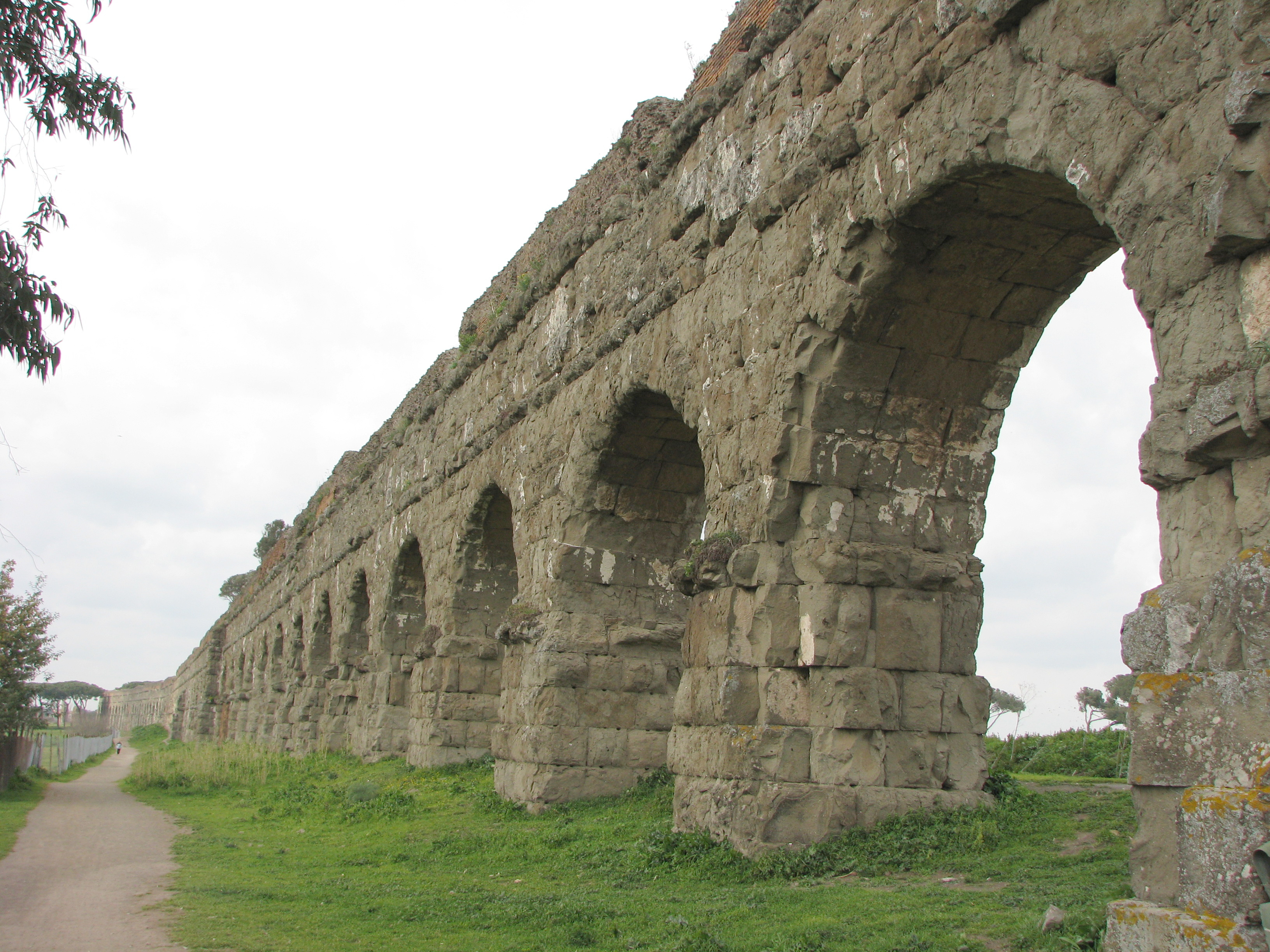
Аква Клавдия возле Рима

При императоре Клавдии (41—54 годы) было завершено строительство акведуков Аква Клавдия и Анио Новус, начатых при Калигуле, был отреставрирован акведук Аква Вирго, открытый Агриппой, прокладывались новые дороги и строились новые порты (один из них был возведён севернее загруженной Остии, превратившись в главные морские ворота Италии). Клавдий выступал поборником традиционной римской религии, он пытался ограничить влияние восточных культов в Риме и даже изгнал из столицы иудеев.
Тиберина продолжала оставаться незаселённой. Но если ранее на остров было принято свозить безнадёжно больных рабов, которые в случае выздоровления возвращались к своему хозяину, то в правление Клавдия было издано распоряжение, согласно которому рабы, поправившиеся на острове Эскулапа, получали свободу (фактически, такие случаи были единичными).
Акведук Клавдия был выполнен из тёсаного камня, как старый акведук Марция (их истоки располагались в 150 метрах друг от друга). В некоторых местах поверх канала Аква Клавдия был проложен бетонный канал Анио Новус, что несколько испортило эстетику аркад. Строительство обоих акведуков началось в 38 году и завершилось в 52 году; длина акведука Клавдия составляла около 70 км, из которых 15 км приходилось на аркады (некоторые из них местами достигали высоты 27 метров). Несмотря на внешнюю схожесть, качество работ акведука Клавдия уступало акведуку Марция, в результате чего уже через три десятилетия после открытия он требовал первого ремонта, а вскоре и второго (часть пролётов была заложена кирпичами, а арки усилены контрфорсами).

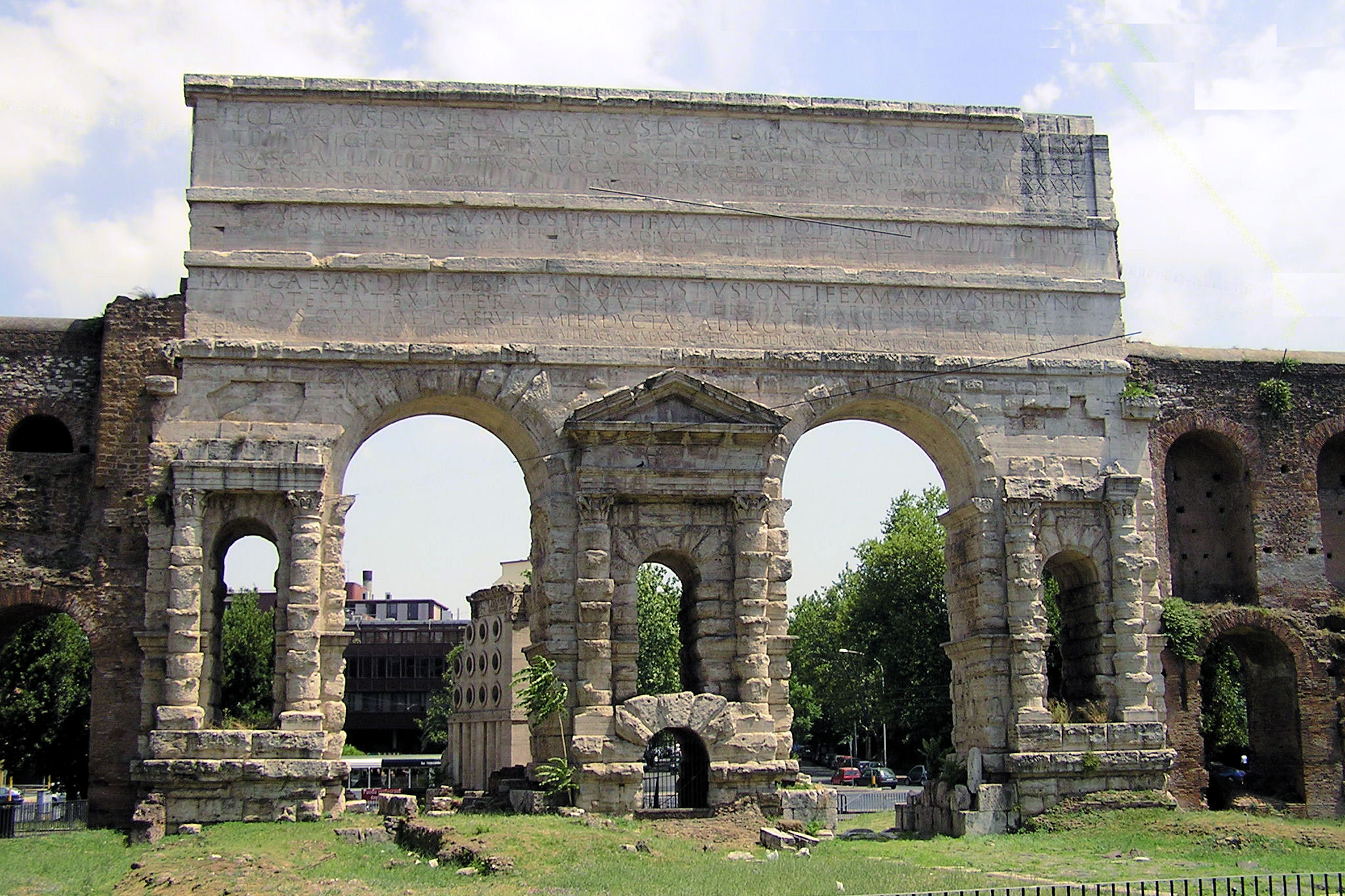
Пренестинские ворота

В том месте на окраине Рима, где акведук Клавдия пересекал слияние Пренестинской и Лабиканской дорог, были построены внушительные двухарочные ворота. Изначально они назывались Пренестинскими, позже были встроены в стену Аврелиана, а уже в Средневековье получили нынешнее название — Порта-Маджоре. Высота ворот, как и акведука Клавдия в этом месте, достигает 24 метров, длина фасада — 32 метра. Ворота выполнены из прочного травертина, пилоны прорезаны тремя малыми декоративными арками, украшенными портиками с треугольными фронтонами. Таким образом, фасад ворот разительно отличается от соседних участков аркады акведука. После постройки Аква Клавдия все остальные водопроводы Рима были только бетонно-кирпичными.
Порт Клавдия был построен у одного из рукавов Тибра и был отделён от устья реки и самой Остии территорией Священного острова (сегодня это прибрежная зона города Фьюмичино). Портовая акватория размещалась в небольшой лагуне, защищённой со стороны Тирренского моря двумя большими молами. У входа в бассейн между окончаниями молов имелся искусственный островок с маяком.
В июле 64 года случился Великий пожар Рима, бушевавший шесть дней. Во время пожара сгорело почти две трети строений города, сильно пострадали одиннадцать из четырнадцати округов Рима, были уничтожены многие храмы Римского форума (предположительно, пожар возник в торговых рядах возле Большого цирка). После пожара император Нерон (54—68 годы) начал новую грандиозную перестройку города, однако она почти не затронула общей планировки Рима. Главные магистрали являлись продолжением старых дорог, которые сходились в районе форумов. Они создавали радиальную структуру Рима, который так и не получил регулярный городской план. Сетка улиц состояла из главных магистралей радиального направления, между которыми пролегало множество коротких и узких улочек. Стихийный рост Рима и холмистый рельеф приводили к тому, что система городских артерий была беспорядочной и хаотичной. Ещё Диодор Сицилийский писал, что «при всё своём могуществе римляне не могут выпрямить улицы Рима».

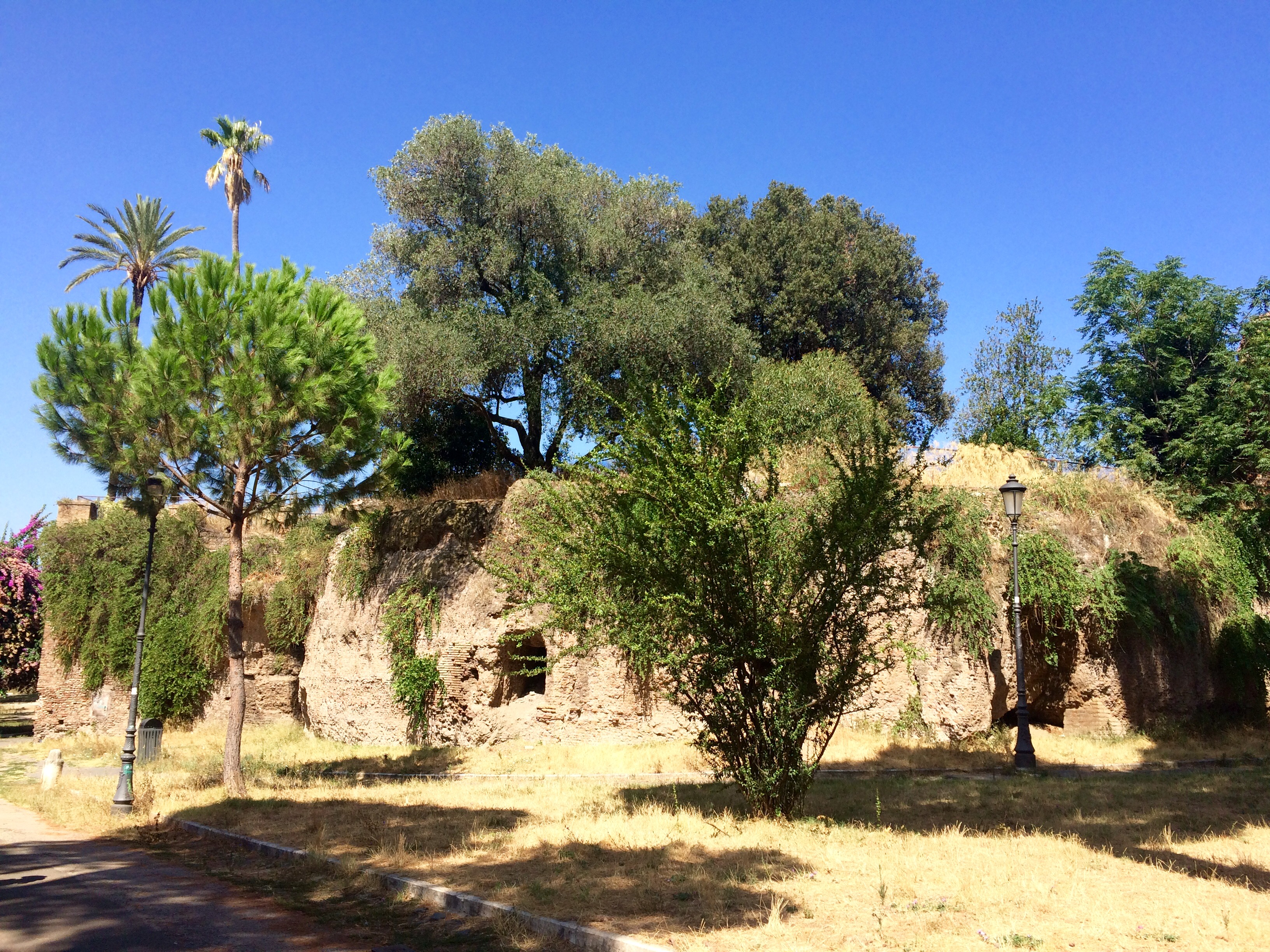
Остатки Золотого дома Нерона

В 64 году на Марсовом поле были построены термы Нерона, не дошедшие до наших дней (кроме купальных помещений они имели большие гимнастические залы). Также после пожара Нерон построил между Палатином и Эсквилином колоссальный дворец, окружённый огромным парком с озёрами, фонтанами и портиками. Дворец венчал позолоченный купол, из-за чего строение вошло в историю как «Золотой дом» Нерона. В главном зале дворца размещалась огромная статуя императора, стены и своды комплекса украшала мозаика. Заброшенный дворец сгорел при императоре Тите, на его месте были построены термы Тита и термы Траяна.

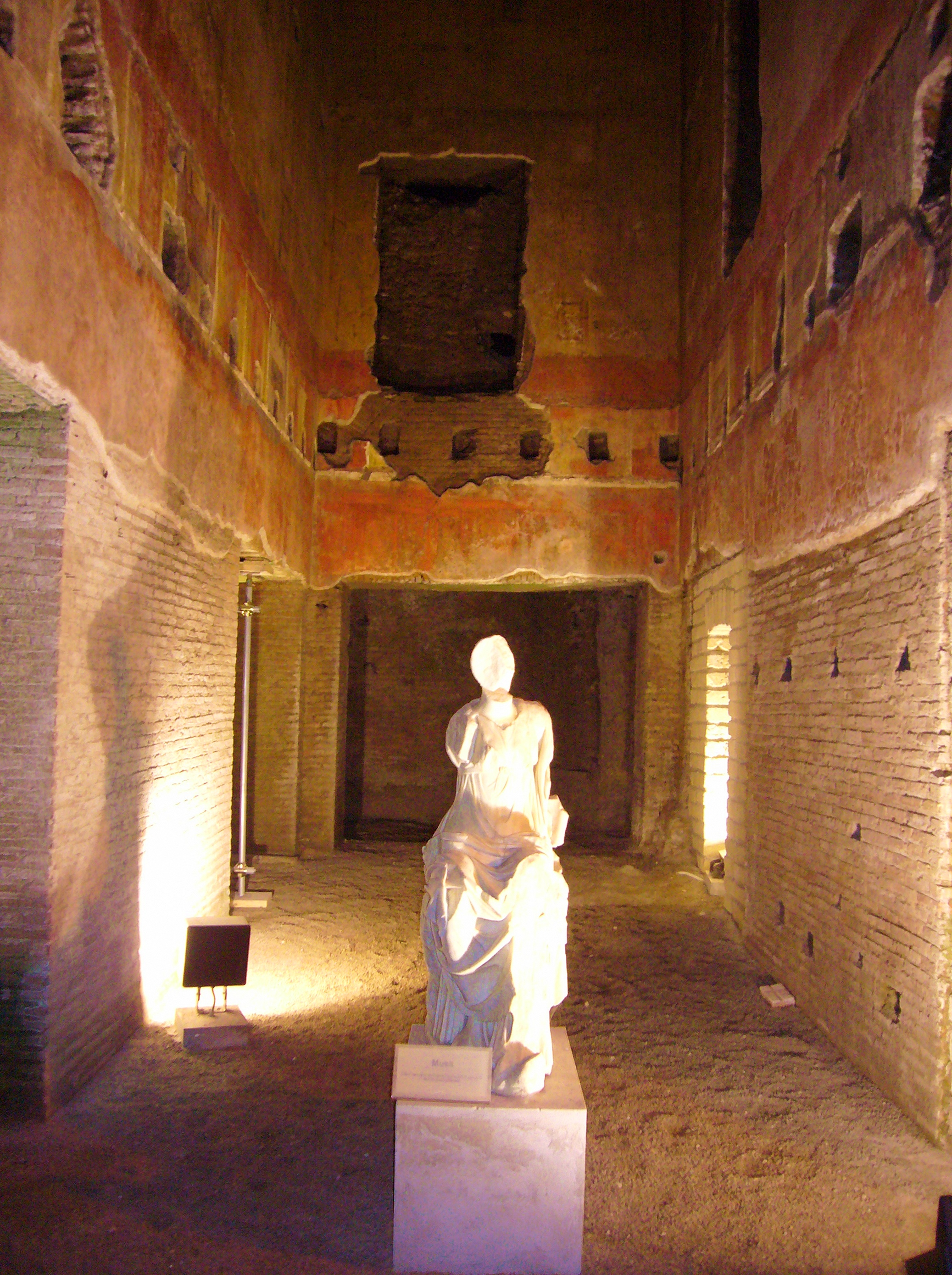
Интерьер Золотого дома

Дворец Нерона окружали вспомогательные корпуса, разбросанные среди садов и рощ между Палатином, Целием, Эсквилином и Виминалом. Вход со стороны Священной дороги был выполнен в виде монументального портика. У подножия Целийского холма располагался грандиозный нимфеум. На Эсквилине возвышалась вилла с большим двором.
Интерьеры дворца Нерона были декорированы позолотой, слоновой костью, фресками и мозаикой; имелся даже круглый обеденный зал, который вращался. Один из залов был построен в виде восьмиугольника, над которым возвышался купол с окулюсом (возможно, это был один из первых проектов Рабирия). Уцелевшие части дворцового комплекса находятся под Колизеем и термами Тита и Траяна.
Предположительно после пожара был построен небольшой акведук Нерона, который соединял акведук Клавдия с Целийским холмом и далее вёл к Палатину. Ажурная и лёгкая аркада акведука Нерона была создана в бетонно-кирпичной технике (многие участки акведука сохранились до наших дней). Одним из элементов нового акведука стали встроенные в него Целимонтанские ворота. Также возможно в правление Нерона через Тибр был построен мост Нерона, который соединял Марсово поле с принадлежавшими императорской семье Ватиканскими полями и садами Агриппины (по мосту проходила важная Корнелиева дорога).
После самоубийства Нерона, против которого восстали его же преторианцы, в Риме разразилась новая гражданская война. В январе 69 года на Римском форуме были убиты император Гальба и его приёмный сын Луций Кальпурний Пизон, в апреле 69 года совершил самоубийство император Отон. В декабре 69 года на Рим, где вспыхнула борьба между сторонниками Авла Вителлия и Веспасиана, двинулись войска полководца Марка Антония Прима. В городе преторианцы Вителлия захватили Капитолий и убили префекта Рима Тита Флавия Сабина, брата Веспасиана (во время этих боёв сгорел храм Юпитера). В ответ столица была захвачена отрядами Антония Прима, а Вителлий казнён на форуме. Рим подвергся разграблению, во многих местах вспыхнули пожары. Лишь с прибытием Гая Лициния Муциана в городе был восстановлен порядок. Веспасиан был признан сенатом новым императором, однако в столицу он прибыл лишь осенью 70 года, передав командование восточными легионами сыну Титу.
При Веспасиане (69—79 годы) в Риме велись масштабные строительные и реставрационные работы, император разрешил всем желающим застраивать пустующие после пожаров участки. Веспасиан хотел стереть память о ненавистном народу Нероне и частично разрушил его «Золотой дом» и окружавшие дворец сады. Благодаря тому, что Веспасиан распродал часть конфискованных ранее земель, привёл в порядок финансы и пополнил казну, были восстановлены Капитолийский храм, храм Клавдия, храм Весты, театр Марцелла и ряд жилых районов, реставрирован Алтарь Мира, по приказу императора были построены форум Мира и новые термы, в 72 году на месте садов дворца Нерона был заложен новый амфитеатр. Во второй половине I века, при династии Флавиев, стали преобладать динамические архитектурные формы, появилась сильная игра светотени. Форумы и другие общественные комплексы, построенные при Флавиях, отличались своеобразием в планировке и архитектурном решении.

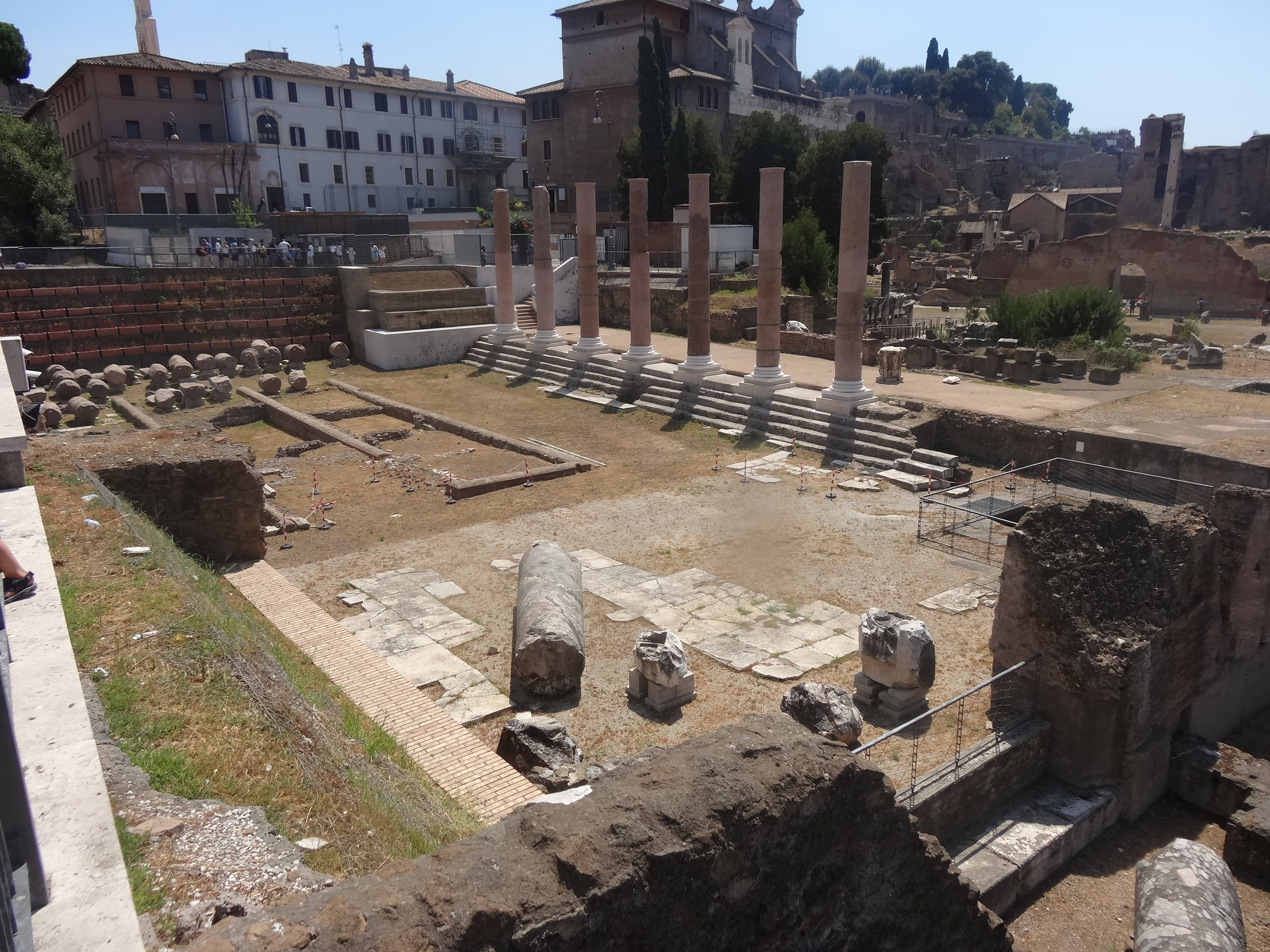
Руины форума Веспасиана

Форум Мира или форум Веспасиана был построен в 75 году римским архитектором Рабирием в честь победы в Первой Иудейской войне. Он напоминал музей и предназначался для хранения трофеев, вывезенных из Иерусалима, а также многочисленных греческих произведений искусств. Форум располагался между Проходным форумом и Колизеем, на конце оси Императорских форумов, и имел почти квадратную форму. Стена, обращённая к форуму Августа, имела входы, обозначенные со стороны площади колоннами, вдоль остальных стен располагались портики. В центре площади находился сад, украшенный многочисленными скульптурами.
В состав форума Веспасиана входил монументальный храм Мира с выступающим портиком, по бокам от которого располагались более низкие здания библиотек. Одна из библиотек сохранилась до наших дней, будучи наряду с герооном Ромула встроенной в раннехристианскую базилику Косьмы и Дамиана. Композиция форума Веспасиана имела ряд новшеств: площадь со сплошной линией портиков в глубине стала более замкнутой, а храм уже не играл определяющей роли в ансамбле площади.
После смерти Веспасиана на Римском форуме, рядом с храмом Конкордии, началось строительство храма Веспасиана, завершённое уже при императоре Домициане. Простиль храма заслонил собой лестницу с форума на Капитолий. На подиуме были установлены статуи первых Флавиев — Веспасиана и Тита. В короткое правление императора Тита (79—81 года) продолжилось строительство Колизея и восстановление Капитолийского храма, начатые его отцом. В 80 году в Риме бушевал трёхдневный пожар, во время которого погибло множество зданий от Капитолия до Марсова поля, в том числе храм Нептуна, храм Исиды и Сераписа, театры Бальба и Помпея, дворцы Тиберия и Нерона, термы Агриппы, портик Октавии. Первые работы по восстановлению начались ещё при Тите, который построил на месте сгоревшего дворца Нерона термы Тита.

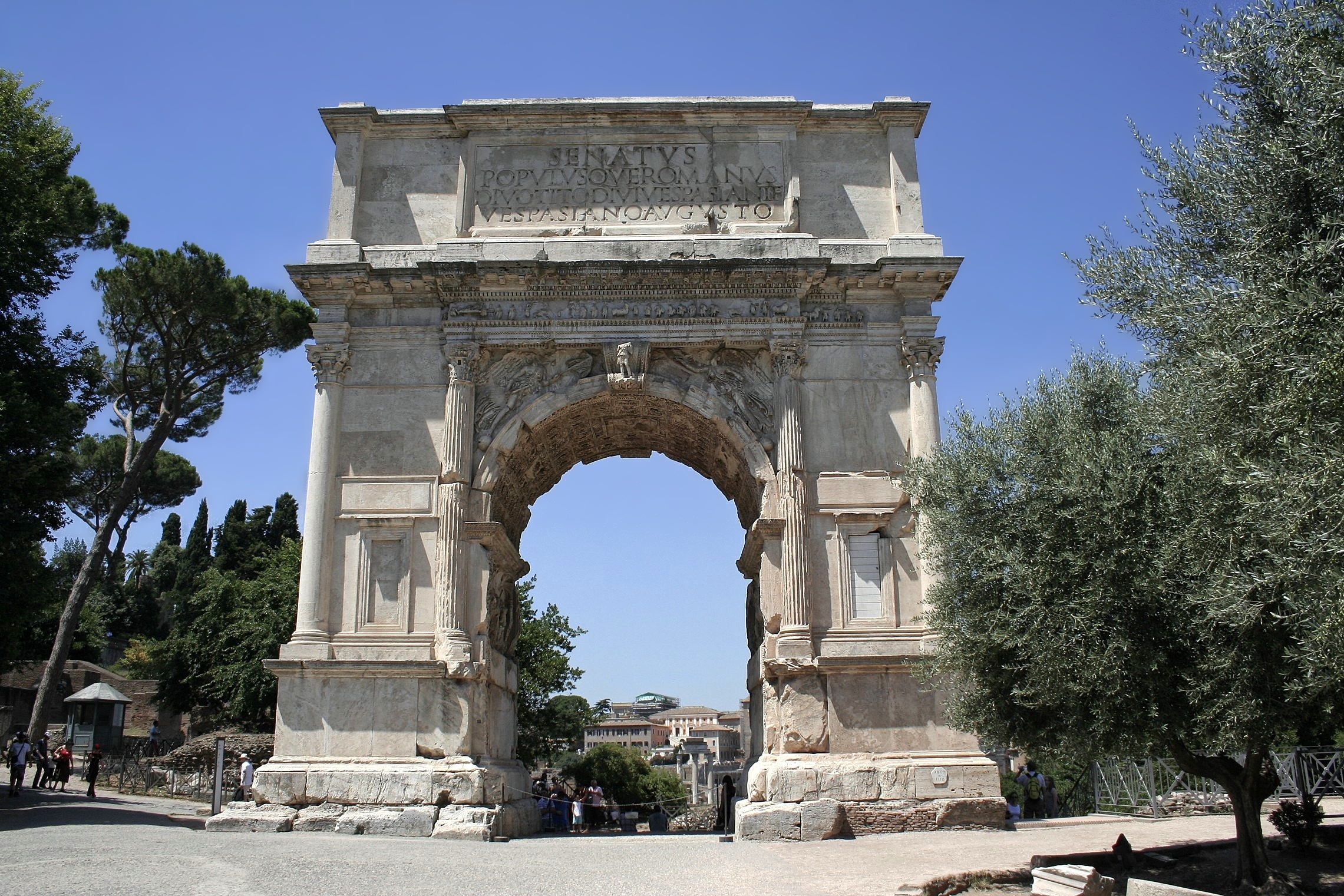
Триумфальная арка Тита

Термы Тита, симметричный план которых известен благодаря рисунку Андреа Палладио, располагались между Колизеем и Эсквилинским холмом. В них вдоль главной оси находились кальдарий, тепидарий и фригидарий, а по сторонам от них — другие помещения (вестибюль, раздевальни, залы для омовений и массажа, зал для сухого потения). Посетители разделялись на отдельные потоки, которые после прохождения процедур сходились в центральных залах терм для дальнейшего времяпровождения.
Император Домициан (81—96 годы) предпринял грандиозное обновление столицы: были построены 15-тысячный Одеон на Марсовом поле (он же стадион Домициана) и дворец Флавиев на Палатине, закончены Колизей, храм Веспасиана, триумфальная арка Тита, посвящённая взятию Иерусалима в 70 году, и термы Тита, отреставрированы дом весталок, храм Августа, Капитолийский храм, Большой цирк, портик Октавии, Пантеон и термы Агриппы. На Марсовом поле Домициан перестроил храм Исиды и Сераписа: за прямоугольным двором возвышалась окружённая портиком полукруглая ограда с апсидой в центре.
Гармоничная и пропорциональная арка Тита была построена в 81 году в самой высокой точке Священной дороги. Она хорошо просматривалась с разных сторон и монументально оформляла то место, где триумфальные процессии торжественно вступали на Римский форум и далее следовали к Капитолийскому храму. Приближённые к квадрату пропорции придавали 15-метровой арке устойчивости; над аттиком возвышалась статуя императора на колеснице. Однопролётная мраморная арка носила и триумфальный, и мемориальный характер: внутри аттика хранилась урна с прахом Тита. Другая арка Тита была построена сенатом в том же году на краю Большого цирка, но она не сохранилась до наших дней. Домициан построил в Риме несколько других триумфальных арок, но все они были разрушены после его смерти.

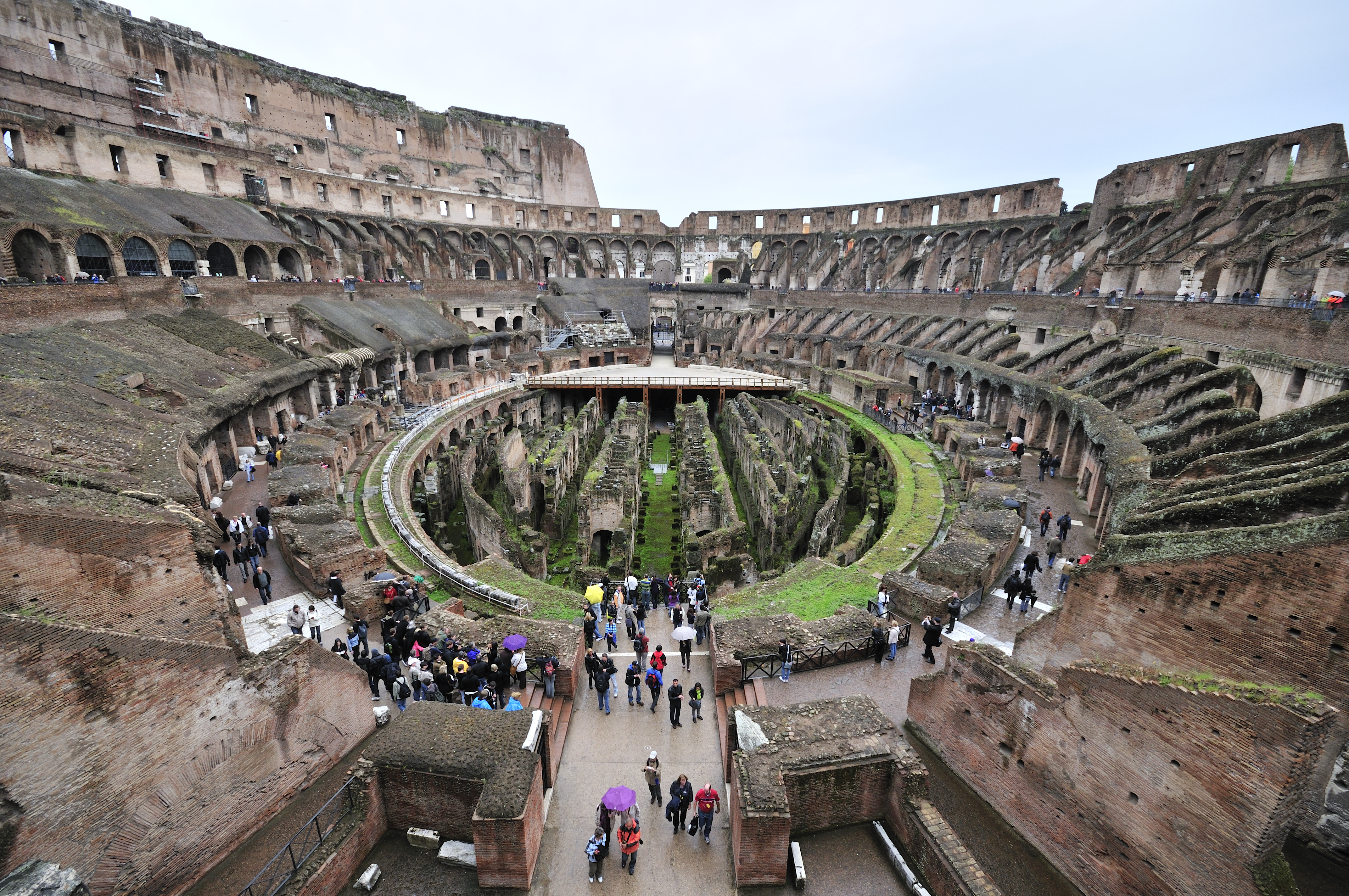
Интерьер Колизея

Торжественное открытие Колизея произошло в 80 году при Тите, но фактически строительные работы продолжались и окончательно амфитеатр был завершён при Домициане. Изначальный проект Веспасиана предусматривал здание в четыре этажа, но поскольку проект затянулся, этажность была сокращена. При Тите Колизей открылся трёхэтажным, и уже при Домициане был достроен намеченный изначально четвёртый этаж. Амфитеатр Флавиев являлся крупнейшим среди римских развлекательных сооружений: его продольная ось равнялась почти 188 метрам, поперечная ось превышала 155 метров, трибуны вмещали до 50 тыс. человек.
Под ареной имелась густая сеть ипогеев (подземных коридоров), построенных через несколько лет после открытия Колизея. Друг напротив друга размещались две ложи: императорская, соединённая подземным переходом с дворцом на Палатине, и ложа префекта города. За подиумом, на котором располагались мраморные сидения знати, поднимались три открытых яруса и четвёртый ярус под крытой колоннадой. Чашу амфитеатра накрывал огромный велариум. Благодаря 80 отдельным входам со своими лестницами и переходами толпы зрителей разбивались на отдельные потоки и не устраивали столпотворений. Фасад Колизея достигал 48,5 метров в высоту и представлял собой ряды ордерных аркад.
В арочных пролётах второго и третьего ярусов стояли статуи. Стройность и выразительность всему сооружению придавали горизонтальные членения, которые преобладали над вертикальными. Лозунг «Хлеба и зрелищ» воплощался в амфитеатре Флавиев с истинно римским размахом, зрелище как бы сливалось с архитектурой. Громада Колизея служила символом незыблемости императорской власти, которая обеспечивала римскую толпу праздниками. Рядом с Колизеем, в низине между Эсквилином и Целием, находилась большая гладиаторская школа, где в центре двора располагалась тренировочная арена, в миниатюре копировавшая арену Колизея.

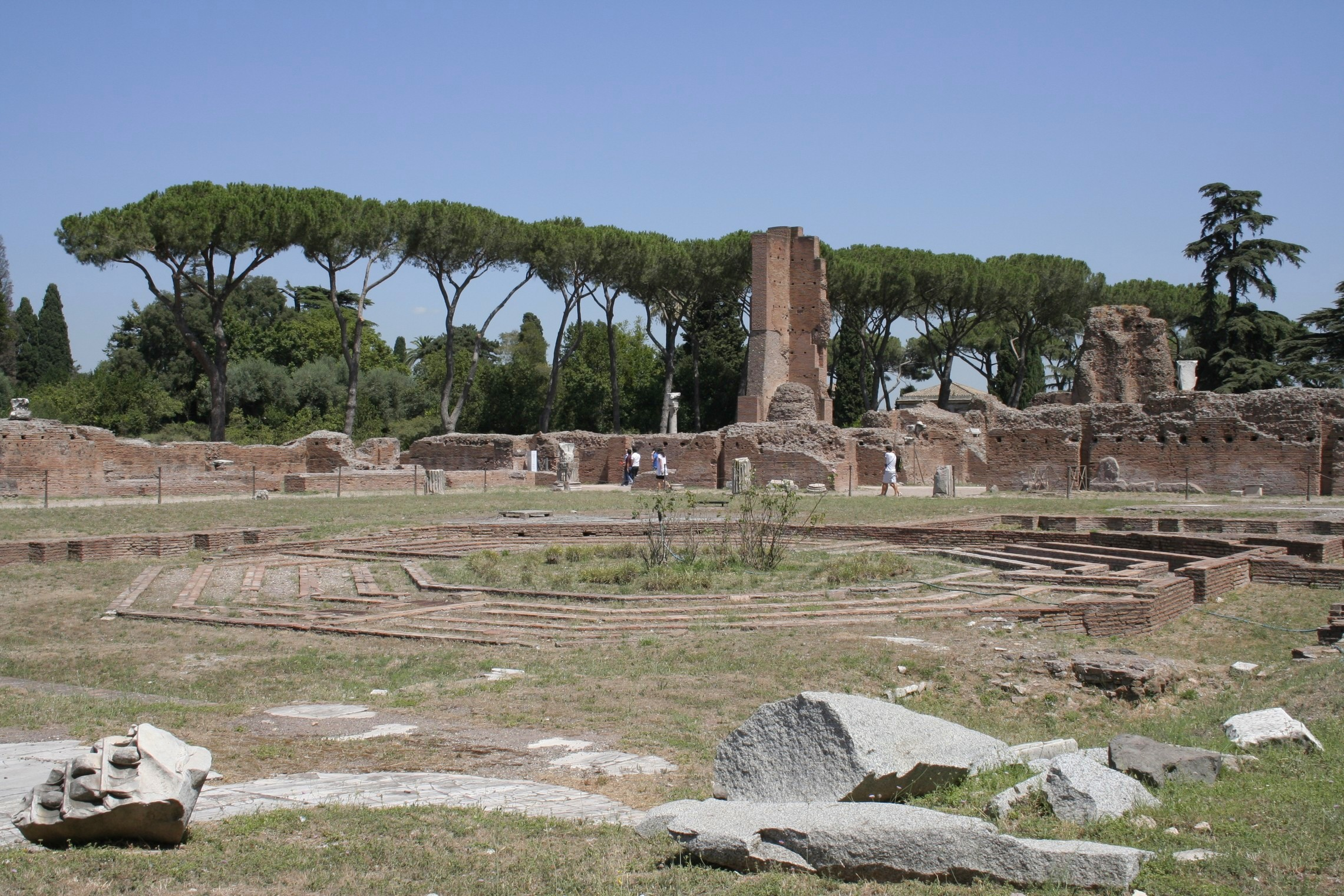
Руины дворца Флавиев

В 92 году завершилось строительство грандиозного дворца Флавиев, который служил главной императорской резиденцией вплоть до конца империи. Архитектором комплекса, который включил в свой состав более ранние сооружения на Палатине, выступил Рабирий. Комплекс состоял из четырёх частей — дворца Домициана, дома Августа, стадия и терм, которые располагались на разных уровнях холма. Парадной стороной дворец Флавиев был обращён к Священной дороге и арке Тита на Римском форуме.
Наиболее пышной частью комплекса был дворец Домициана, в котором проводились торжественные приёмы. Вдоль главного фасада дворца шла колоннада, а с высокого подиума императоры обращались к римлянам, собравшимся на форуме. За подиумом шёл тронный зал, где императоры принимали послов и иностранных правителей, а также проводили другие официальные церемонии. Зал был украшен чёрными базальтовыми статуями, расположенными в эдикулах с разными фронтонами, стены были облицованы светлым мрамором, а пол покрыт цветной мозаикой. В глубине зала в сводчатой нише располагался императорский трон.
С одной стороны от тронного зала находилась базилика с апсидой, где императоры вершили суд, а с другой — зал, служивший ларарием. Через широкие проходы можно было попасть из тронного зала в перистиль, окружённый портиками. В центре двора находился восьмигранный бассейн с фонтаном. Колоннада отделяла перистиль от большого триклиния, украшенного нимфеумами с овальными фонтанами. Вдоль стены дворца, которая выходила на Колизей, также располагался ряд нимфеумов. К дворцу Домициана примыкал дом Августа, служивший жилой частью резиденции Флавиев. Он делился на парадную и приватную половины. В состав дома Августа входили обширные перистили и террасы с бассейнами, островками и фонтанами, а также приёмные залы анфиладного типа, нимфеумы, колоннады, покои императора и отдельные летние павильоны. Вогнутая императорская ложа дома Августа возвышалась над Большим цирком, служа одновременно и смотровой площадкой на южную часть Рима. С востока к дому Августа примыкал стадий, который служил прогулочным садом. Его окружали двухъярусные портики с фонтанами, деревьями и цветниками.
Предположительно в правление Домициана на Аппиевой дороге была построена гробница Присциллы — жены влиятельного сановника императора. Глухой цилиндр гробницы, стоявший на прямоугольном основании, имел двенадцать ниш со статуями богов. В Средние века гробница использовалась как крепостная башня, сегодня она расположена напротив церкви Домине-Кво-Вадис.

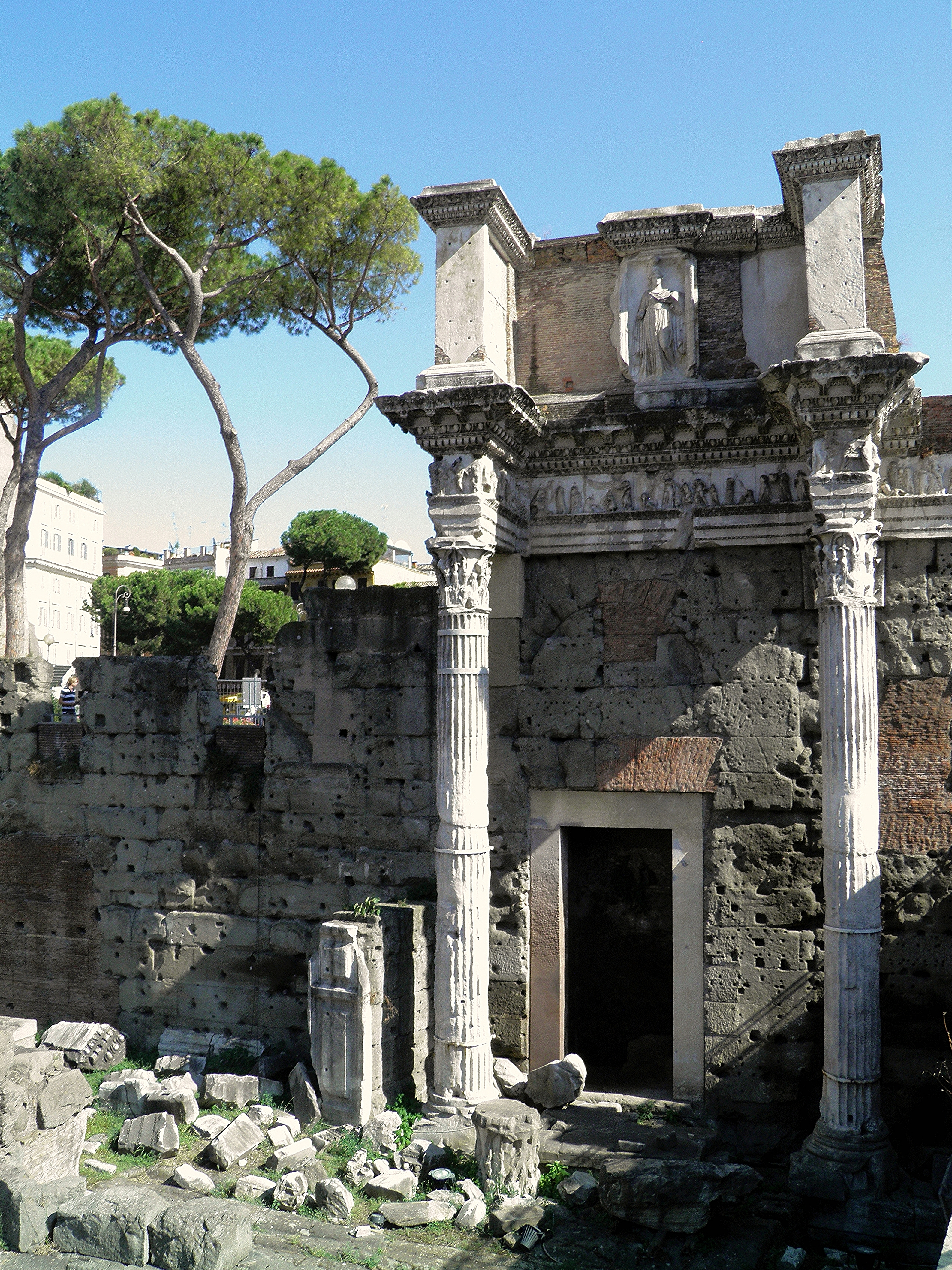
Остатки храма Минервы

В 97 году был завершён форум Нервы, также известный как Проходной форум. Он возник как архитектурное оформление улицы Аргилет, которая шла с Эсквилина на Римский форум. Строительные работы в узком пространстве между стенами форумов Августа и Веспасиана начались при Домициане в 85 году, когда у выхода на Субуру был построен храм Минервы. Преобразование участка с неправильными очертаниями в регулярное пространство форума завершил архитектор Рабирий, ранее построивший соседний форум Веспасиана.
Одна из боковых арок храма Минервы закрыла изнутри форума Нервы сильно выступавшее полукружие форума Августа, а снаружи это полукружие было спрятано за выходной экседрой, замкнувшей перспективу нижней части улицы Аргилет. Другой конце форума Нервы, упиравшийся в базилику Эмилия на Римском форуме, был ограждён закруглённой стеной, которая имела входную арку в углу.
Стеснённость пространства форума не позволяла обустроить его портиками, поэтому архитектор применил две линии приставных колоннад, выступающих вдоль стен (ранее этот приём уже применялся Рабирием на внутренней стороне стены форума Веспасиана и в тронном зале дворца Фламиниев). Форум Нервы имел многочисленные проходы в стенах смежных форумов, но всё равно производил впечатление замкнутого пространства с небольшим храмом во главе. Однако фигурный фриз и динамичные рельефы аттика придавали ансамблю узкой площади пышности.
В начале II века большим влиянием в Риме пользовался дважды консул Луций Лициний Сура, построивший богатую виллу возле древнего храма Дианы на Авентинском холме и гимнасий. Его имя носили Суранские термы на Авентине, фригидарий которых был выполнен в виде купольной ротонды. В 103 году Траян построил рядом с портом Клавдия новый порт, расположенный в глубине старой гавани. Шестиугольный бассейн окружали причалы и огромные склады, а с акваторией Клавдия и Тибром он был связан системой каналов. Гавани Траяна и Клавдия были главным аванпортом Рима и обслуживали грузы со всего Средиземноморья (основной грузопоток приходился на зерно из Африки и Египта, а также на рабов и животных для гладиаторских боёв).
В 109 году рядом с термами Тита были построены термы Траяна (возможно, архитектором был Аполлодор из Дамаска). Их расположение позволяло зданию кальдария больше времени находиться на солнце, а зданию фригидария — в тени. Такая ориентация в дальнейшем станет обязательной для всех римских общественных бань. Также в термах Траяна были плавательный бассейн, библиотеки, палестра, беговые дорожки, залы для бесед, нимфеум и цветники. В том же году, что и термы Траяна, был построен 57-километровый акведук Траяна — десятый по счёту акведук Древнего Рима. Он доставлял воду из источников в окрестностях Сабатинского озера к кварталам вокруг Яникульского холма. Весь опыт строительства и эксплуатации акведуков был собран писателем Секстом Юлием Фронтином в трактате «О римских водопроводах».

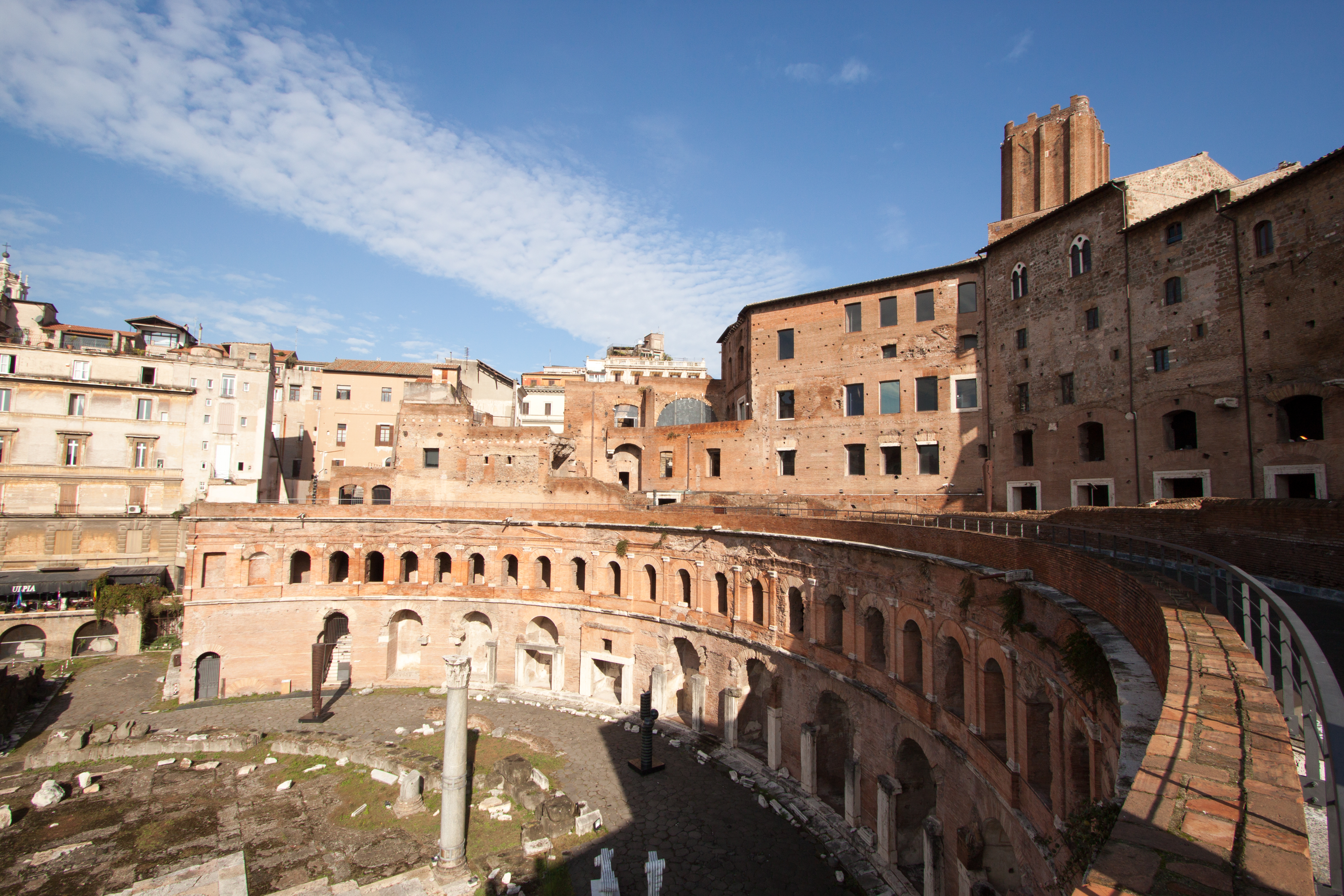
Рынок Траяна

Последним и самым масштабным из императорских форумов стал форум Траяна, торжественно открытый для публики в 112 году. Своей грандиозностью он превзошёл все прежние форумы Рима и знаменовал собой новый этап в строительстве больших общественных зданий столицы. Форум прославлял победы императора Траяна и был украшен трофеями, привезёнными им из завоёванной в 106 году Дакии. Форум Траяна, занявший участок длиной 200 метров от форума Августа вдоль Капитолийского холма в направлении Марсова поля, отличался новизной планировки, а также изменённой и обогащённой осевой композицией.
Во время обустройства строительной площадки форума архитектор Аполлодор Дамасский приказал срыть один из отрогов Квиринальского холма высотой почти 40 метров. Он применил многие приёмы, использовавшиеся при строительстве форумов Августа и Нервы, а также развил планировку форума Веспасиана, создав в итоге совершенно уникальную композицию. Почти квадратную площадь вдоль боковых стен окружали портики, а закруглённая передняя стена слегка выступала наружу. Продольную ось площади формировали триумфальная арка Траяна, установленная в 117 году, и средний портик монументальной базилики Ульпия, расположенный напротив неё.
В геометрическом центре выложенной мраморной мозаикой площади возвышалась позолоченная конная статуя императора Траяна. Её окружали военные трофеи, расположенные под сводами портиков, бронзовые щиты и фигуры побеждённых даков, выполненные в виде атлантов на аттиках. Позолоченные пластины крыши базилики Ульпия сверкали на солнце. Колонна Траяна, установленная в 113 году позади базилики, между двумя библиотеками для латинских и греческих рукописей, замыкала ансамбль форума. Ствол колонны обвивали раскрашенные рельефы фриза, которые изображали историю походов в Дакию. Внутри колонна имела винтовую лестницу, а венчала её фигура орла (позже орла сменила статуя Траяна, прах которого был помещён в основании колонны). Вся композиция форума строилась вокруг пути от арки через базилику до колонны.
После смерти Траяна в 117 году к форуму был пристроен полукруглый перистиль с посвящённым обожествлённому императору храмом. Форум Траяна завершил долгую эволюцию центральной городской площади, на которой в прошлом концентрировалась вся общественная жизнь римлян. Теперь же форум являлся монументальным памятником военных побед императора, хранилищем его трофеев и местом, где от имени императора городским низам раздавали хлеб. Склоны Квиринала занимали террасы трёхэтажного рынка Траяна, примыкавшего к стене форума. В многочисленных лавках рынка продавались зерно, масло и восточные товары (шёлк, специи, благовония, вино, фрукты), а внутри комплекса располагалась улица Бибератика, занятая харчевнями. В других помещениях размещались администрация рынка, склады и биржа.
Также в правление Траяна (98—117 годы) в последний раз был перестроен самый популярный из римских цирков — Большой цирк. К середине II века он достигал 600 метров в длину и вмещал от 140 до 385 тыс. зрителей. В северном конце цирка располагались 12 загонов для лошадей, фланкированных по бокам башнями. Над загонами находилась трибуна магистрата, который открывал состязания. На спине Большого цирка (низкая стенка вдоль продольной оси арены), имевшей длину 344 метра, были установлены колонны со статуями Виктории, обелиски и трофеи из военных походов императоров. Фасад цирка, облицованный кирпичом и мрамором, делился тремя ярусами аркад. Над цирком на краю Палатина возвышался дворец Флавиев, имевший специальную полукруглую ложу, с которой императоры наблюдали за скачками.    

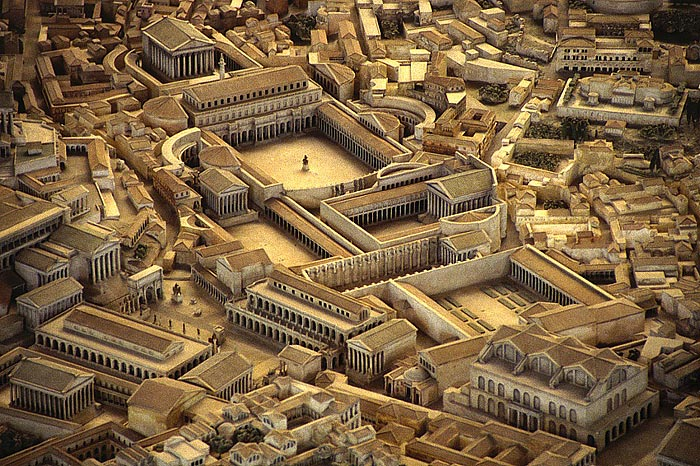
Императорские форумы. Модель из Музея римской цивилизации

На рубеже I и II веков Рим представлял собой имперскую столицу с ярко выделенной центральной частью, в которую входили форумы в долине между холмами, Капитолий с доминировавшим над ним храмом Юпитера и Палатин с комплексом императорских дворцов. Рядом с этим старым центром возвышался грандиозный Колизей, к которому тяготели термы Тита, храм Венеры и Ромы, храм Клавдия и другие соседние сооружения. Колизей служил противовесом ансамблю Капитолия и подчёркивал величие городской оси Римского форума, которая протянулась от Капитолийского холма до амфитеатра Флавиев.
В комплекс форумов входили Римский форум, форум Цезаря, форум Августа, форум Веспасиана, форум Нервы и форум Траяна. На форумах или непосредственно возле них встречались главные магистрали Рима — Фламиниева дорога, Номентанская дорога, Тибуртинская дорога, Пренестинская дорога, Аппиева дорога, Остийская дорога и Портовая дорога. Императорские форумы, связанные друг с другом проходами, образовали тесную группу изолированных ансамблей. Однако, они были мало связаны с окружающей городской застройкой (кроме проходного форума Нервы), фактически преграждая путь к Римскому форуму и Марсову полю.
Наиболее распространённым видом торговых помещений Рима и Остии были таберны на нижних этажах зданий, а также уличные лавки и харчевни, в которых готовили горячую пищу во вмурованных в прилавок котлах. Существовали также особые рынки-склады (horrea) с узкими дворами, погребами, табернами и портиками. Например, со складов Гальбы продавали зерно, масло, вино, мясо, ткани и мрамор. Среди общественных зданий большое значение имели термы, неотделимые от римского образа жизни: в них собирались горожане из разных сословий чтобы пообщаться, отдохнуть или развлечься. Со II века всё большее влияние на архитектуру и градостроительство Рима стало оказывать зодчество римских провинций. Одновременно масштабы строительства в провинциях стали преобладать над строительством в самой Италии.

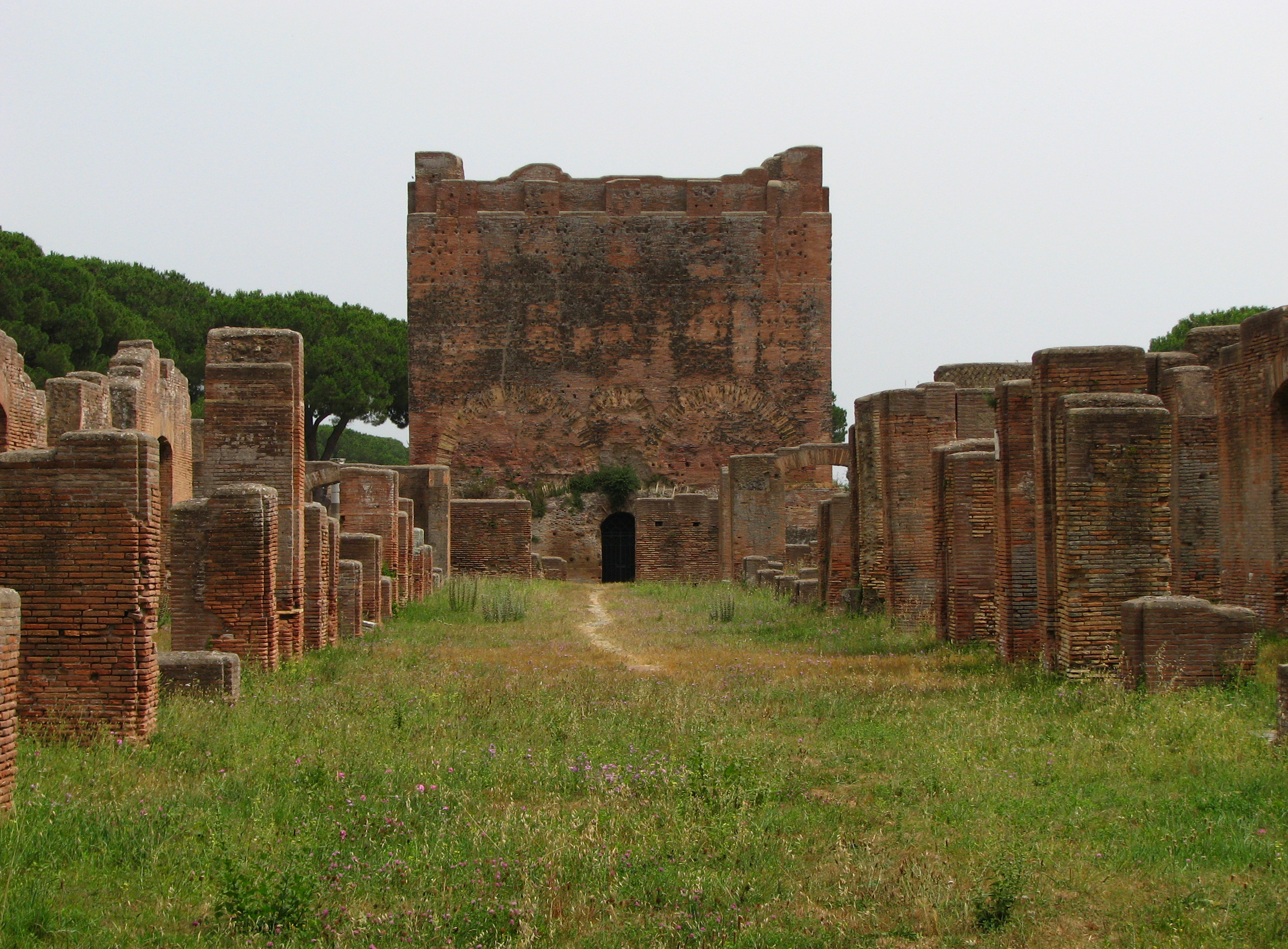
Руины Капитолия Остии

С Римом тесно была связана Остия, которая фактически являлась портовым районом столицы. Остия развивалась в течение всего периода ранней империи, но наиболее бурный рост города пришёлся на начало II века. Главной артерией Остии оставался декуманус, протянувшийся с запада на восток и деливший город на северную и южную части. Он шёл почти параллельно Тибру, вдоль которого тянулись пристани, зерновые и масляные склады, лавки, мастерские, конторы менял и оптовиков.
Остия не была строго разделена на жилую и деловую части, склады, мастерские и лавки встречались повсеместно, однако наибольшая их концентрация наблюдалась в северной, прибрежной части, а жилая застройка преобладала в южной. Если ранее особняки знати теснились вокруг форума Остии, то теперь они сместились в южную часть, которая была удалена от шумных прибрежных кварталов. В северной части преобладали многоэтажные инсулы, в которых проживали грузчики, моряки и ремесленники.

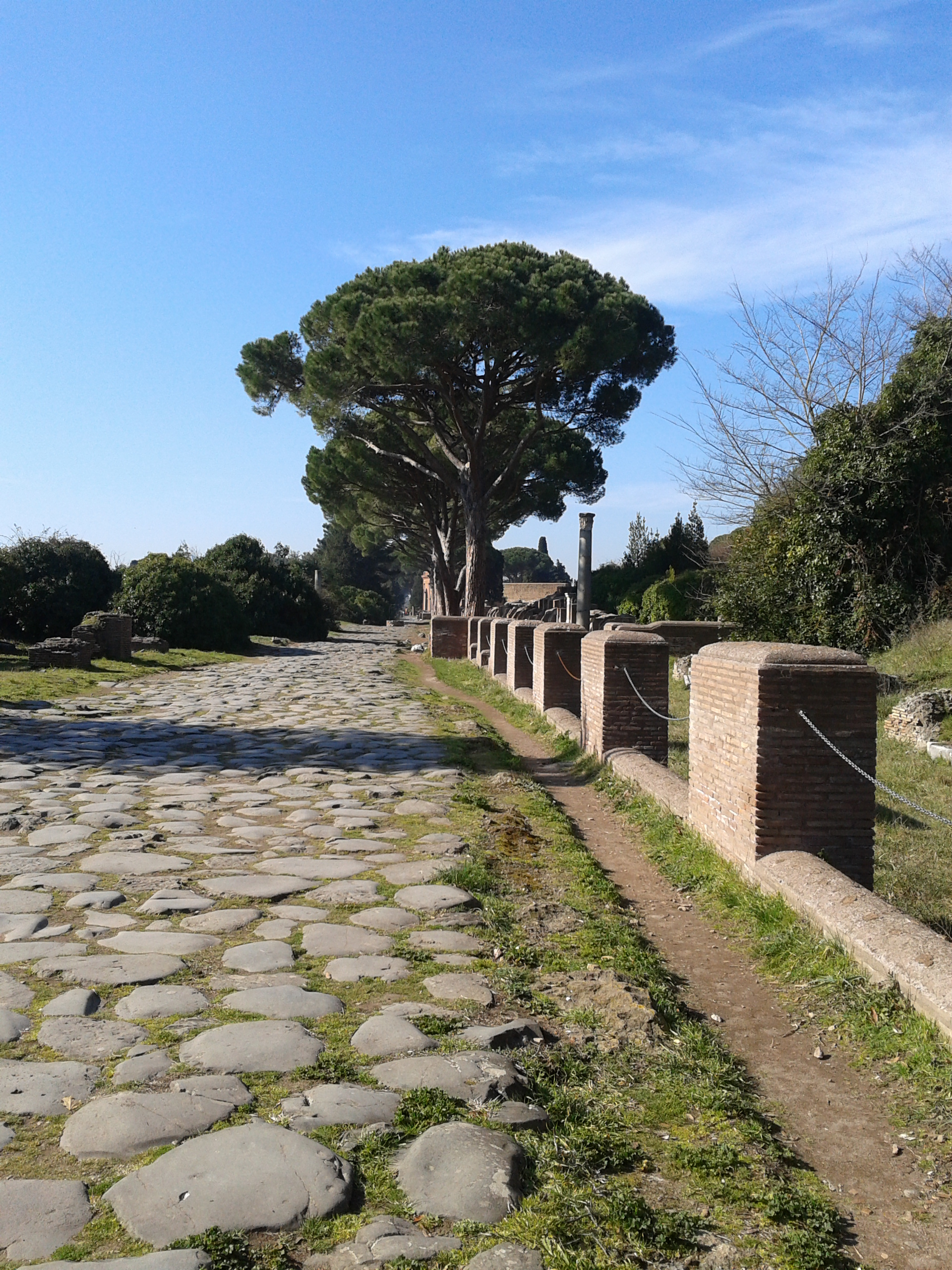
Декуманус Остии

Вдоль почти двухкилометрового декумануса располагались самые важные общественные здания — храмы, театр, термы и хлебная биржа. Кардо связывала порт с центральной частью Остии, но она имела второстепенный характер по сравнению с парадным декуманусом. Таким образом, Остия имела преимущественно осевую планировку. Вдоль главных городских магистралей были построены портики, где между колоннами общались горожане или совершались деловые сделки.
В имперскую эпоху форум Остии, представлявший собой прямоугольную, вытянутую вдоль оси кардо площадь, претерпел значительных изменений. Он так же, как и основные магистрали, окружается портиками и различными общественными зданиями. В местах, где на форум выходят улицы, строятся монументальные арочные ворота. Наиболее пышной была арка в конце колоннадной улицы, которая вела от Римских ворот города (именно по ней в Остию прибывали императоры). В северной части форума на мощной платформе возвышался Капитолий — главный храм Остии, посвящённый Капитолийской триаде. Напротив него был построен храм Ромы и Августа.
Кроме того, в городе в период ранней империи возводятся или реконструируются и другие храмы, строится целый ряд терм (в том числе термы Форума и термы Нептуна), рынок, большой театр, акведук, многоэтажные склады римских и греческих торговцев, пекарни, прачечные и туалеты, разбивается общественный парк. В Остии имелась даже трёхнефная синагога с ориентированным на Иерусалим фасадом, а также подземный митреум. В период правления императора Траяна численность населения Остии превышала 50 тыс. человек.
Небольшой кирпичный театр Остии, вмещавший 2,7 тыс. зрителей, был построен в начале I века и расширен во II веке. Сцена была обращена к Тибру, а полукруглый аркадный фасад с двумя фонтанами по бокам выходил на декуманус. К сцене примыкала небольшая площадь, на которой размещались представительства свыше шестидесяти городов, торговавших с Римом. В центре площади, окружённой портиками и соснами, стоял храм Цереры, вокруг которого размещались статуи знатных горожан.

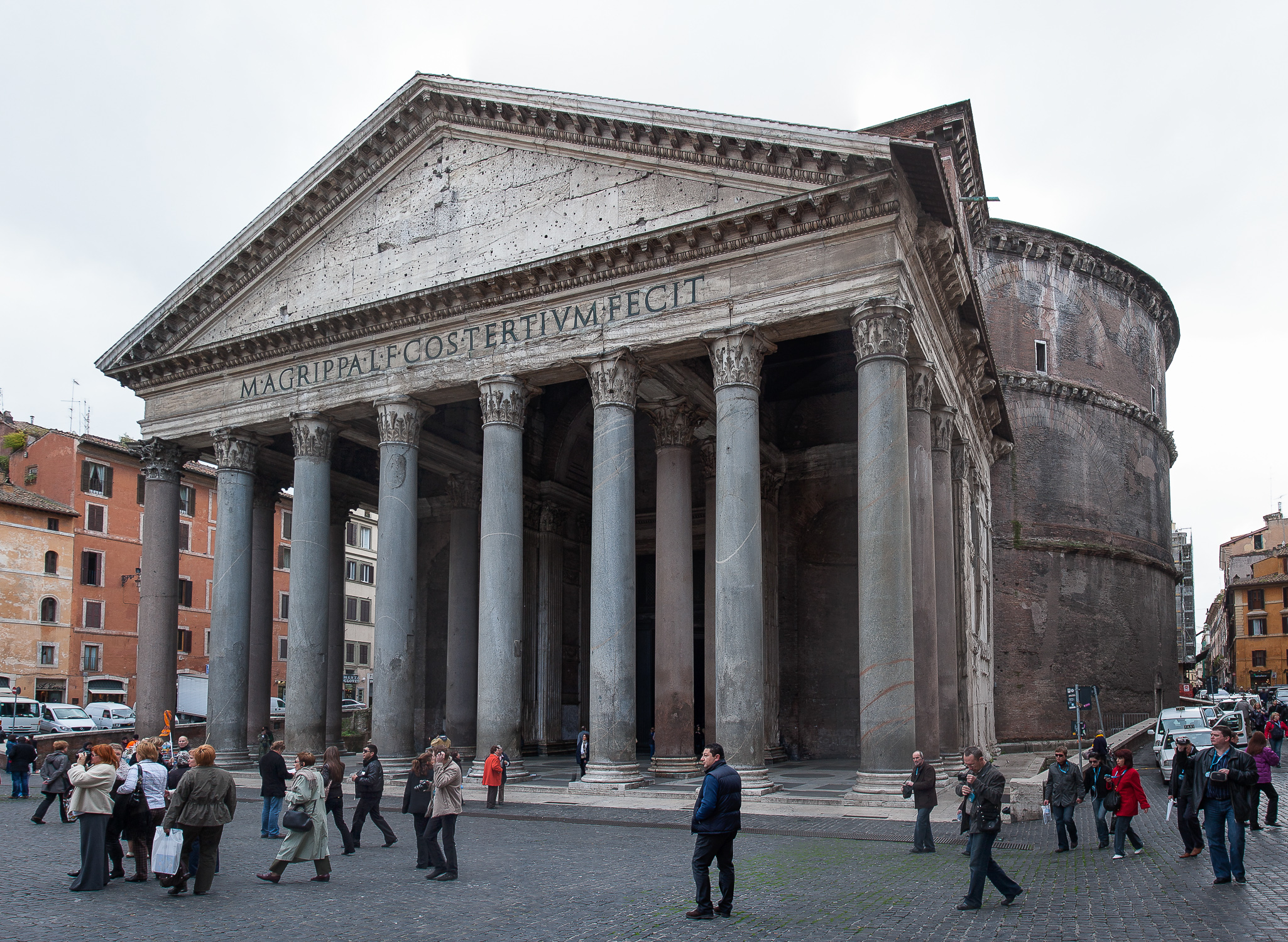
Пантеон

В 127 или 128 годах император Адриан торжественно открыл перестроенный по его приказу храм Пантеон. Последующие реставрации, проводившиеся при Антонине Пие, Септимие Севере и Каракалле, мало повлияли на облик храма. Пантеон находился примерно на таком же расстоянии от центра города, что и Колизей, выступая в качестве его противовеса. Храм представлял собой купольную ротонду, к которой примыкал прямоугольный портик. К нему вела широкая лестница из пяти ступеней.
Сферический купол Пантеона, поверхность которого в императорский период покрывала позолоченная черепица, превосходил по размеру все известные куполы древности и Средневековья. В центре купола имеется окулюс, через который в помещение попадает дневной свет. У входа в храм в полукруглых нишах стояли статуи Августа и Агриппы. Перед Пантеоном находилась прямоугольная мощённая площадь, окружённая портиками, в центре которой располагалась триумфальная арка. Пантеон являлся вершиной достижений инженерной и архитектурной мысли античного Рима, он стал образцом, которому подражали многие последующие ротонды.
В 134 году был построен монументальный мост Элия, по которому шла дорога с Марсова поля к строящемуся на другом берегу Тибра мавзолею Адриана. Мост, входивший в единый комплекс с монолитной массой мавзолея, имел семь пролётов — три больших в середине и по два меньших на каждом конце. Также он отличался довольно значительной шириной, которую ещё больше подчёркивали мощные контрфорсы. На парапетах были установлены позолоченные статуи. Ось моста Элия ориентирована на центр мавзолея, который замыкает перспективу моста. Люди, шедшие с Марсова поля, проходили по мосту и через арку попадали в вестибюль мавзолея.

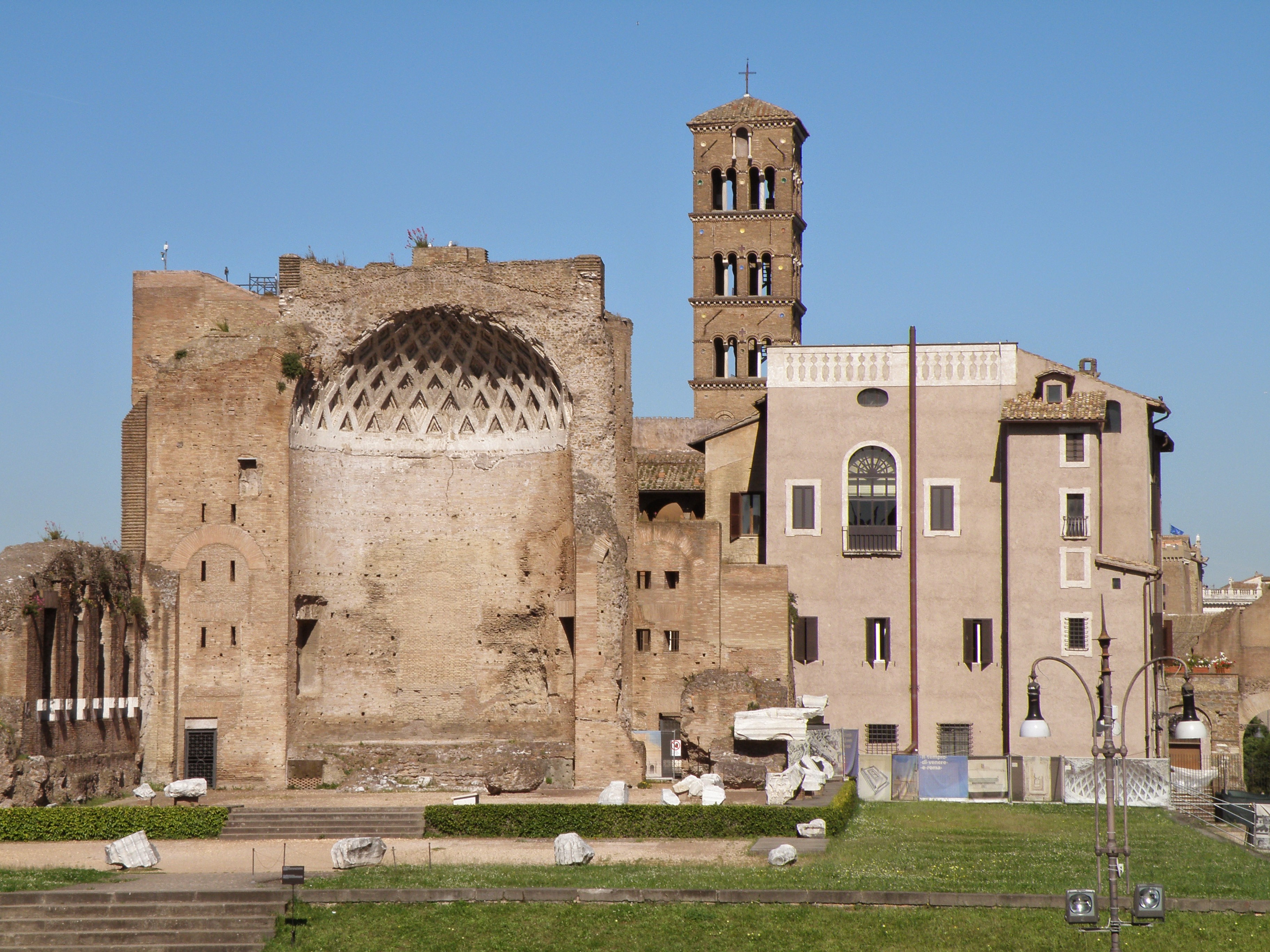
Остатки храма Венеры и Ромы

В 135 году Адриан открыл на Священной дороге Римского форума огромный храм Венеры и Ромы (его строительство началось в 121 году, а завершилось в 140 году, уже при Антонине Пие). В эклектическом и непропорциональном сооружении сочетались черты римской, греческой и восточной архитектуры. В одной из апсид находилась статуя Венеры, а в другой — статуя Ромы.
Этот самый грандиозный из храмов Рима императорского периода возвышался на массивной платформе, оформленной колоннадами и пропилеями. Широкая парадная лестница была обращена к Священной дороге, а две узкие боковые — к Колизею.
Интерьер с пышным декором, порфировыми колоннами и величественными статуями, а также размеры храма Венеры и Ромы поражали воображение современников. До наших дней остатки храма дошли после масштабной перестройки императора Максенция.
Последние годы своей жизни Адриан провёл на эклектической императорской вилле, построенной в Тибуре на склонах живописных холмов (судя по канализации, фундаментам и датировке кирпичей вилла строилась и перестраивалась в три этапа: между 118 и 121, 125 и 128, 134 и 138 годами). В состав летней резиденции, обнесённой внушительной стеной, входили Большие перистили (жилые апартаменты дворца), Золотая площадь с фонтанами, греческая и латинская библиотеки, нимфеумы (в том числе Морской театр и подобие святилища Сераписа), греческий театр, трёхъярусный бельведер, академия, палестра, большие и малые термы, храм Аполлона, служебные и жилые помещения для стражи и слуг, таберны, обширные парки с портиками, арками, павильонами, террасами, перголами, статуями, фонтанами, каналами и водоёмами. По мнению Родольфо Ланчани вилла Адриана — это «царица императорских вилл античного мира».

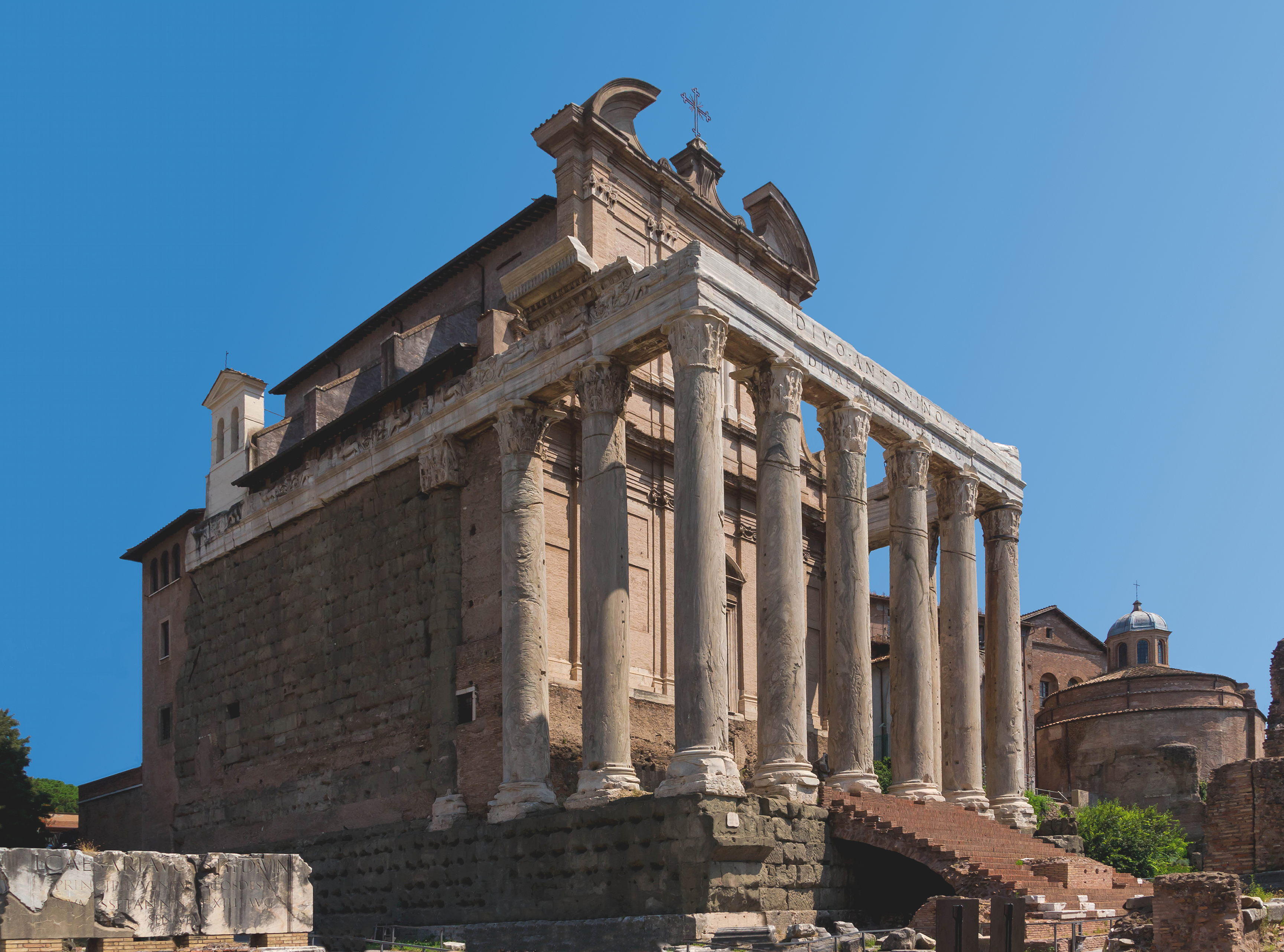
Остатки храма Антонина и Фаустины, вписанные в церковь Святого Лаврентия

В 139 году был закончен монументальный мавзолей Адриана, строившийся начиная с 130 года как усыпальница членов императорской семьи. После торжественных церемоний в мавзолей поместили прах умершего императора (здесь были захоронены все императоры начиная с Адриана и заканчивая Септимием Севером). Облицованное мрамором цилиндрическое здание с насыпным холмом и статуей императора наверху возвышалось на правом берегу Тибра, у тяжеловесного моста Элия.
В 141 году император Антонин Пий построил на Римском форуме простильный храм Антонина и Фаустины, который посвятил своей умершей супруге Фаустине (после смерти императора храм был освящён в честь обоих супругов). Экстерьер храма, стоявшего на высокой каменной платформе, украшал рельефный фриз с изображениями грифонов, сосудов и гирлянд. В Средние века храм был превращён в церковь Святого Лаврентия. Также в правление Антонина Пия (138—161 годы) были отреставрированы Колизей, храм Августа и Свайный мост, велись строительные работы в Остии, восстанавливались старые и прокладывались новые дороги.

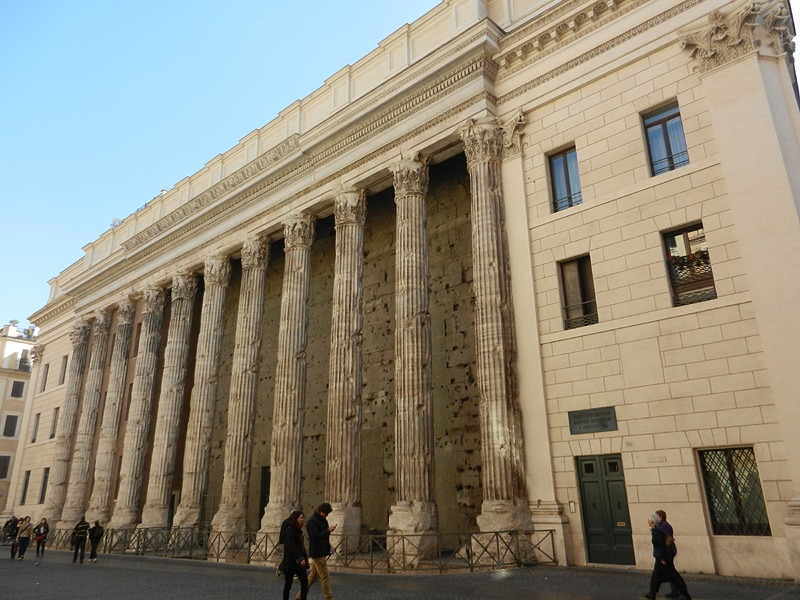
Колоннада храма Адриана, вписанная в здание Римской биржи

В 145 году на Марсовом поле, недалеко от Пантеона, был построен Адрианеум или храм Божественного Адриана, символизировавший военное господство Рима над Средиземноморским миром. По периметру храм окружали 15-метровые мраморные колонны, к высокому подиуму вела широкая парадная лестница. Интерьер храма был украшен рельефными фигурами, которые олицетворяли подвластные римские провинции. Сегодня остатки храма можно видеть на фасаде Римской биржи.
В 147 году был перестроен старый мост через Тибр, соединявший южную часть Марсова поля и Трастевере. Изначально он был построен Агриппой, позже его реконструировали при Клавдие, а после Антонина Пия — при Валентиниане I. В разные периоды античности мост, украшенный триумфальной аркой с большими бронзовыми статуями, был известен как мост Аврелия, мост Антонина или мост Валентиниана. В VIII веке он был частично разрушен войсками Дезидерия, а в XV веке восстановлен как мост Сикста.
В 152—153 годах в Египте из-за тяжёлых повинностей вспыхнуло крупное восстание, в результате которого случились перебои с поставками зерна в Рим. В связи с угрозой голода в столице начались волнения плебса, угрожавшие безопасности императора. Вскоре войска подавили восстание, а Антонин Пий для успокоения римской толпы вынужден был за свои средства организовать раздачи вина, муки и масла беднейшим горожанам.

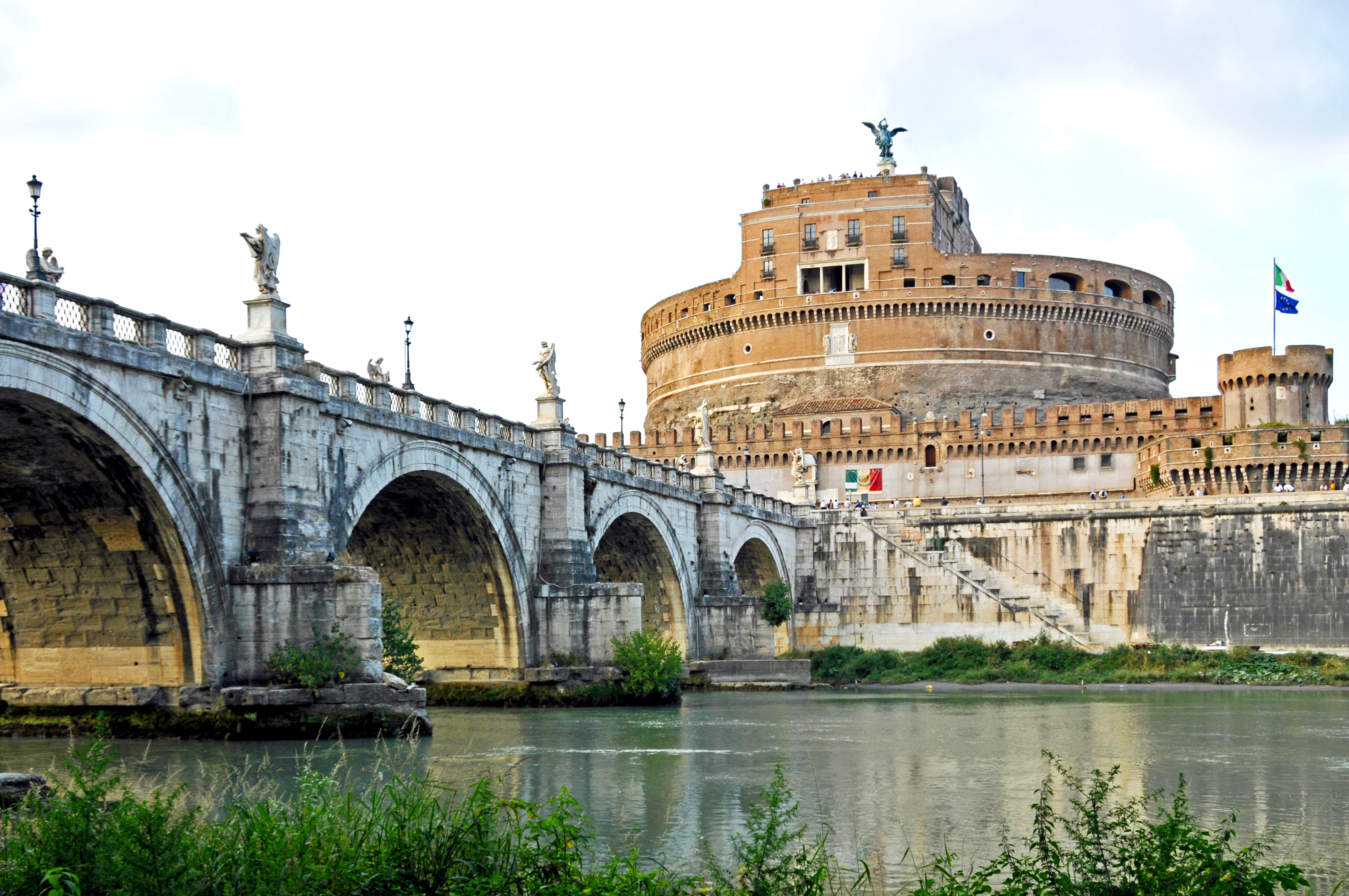
Современный вид мавзолея Адриана

В 161 году Марк Аврелий и Луций Вер установили в центральной части Марсова поля в честь своего приёмного отца колонну Антонина Пия. Красная гранитная колонна, вершину которой украшала статуя императора, стояла на пьедестале из белого мрамора.
К концу правления императора Коммода (180—192 годы) рядом с колонной Антонина Пия была закончена 42-метровая колонна, возведённая в память о Маркоманской войне и названная в честь его отца. Дорическая мраморная колонна Марка Аврелия повторяла раннюю колонну Траяна, внутри неё имелась винтовая лестница, которая вела к установленной на вершине статуе императора.
Ко второй половине II века относится главный митреум Рима, богато декорированный рельефами и росписями. Он располагался в подземелье императорской виллы, построенной Траяном на холме Авентин. По соседству с митреумом находился молельный зал христиан (остатки императорского митреума, расширенного около 220 года, были обнаружены во время раскопок под базиликой Санта-Приска).
После убийства Коммода в ночь на 1 января 193 года прекратила своё существование династия Антонинов. Вспыхнул политический кризис, известный в истории как «Год пяти императоров». Сперва преторианцы убили Пертинакса, затем Рим заняли войска Септимия Севера, сместившие Дидия Юлиана, который был казнён. Положив начало новой династии, Септимий Север прежде всего распустил старую преторианскую гвардию, заменив личный состав верными людьми. Вскоре недалеко от Рима был расквартирован II Парфянский легион.
К концу II века в Риме почти перестали возводить новые храмы. Лишь в начале III века были заново перестроены храм Весты и расположенный по соседству атриум весталок, сильно пострадавшие при пожаре. Храм был построен в виде круглого периптера с коринфскими колоннами на отдельных пьедесталах. Атриум весталок был расширен: вокруг двора, украшенного фонтанами и статуями, располагались жилые и хозяйственные помещения. В этот же период потеряли свою былую популярность театральные представления, вытесненные гладиаторскими боями. Опустевшие театры повсеместно стали переделывать для новых зрелищ, что привело к смешению театра и амфитеатра. Также при императоре Септимие Севере (193—211 годы) на внутренней стене храма Мира (форум Веспасиана) был создан уникальный мраморный план Рима.

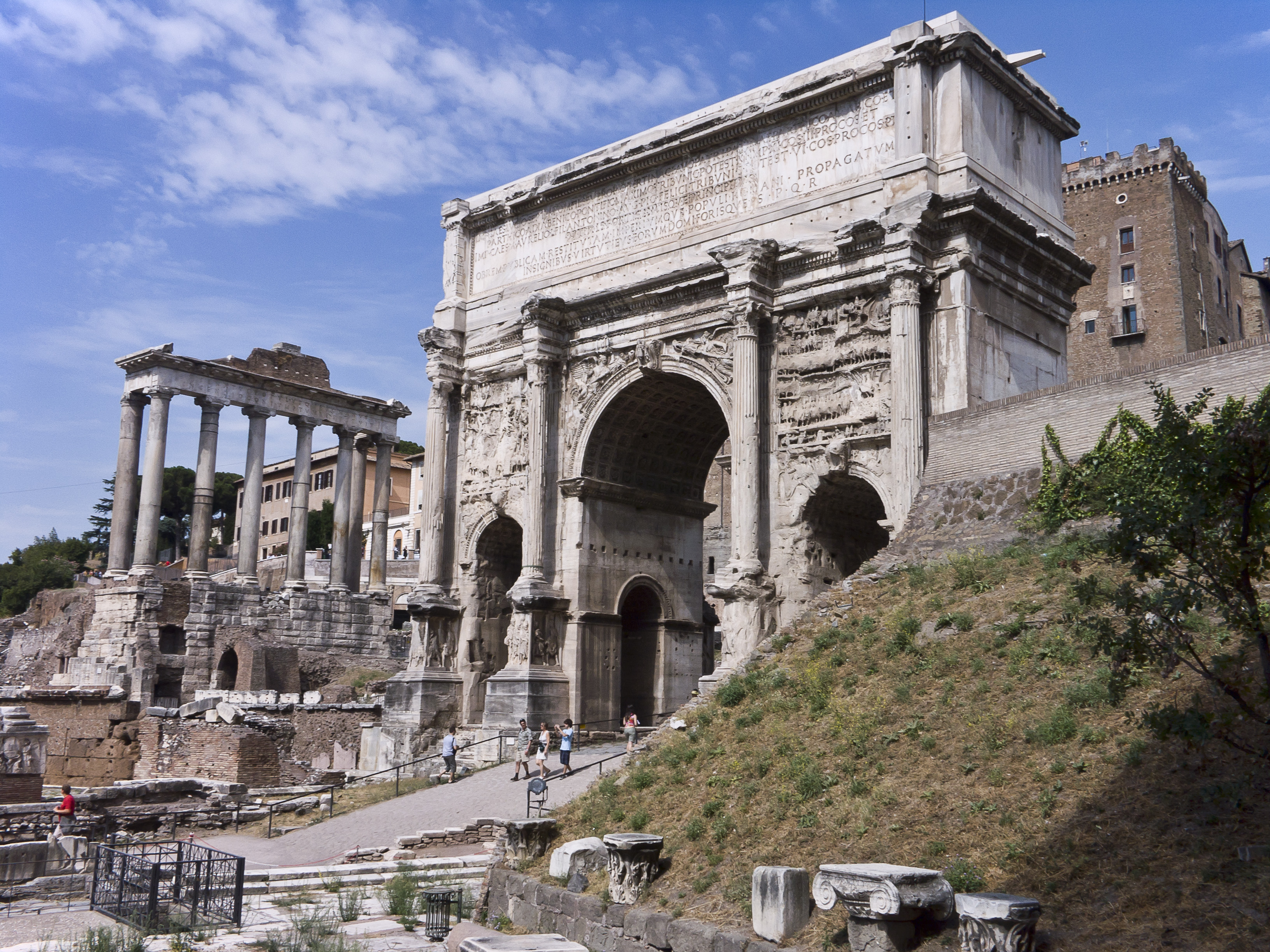
Триумфальная арка Септимия Севера

В 203 году у южного склона Палатина был построен монументальный нимфеум Септизоний, который заслонил субструкции императорского дворца. Стену почти 90-метровой длины, обращённую к Аппиевой дороге, украшали трёхъярусные портики с мраморными колоннами и экседры со скульптурами. В центре находилась статуя императора Септимия Севера, а вокруг неё — фонтаны.
В том же году у подножия Капитолия была воздвигнута мраморная трёхпролётная арка Септимия Севера, посвящённая победам императора над парфянцами в Месопотамии. Арка размещалась в нижней части Священной дороги Римского форума, поэтому имела достаточно большую высоту (23 метра). Центр арки венчали статуи Севера и его сыновей на колеснице, запряжённой шестёркой лошадей, а по углам аттика размещались четыре конные группы (все эти скульптуры не сохранились до наших дней).
Рим в эпоху Септимия Севера украсили произведения искусств, вывезенные из захваченных городов — столицы Галлии Лугдуна и парфянских столиц Селевкии и Ктесифона. Также при нём была перестроена южная часть дворца Флавиев, выходившая на Большой цирк, включая дворцовые термы. В окрестностях Рима продолжали возводиться загородные виллы, преимущественно вдоль Аппиевой и Латинской дорог. Многие из них имели несколько этажей; преобладал тип вилл, ансамбль которых был заключён в прямоугольные границы и обнесён массивными стенами.

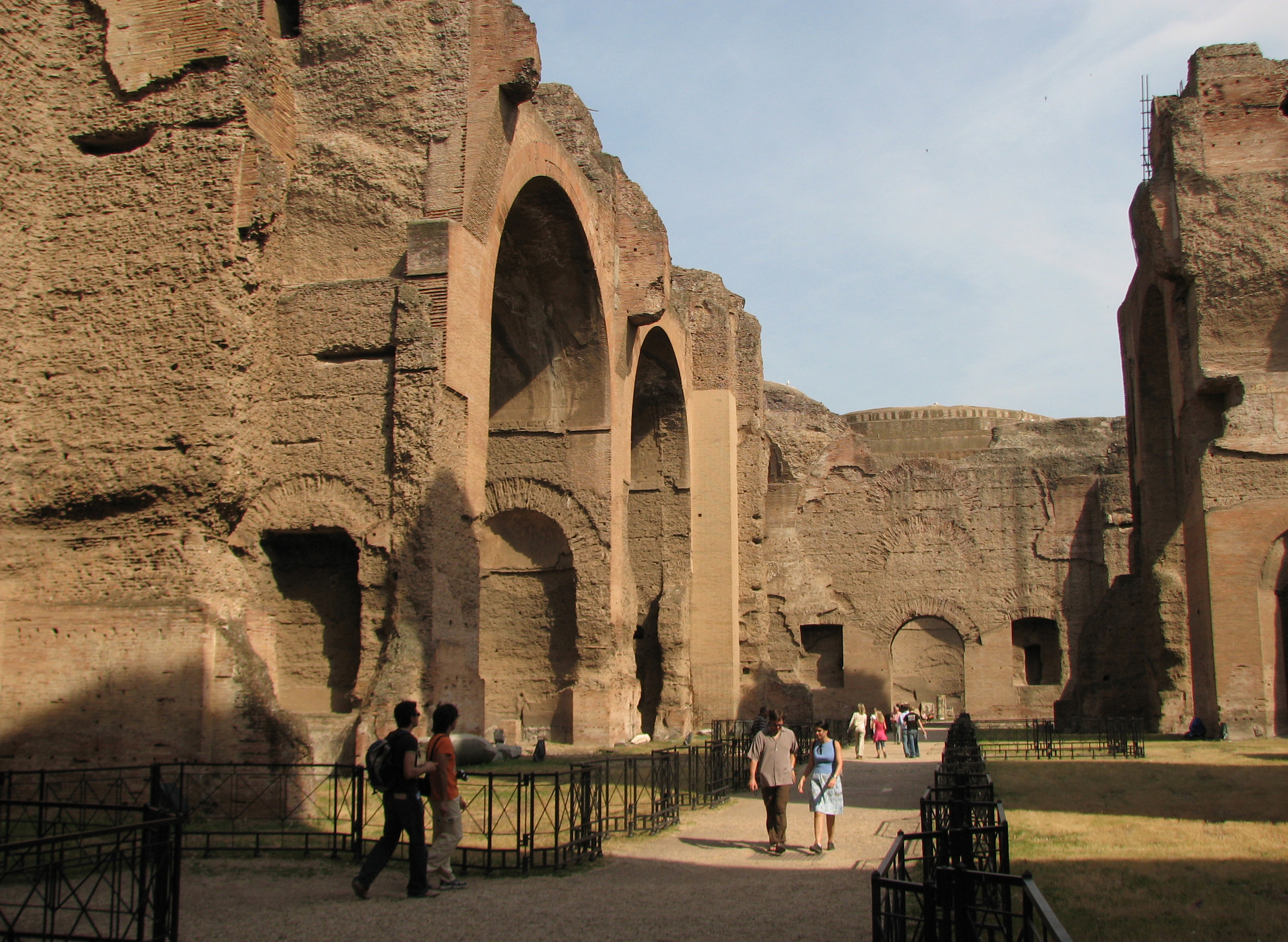
Термы Каракаллы

В 212 году император Каракалла начал строительство огромных терм, законченных уже после его смерти. Они располагались у Аппиевой дороги, южнее Целийского холма, и отличались колоссальным размахом и пышностью. Возле терм находился большой резервуар, получавший воду из акведука Марция. Затем вода из резервуара по уклону подавалась в банные залы. На склоне холма размещались зрительские места стадиона для гимнастических игр, который построили у подножия резервуара. По бокам от стадиона находились публичные библиотеки, ниже был разбит небольшой парк, ограниченный корпусами и крыльями терм. В парке среди деревьев, статуй и фонтанов нимфеумов посетители отдыхали, общались или занимались спортивными упражнениями.
Кроме больших великолепных залов главного купольного корпуса (их занимали традиционные кальдарий, тепидарий и фригидарий) в термах Каракаллы находились маленькие семейные бани, помещения для омовений и массажа, вестибюли, раздевальни, залы для гимнастики и отдыха, харчевни и лавки. Внизу между субструкциями находились водопроводы и залы для нагрева воды. Также в термах Каракаллы имелся митреум с бассейном, куда стекала кровь жертвенных животных. Обряды в храме совершались при свете факелов и завершались трапезой. Скромные фасады терм резко контрастировали с роскошно декорированными интерьерами центральных залов.

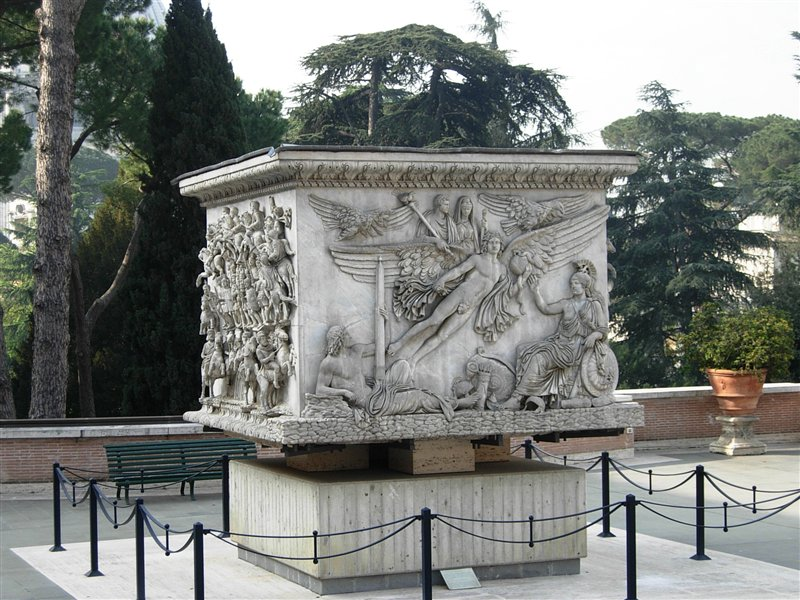
Пьедестал колонны Антонина Пия, стоявшей на Марсовом поле

Важную роль в жизни Рима играло Марсово поле, занимавшее низину в излучине Тибра и служившее местом отдыха простолюдинов. Страбон упоминал, что на Марсовом поле проводились гонки на колесницах, на поле Агриппы народ играл в мяч, бросал диск или упражнялся в борьбе. Вокруг зелёной равнины находились различные великолепные строения, в том числе монументальный мавзолей Августа. На противоположном берегу Тибра возвышался более строгий мавзолей Адриана; оба эти мавзолея очерчивали северо-западную границу Марсова поля и всего Рима. Кроме развлечений публику привлекали тенистые сады Помпея и Агриппы, библиотеки, прекрасные портики, украшенные греческими и римскими статуями (портик Октавии, портик Ливии, портик Випсании и стоколонный портик). Южнее Марсова поля, на другом берегу Тибра, находились сады Цезаря, также открытые для публики.
Общественные здания императорской эпохи контрастировали с монотонной жилой застройкой и придавали даже отдалённым от центра районам Рима столичный вид. Особенно масштаб имперской столицы подчёркивали колоссальных размеров термы и театры. Важную роль играли акведуки, поступавшая по ним вода распределялась между садами, фонтанами, императорскими дворцами, термами, амфитеатрами, рынками и частными домами. Поэт Секст Проперций писал, что «по всему городу раздаётся тихий плеск воды».

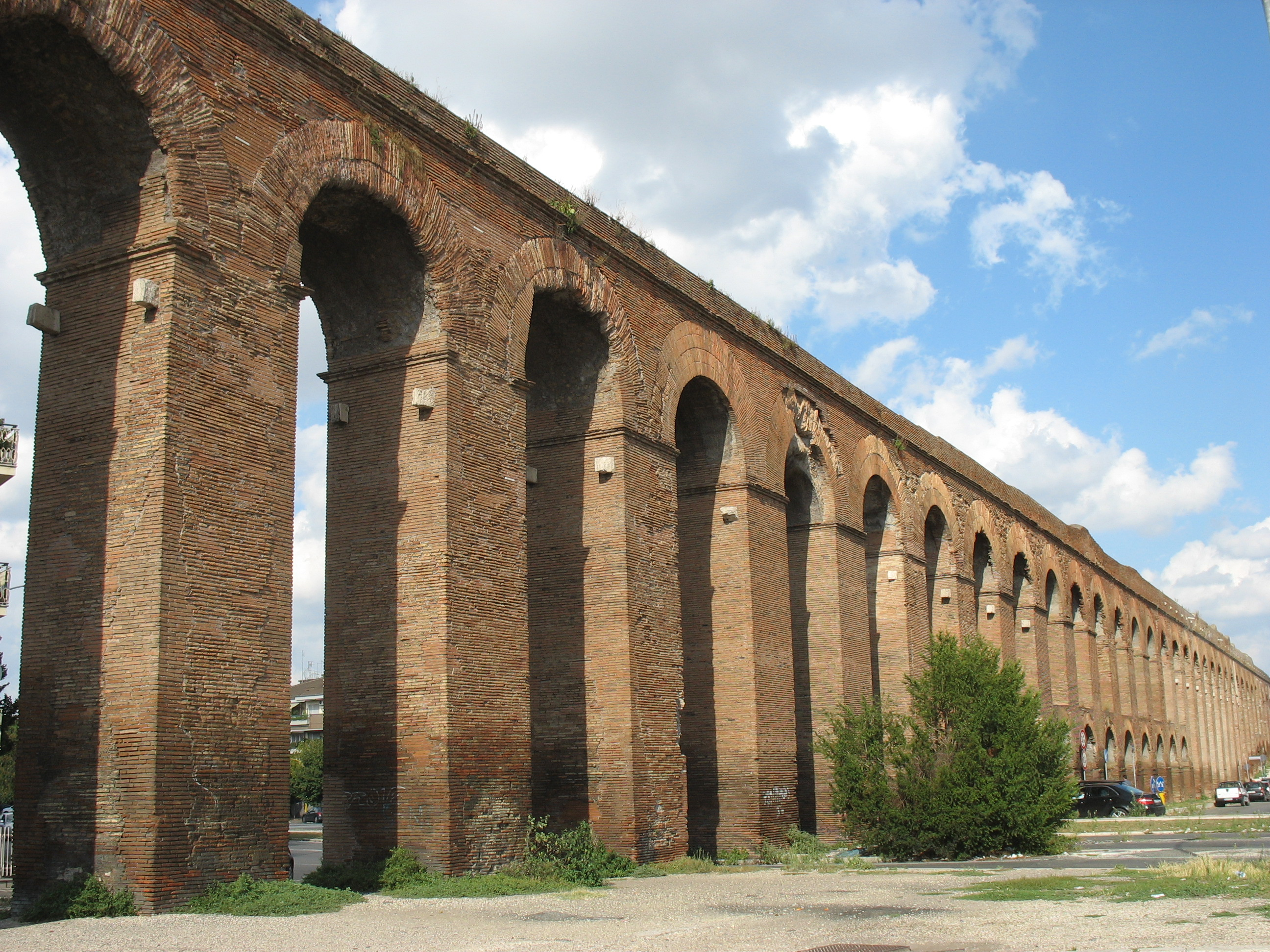
Аква Александрина

Последним из одиннадцати античных акведуков Рима был 22-километровый Аква Александрина, построенный в 226 году при императоре Александре Севере. Он доставлял воду из окрестностей Габия в новые термы Александра на Марсовом поле, которые были возведены на месте старых терм Нерона. Современный вид акведук приобрёл после реконструкции в период Диоклетиана.
К концу периода ранней империи в Риме было несколько крупных публичных и частных библиотек, появление которых свидетельствовало о возросшем влиянии эллинистической культуры на римское общество. Они открывались на форумах (библиотека форума Траяна), при храмах (библиотеки при Пантеоне и храме Аполлона на Палатине), при термах (термы Траяна и Каракаллы), а также во дворцах и виллах императоров (при дворце Нерона, при дворце Флавиев, на вилле Адриана в Тибуре).

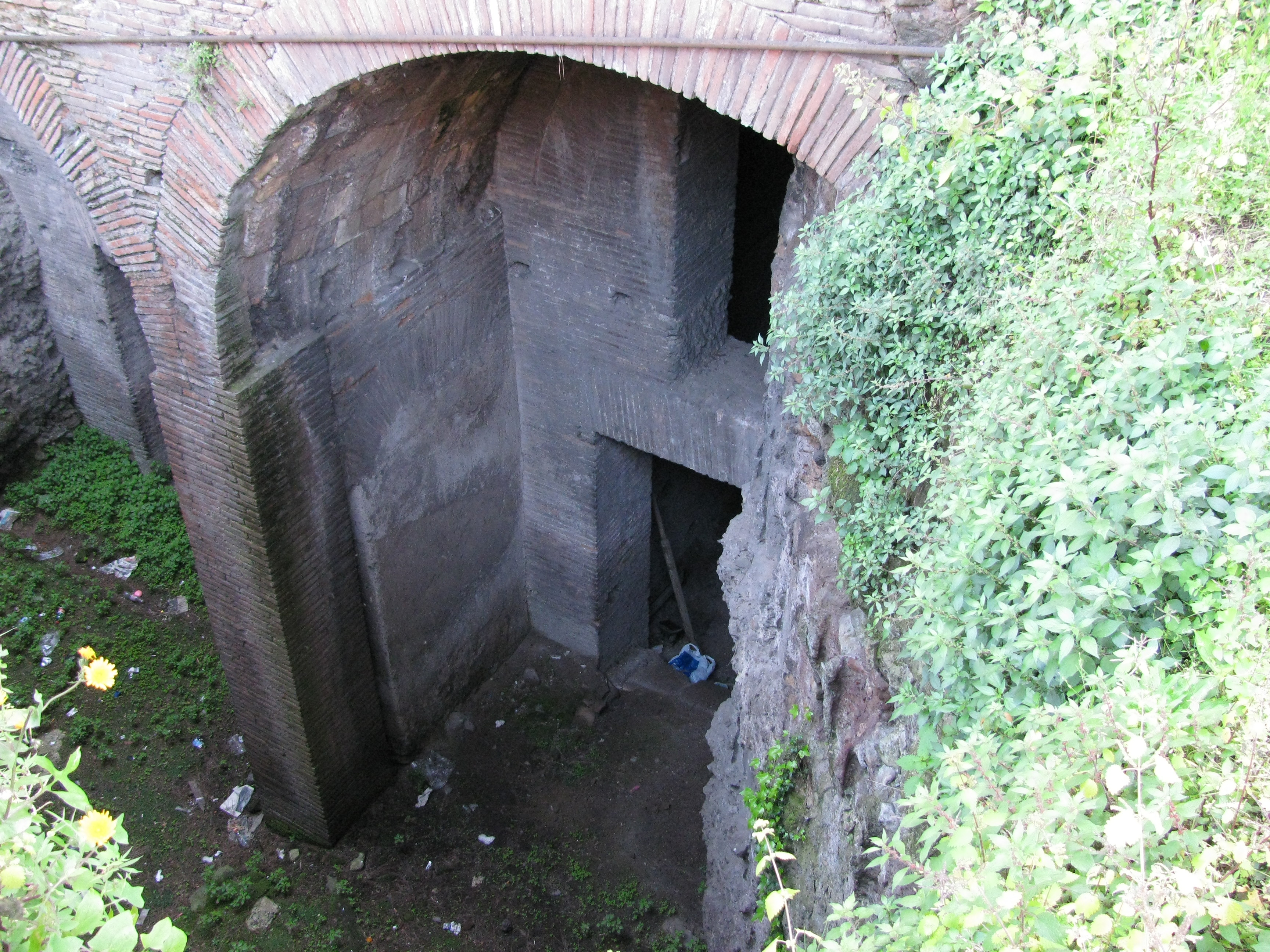
Нижний этаж инсулы Арачели у Капитолийского холма

В период ранней империи в Рим стекались многочисленные переселенцы как из других городов Италии, так и из различных провинций. Масса людей с низкими доходами вызвала потребность в быстром строительстве недорогих жилищ. Этим требованиям отвечали инсулы — многоэтажные жилые дома, комнаты в которых сдавались внаем. Октавиан Август ограничил высоту инсул 70 футами (20,8 метра), а Траян — 60 футами (17,8 метра).
Из-за дороговизны земли инсулы вырастали до пяти—шести этажей. Первый этаж обычно был выше остальных и его занимали таберны, имевшие выход на улицу. Окна квартир также выходили на улицу, одновременно служа источниками и света, и свежего воздуха. Некоторые фасады имели балконы и лоджии. Нередко инсула принадлежала разным хозяевам, границы владений которых проходили по вертикальным блокам.
Густонаселённые кварталы инсул страдали от пожаров; часто обветшалые инсулы накренялись или обрушивались, хороня под обломками жителей. Удешевление инсул для бедняков происходило за счёт снижения качества стройматериалов, уменьшения глубины фундамента, упрощения внутренних перегородок и декора. Из-за частых возгораний власти запретили строить перекрытия и верхние этажи из дерева, после чего все конструкции стали делать бетонными и облицовывать их кирпичом. Кварталы инсул располагались у подножия римских холмов. Развалины инсулы Арачели, датируемые II веком, свидетельствуют о том, что она имела шесть этажей и своей крышей достигала подошвы Капитолийского холма.
Подавляющее большинство инсул не имели водопровода, туалетов и отопления. В связи с обеднением многих владельцев домусов и жилищным дефицитом преобразовывались даже некоторые римские особняки: ряд помещений в них были приспособлены под мастерские, другие части домусов разбивались на мелкие помещения и сдавались постояльцам.

## Период кризиса и поздней империи

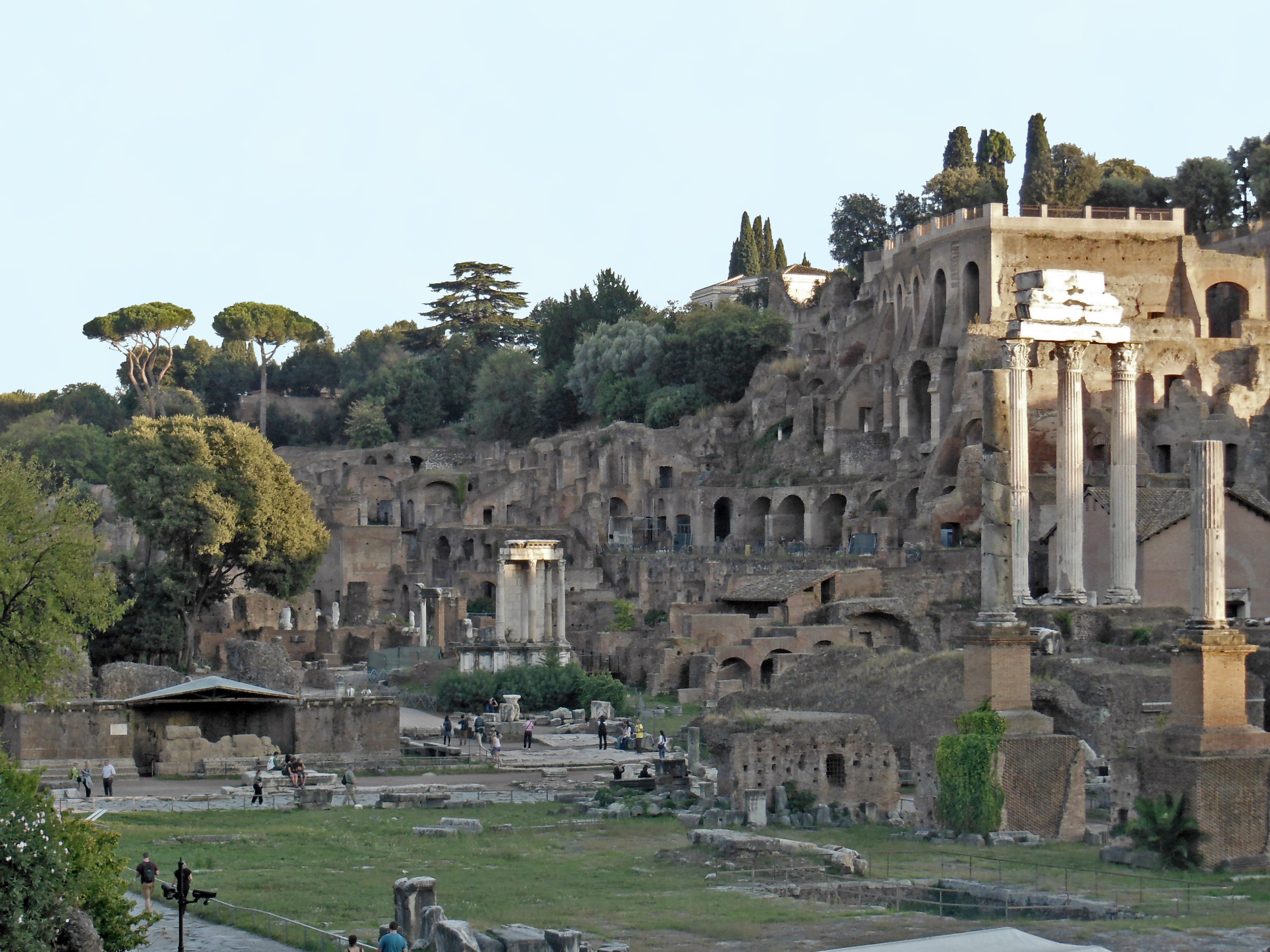
Остатки храма Весты, арок Августа и Септимия Севера на Римском форуме

В период кризиса (235—284 года) и поздней Римской империи (284—476 года) развивались сложные архитектурные комплексы, например, термы и пригородные виллы. Римские архитекторы продолжали развивать разнообразные сводчатые и купольные конструкции, однако существовало и несоответствие между тщательно оформленным интерьером и маловыразительным внешним объёмом многих строений поздней империи. Был найден рациональный способ возведения купола с помощью «веерной кладки» из кирпича и без кружал.
С конца III века началось постепенное сокращение объёмов строительства и упрощение принципов градостроительства, участились случаи разборки обветшавших сооружений для последующего использования стройматериалов в строительстве или реконструкции.
В период ранней империи территория Рима значительно расширилась. Могущество и размеры государства долгое время вселяли горожанам чувство безопасности. Старые городские стены, местами очень сильно обветшавшие, были большей частью разобраны, и некоторое время Рим вообще обходился без оборонительных фортификационных сооружений. Однако в период кризиса варварские вторжения стали представлять большую опасность даже для удалённой от границ Италии. Поэтому в 270—275 годах при императоре Аврелиане была построена новая городская стена, охватившая территорию застройки (семь холмов, Марсово поле и Трастевере на другом берегу Тибра).
Первоначально Аврелианова стена имела протяжённость около 19 км, в высоту достигала 6 метров, а в толщину — 3,6 метра. Через каждые 30 метров в стене были устроены выступающие прямоугольные башни. Бетонная стена была облицована кирпичом, поверх неё шёл парапет с зубцами. В стене имелось 12 главных ворот (Фламиниевы, Пинциевы, Соляные, Номентанские, Тибуртинские, Пренестинские, Азинариевы, Латинские, Аппиевы, Остиевы, Портовые, Аврелиевы) и несколько второстепенных. Как правило, ворота фланкировались двумя башнями (овальными или прямоугольными в плане). Однако, в позднюю эпоху ворота утратили свой парадный облик, который они имели в период ранней империи. В некоторых местах стена Аврелиана представляла собой галерею с бойницами и парапетом, возведённую на невысоком основании. Позже стена неоднократно перестраивалась, укреплялась и надстраивалась, особенно при императоре Гонории. Её высота увеличилась до 10—15 метров, внутри она была усилена контрфорсами, связанными арками. Мавзолей Адриана превратился в стратегический форпост на северо-западной границе Рима и был также включён в состав Аврелиановой стены (он прикрывал подступы к важному мосту Элия через Тибр со стороны Ватиканского холма).
Различные участки стены Аврелиана
В 271 году в Риме вспыхнуло восстание рабов и ремесленников монетного двора под предводительством главного казначея Фелициссима. Мятежники были заблокированы на Целийском холме; при подавлении восстания погибло 7 тыс. солдат. Также в правление Аврелиана была предпринята первая попытка заменить политеизм монотеизмом — в 274 году император ввёл единый культ Непобедимого Солнца (верховного покровителя империи). В честь этого события в Риме были построены два круглых периптера: храм Солнца в Большом цирке и храм Солнца возле Фламиниевой дороги на Марсовом поле (он сохранился лишь в зарисовке Андреа Палладио).
После гибели Кара и убийства его сыновей императором был провозглашён Диоклетиан, с начала правления которого началась эпоха поздней Римской империи. В 283 году в пожаре сгорела курия Юлия, на месте которой Диоклетиан в 285 году построил новую курию, которая портиком Минервы соединялась с апсидальным зданием архива. Курия Римского форума имела узорчатый мраморный пол с возвышением президиума и ступени для кресел сенаторов вдоль стен. Также в период правления Диоклетиана (284—305 годы) были построены термы Диоклетиана и колонна Констанция и Максимиана (от неё на Римском форуме сохранилась только основа с резным фризом).

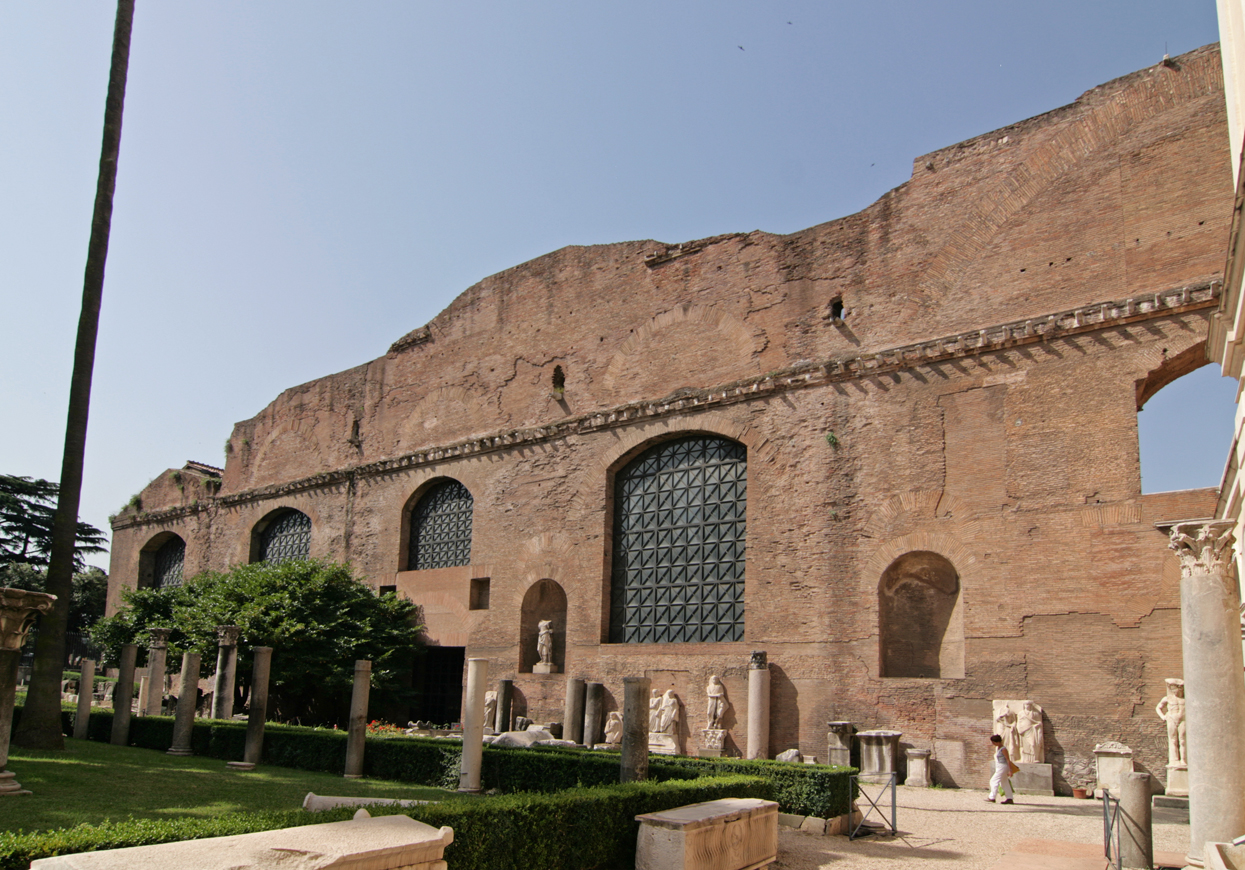
Термы Диоклетиана

Термы, законченные в 306 году, были построены между Виминальским холмом и старым валом Сервиевой стены. Они были меньше, чем термы Каракаллы, но имели более вместительный главный корпус. Центральный фригидарий окружали анфилады боковых помещений. Вокруг терм размещались сады с библиотеками, площадками для занятий гимнастикой, фонтанами и павильонами. Сейчас территория бывших терм частично занята площадью Республики и базиликой Санта-Мария-дельи-Анджели-э-дей-Мартири.
Во времена тетрархии (с 293 года) ни один из правителей империи не избрал Рим своей резиденцией: Диоклетиан жил в Никомедии (Вифиния), Галерий — в Сирмие (Паннония), Максимиан — в Медиолане и Равенне, а Констанций I Хлор — в Августе Треверорум (Галлия). Рим по прежнему считался столицей империи, но фактически он утратил своё прежнее политическое значение.
К началу IV века в Риме насчитывалось около тысячи государственных и частных терм (в начале I века их было около 170), особенно выделялись грандиозные императорские термы. На каждый из 14 районов города приходилось от 60 до 80 бань. В Риме IV века было 36 триумфальных арок, 22 конные статуи, огромное число бронзовых и мраморных статуй, 80 золотых статуй и 74 статуи из слоновой кости. Почти на каждом перекрёстке имелось святилище бога-покровителя или гения императора. В начале IV века в Лициниевых садах на Эсквилине был построен нимфеум Минервы Медики. Купольный десятигранник имел 25 метров в диаметре и свыше 30 метров в высоту. Нимфеум отличался светлым интерьером с мозаикой внутри купола и фонтаном в центре зала.
Основным типом жилища в Риме и Остии были многоквартирные инсулы. Согласно официальным данным, в начале IV века в столице насчитывалось 46,6 тыс. инсул и всего 1790 особняков. В III — IV веках границы Рима существенно раздвинулись и многочисленные мавзолеи, колумбарии и гробницы оказались в гуще городской застройки (издревле погребальные сооружения выносились за городскую стену, но с ростом городской территории они входили в состав Рима и начинали влиять на облик окраин). Широкое распространение получили комплексы камерных гробниц, остатки которых сохранились на Священном острове возле Остии, на Ватиканском холме, на Аппиевой и Латинской дорогах в окрестностях Рима, а также погребальные сооружения в виде храмов (например, гробница Аспасии Аннии Региллы в парке Кафарелла), наземные и подземные колумбарии (крупнейшими были колумбарии Августа, Ливии, Юлиев-Клавдиев). В III веке в связи с распространением христианского обряда многоярусные катакомбы стали вытеснять колумбарии.

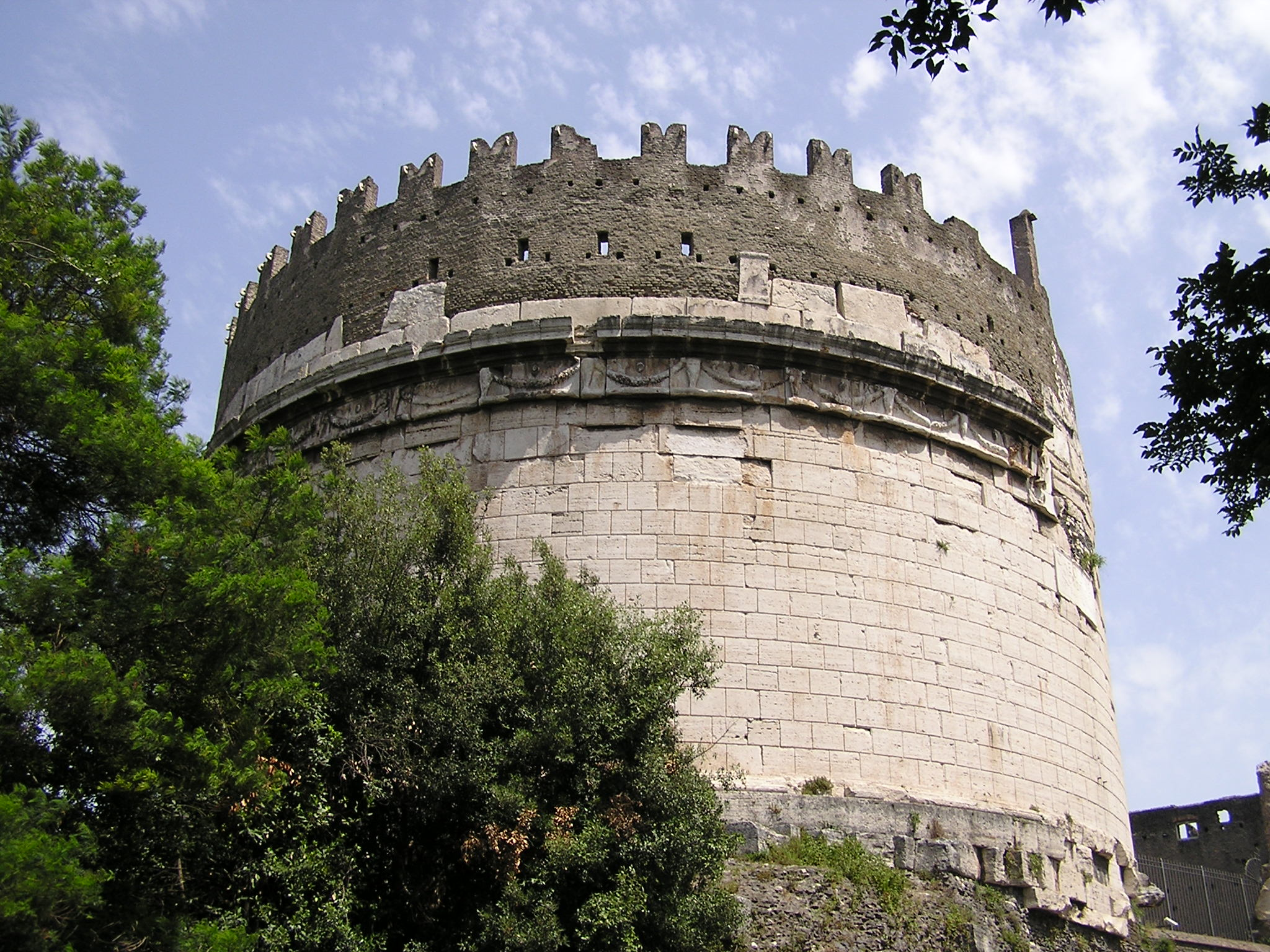
Гробница Цецилии Метеллы
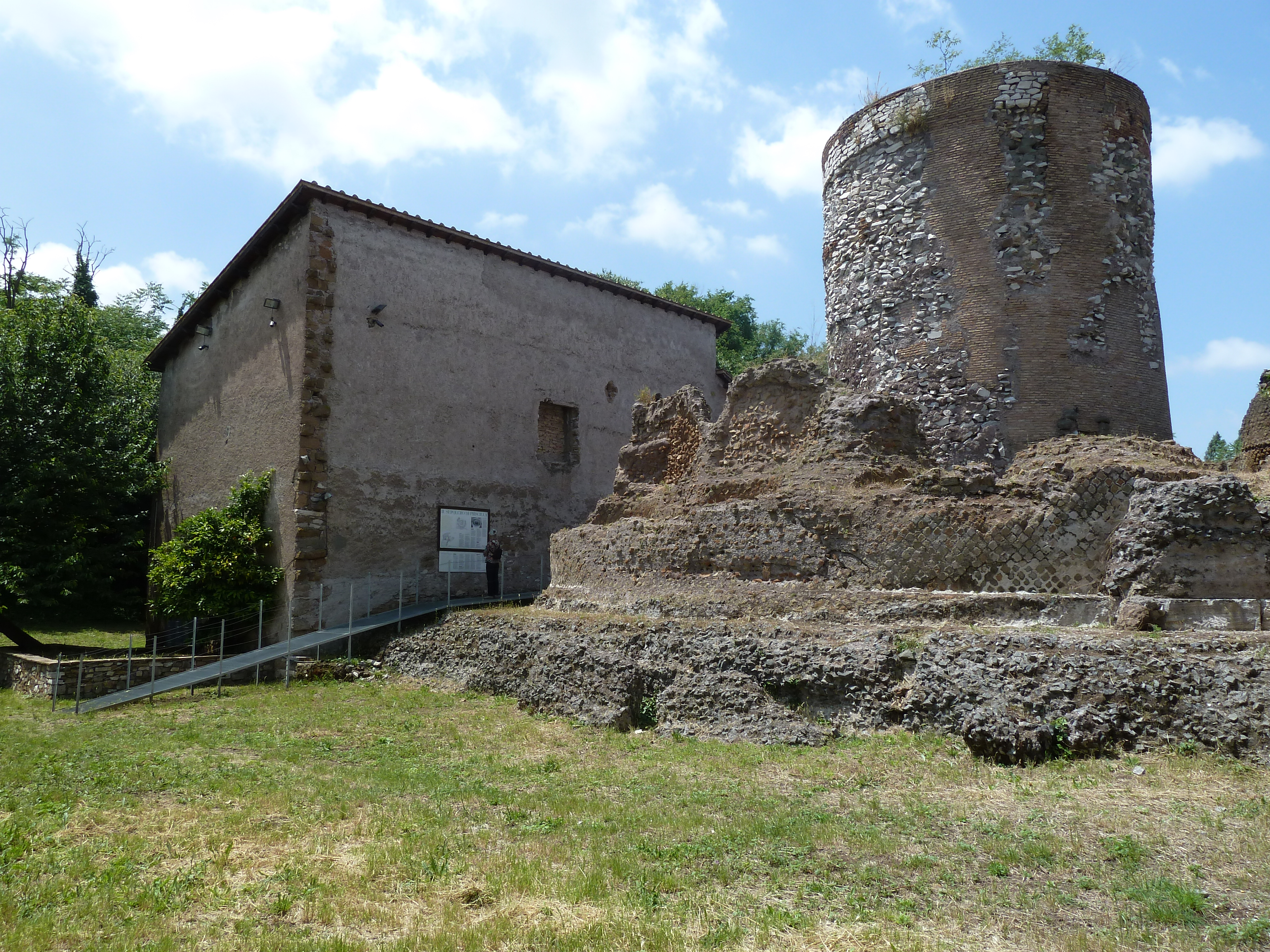
Гробница Присциллы
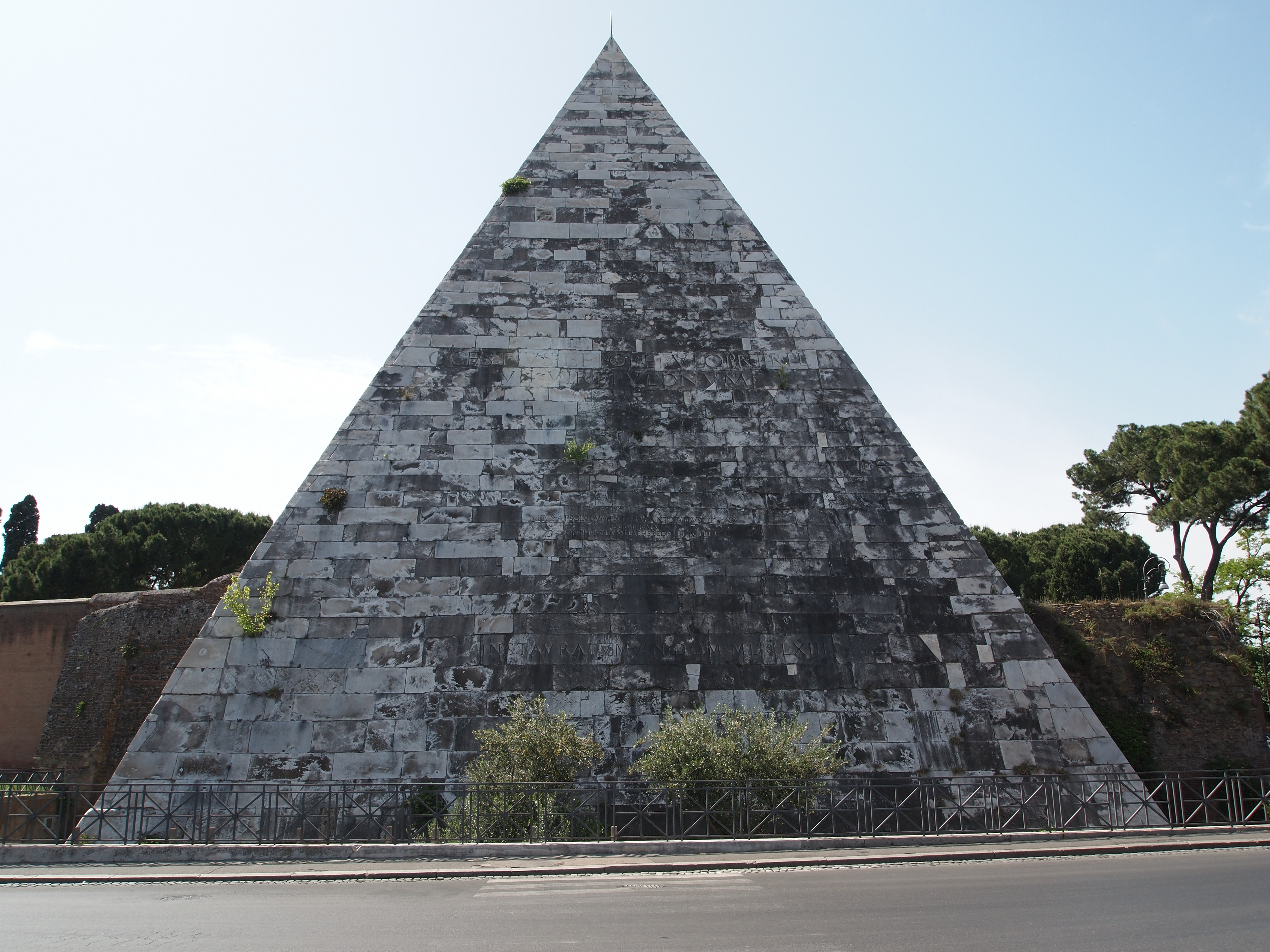
Пирамида Цестия
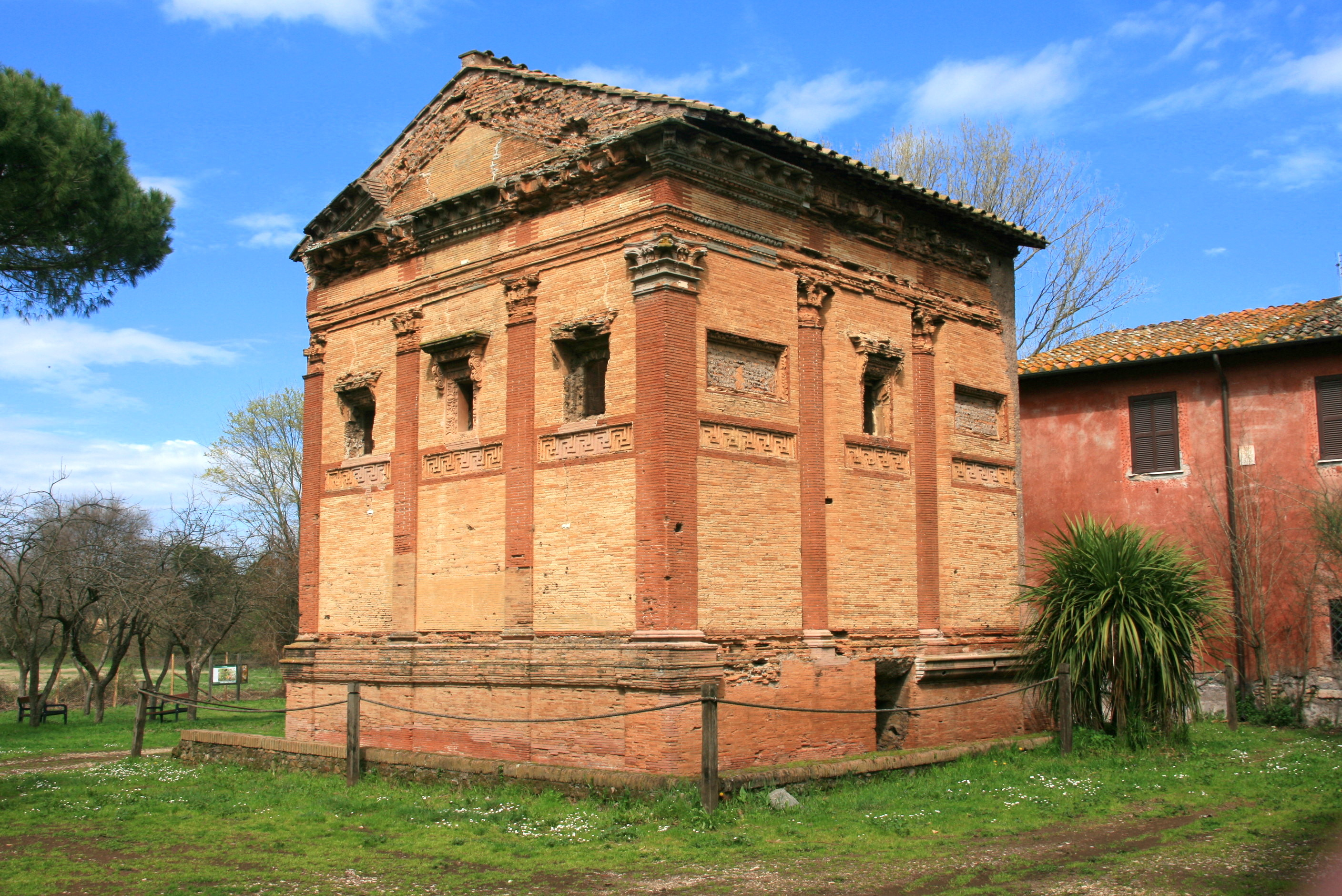
Гробница Аннии Региллы
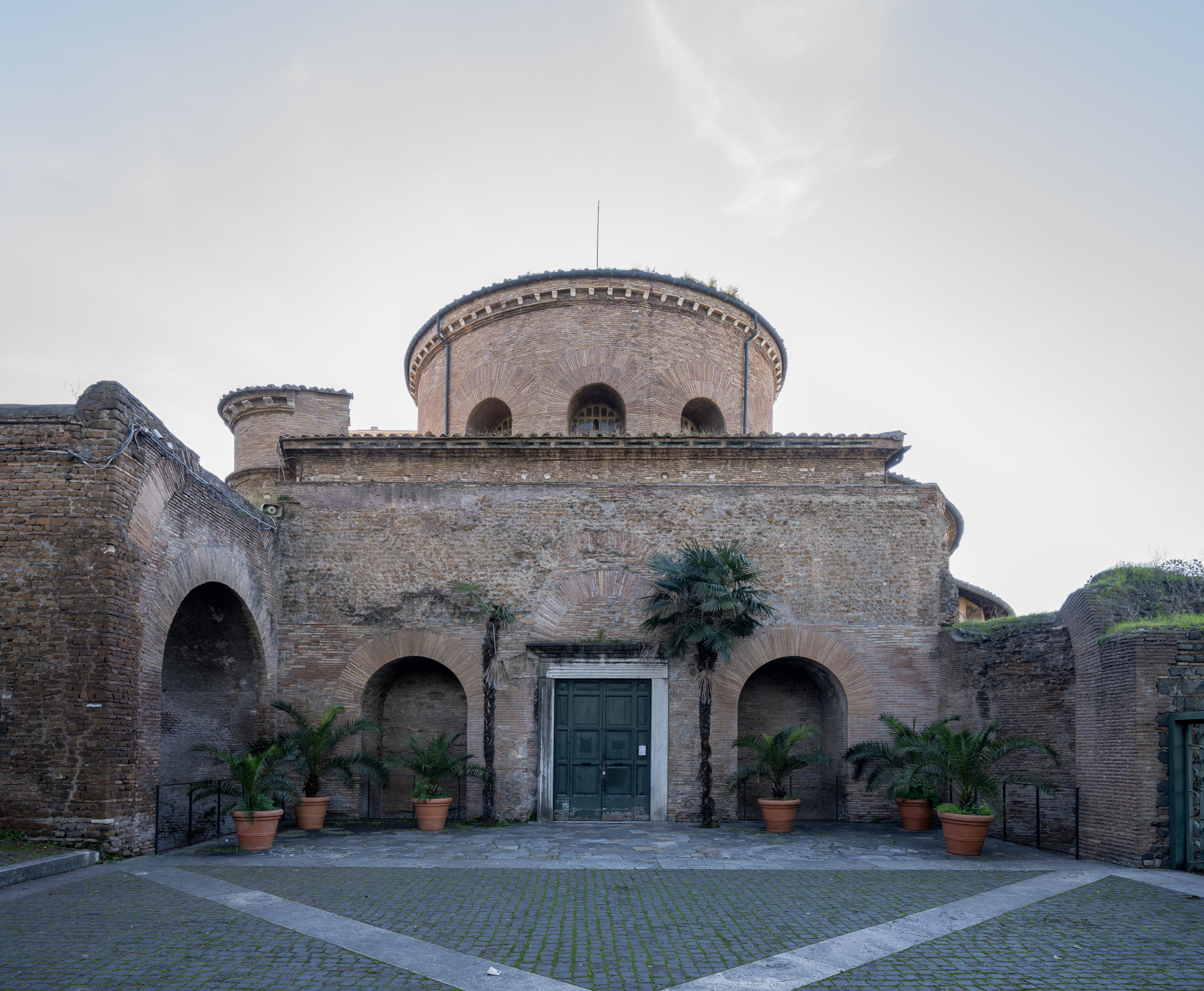
Мавзолей Констанции
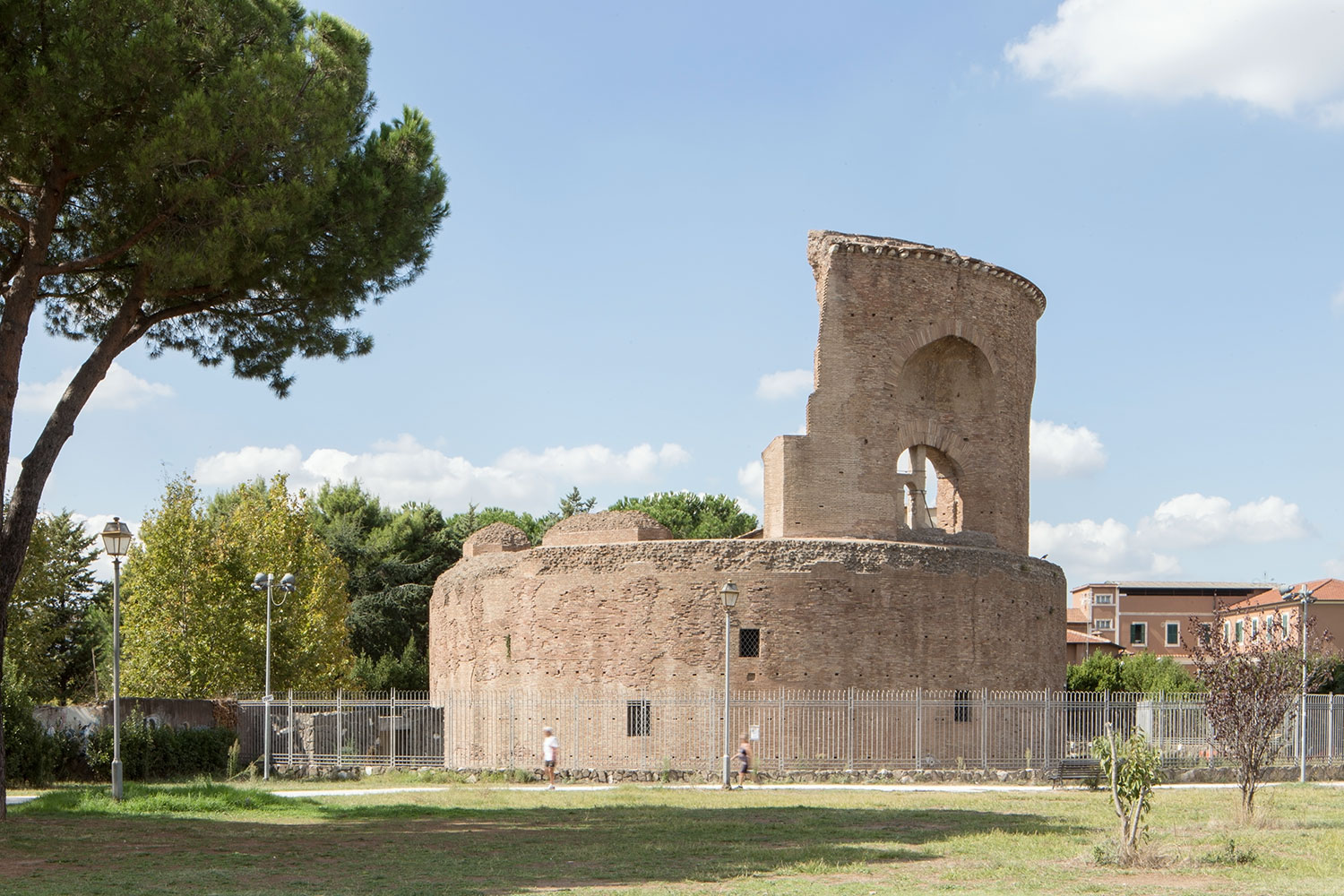
Мавзолей Елены
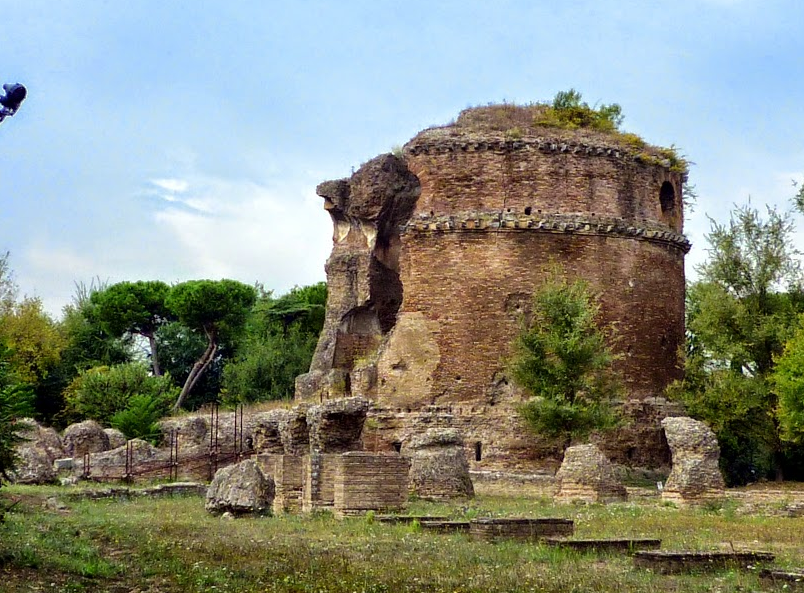
Мавзолей Гордианов
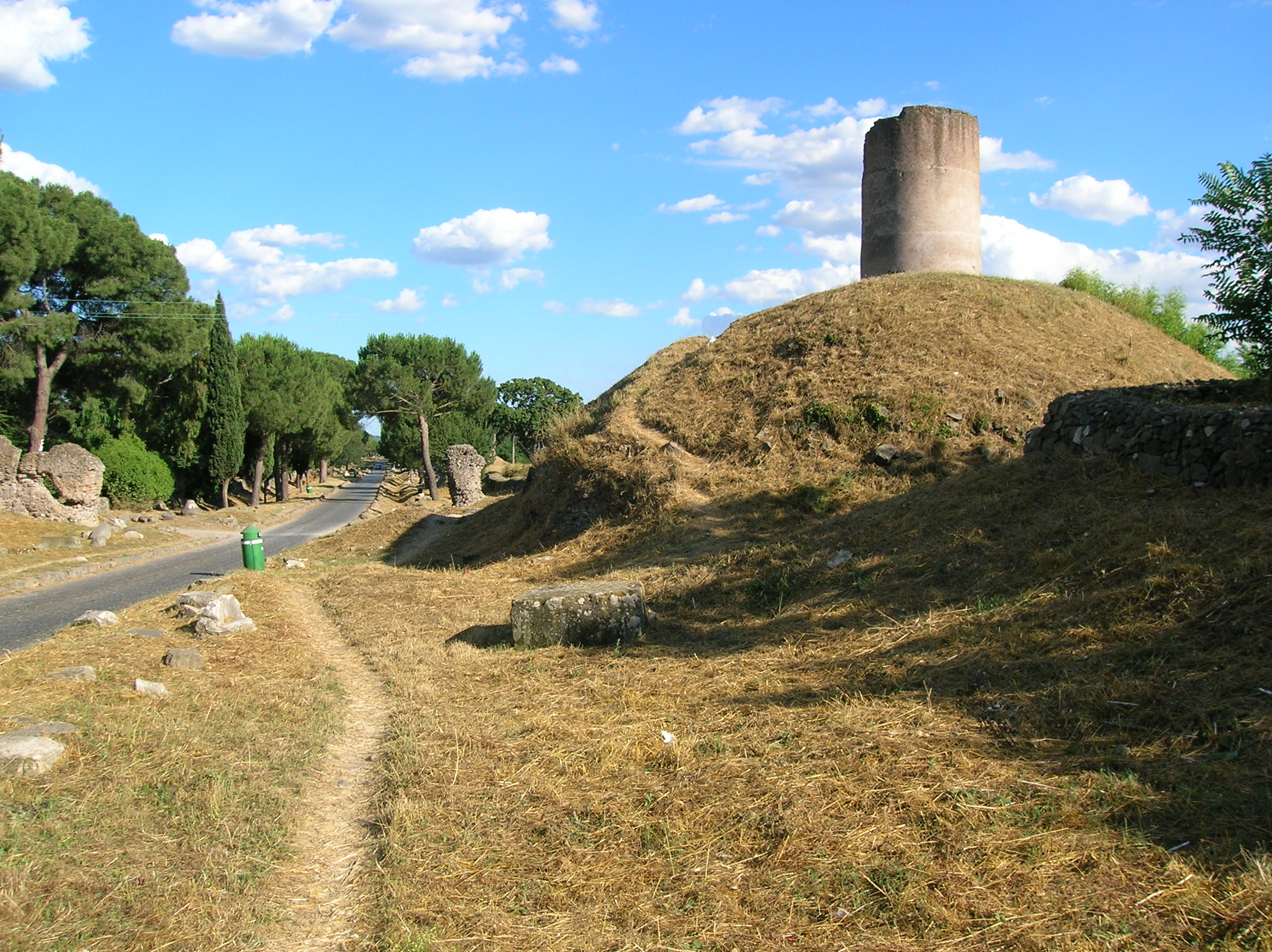
Гробница Куриациев
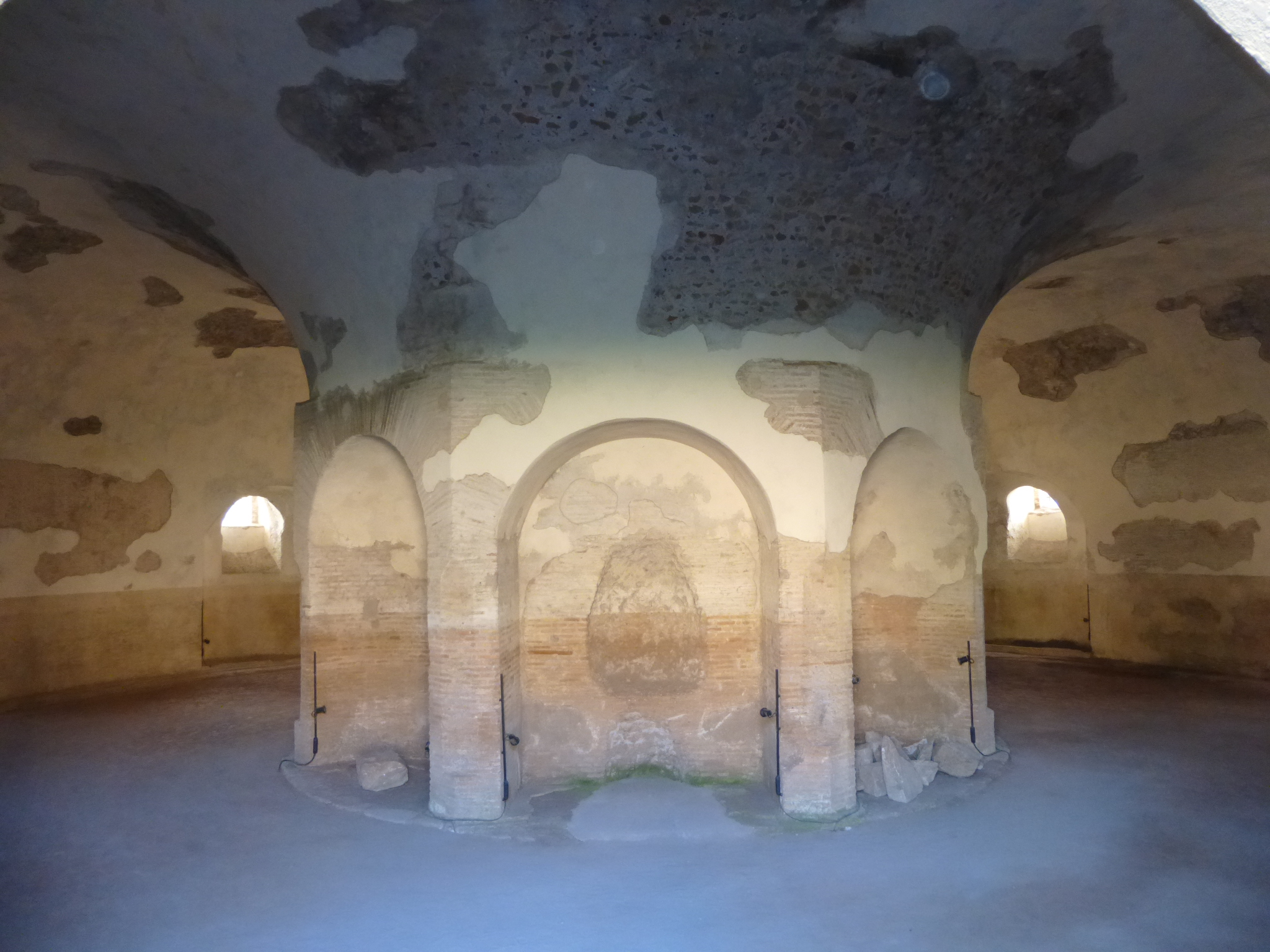
Мавзолей Ромула

Также начиная с III века появились монументальные центрические мавзолеи и гробницы, в том числе купольные ротонды (гробница Кальвентиев на Аппиевой дороге, мавзолей Гордианов на Пренестинской дороге, мавзолей Ромула на территории виллы Максенция, мавзолей Констанции на Номентанской дороге, мавзолей Елены на Лабиканской дороге). Двухъярусный цилиндрический купольный мавзолей Елены изначально строился императором Константином для себя, но в 330 году там была захоронена его мать. В середине IV века рядом с базиликой Святой Агнессы была построена широкая купольная ротонда мавзолея дочери Константина — Констанции (Константины). Ступенчатый мавзолей имел колоннады, расположенные концентрическими кругами внутри и с внешней стороны кольца его стен, а силуэт отдалённо напоминал мавзолей Августа. В начале V века мавзолей Констанции был превращён в церковь — к его вестибюлю пристроили большую базилику, которая загородила круглую ротонду.

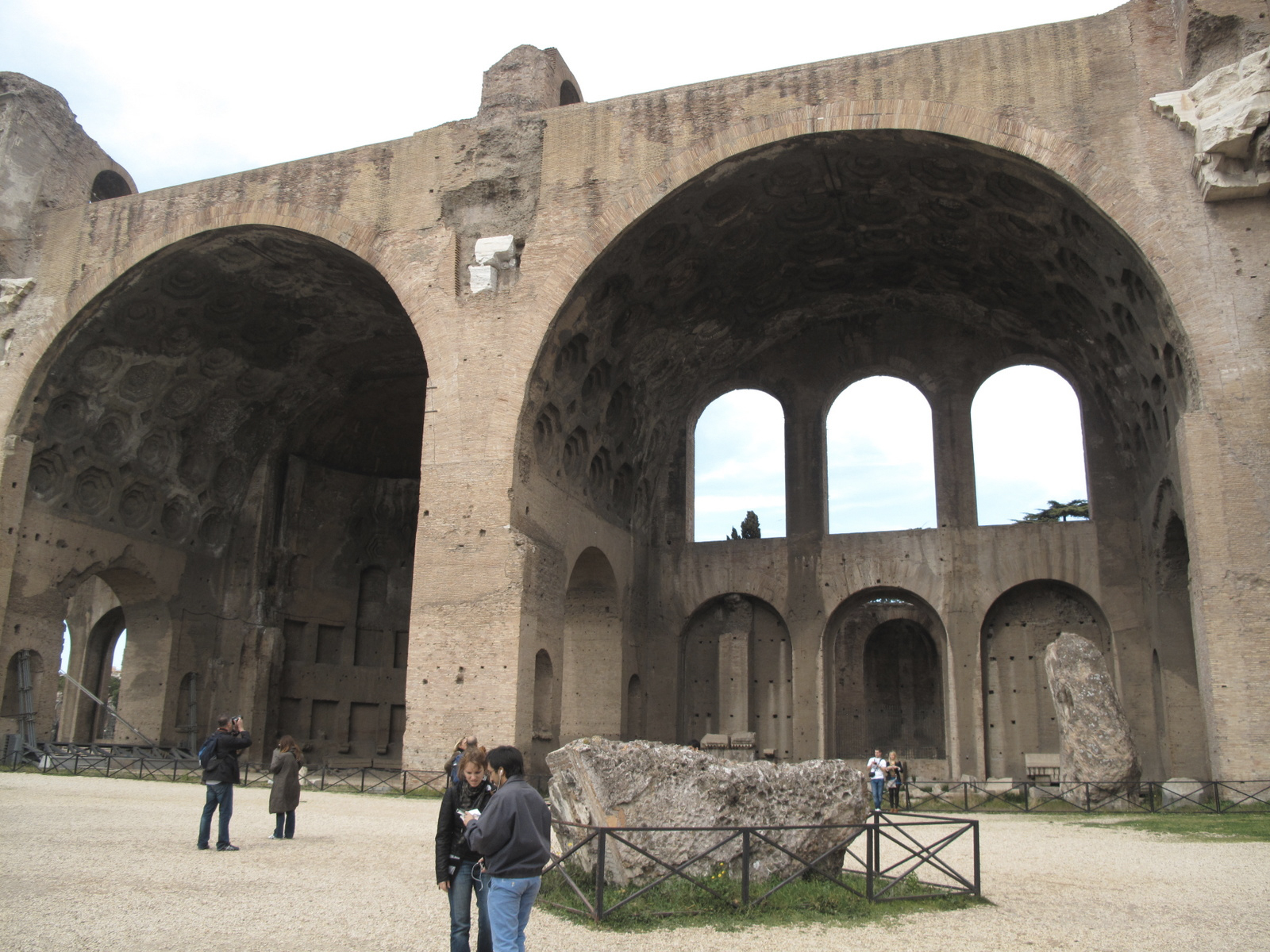
Базилика Максенция

В правление императора Максенция (306—312) в южной части Рима у Аппиевой дороги был построен большой загородный комплекс, включавший в свой состав дворец, перестроенный из виллы Герода Аттика, цирк для состязаний колесниц и мавзолей Ромула (гробница сына узурпатора). Также при Максенции началось возведение огромной базилики на Римском форуме и был перестроен сгоревший храм Венеры и Ромы (сегодня часть античного храма встроена в средневековую церковь Санта-Франческа-Романа).
Строительство базилики Максенция на месте сгоревших складов специй началось в 308 году и завершилось уже при Константине в 312 году (поэтому она известна также и как базилика Максенция и Константина). Огромный центральный неф базилики высотой 35 метров был перекрыт тремя бетонными крестовыми сводами. Вход, изначально находившийся на восточной стороне, при Константине был перенесён в центр южной стены. Этот тип сводчатой базилики в дальнейшем получил большое развитие.

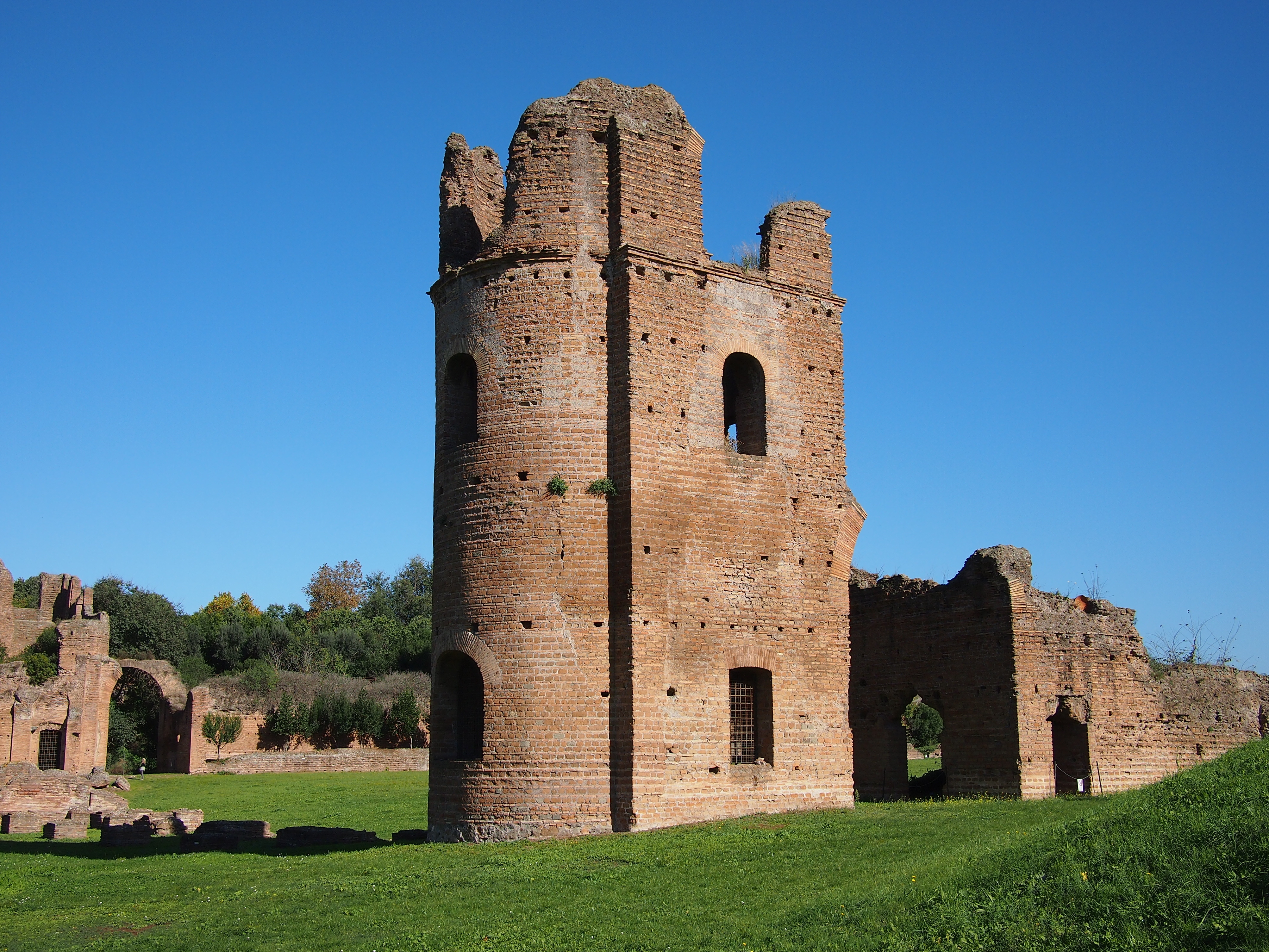
Руины цирка Максенция

Цирк Максенция располагался на Аппиевой дороге, возле мавзолея Ромула и мавзолея Цецилии Метеллы. Он имел более 480 метров в длину и почти 80 метров в ширину. Десять рядов ступеней могли вместить около 15 тыс. зрителей. На восточной конце цирка возвышались триумфальные ворота, предназначенные для победителя, а на западном конце находились загоны для лошадей (по шесть с обеих сторон от входа). На южной стороне имелась судейская трибуна, а на противоположной стороне — императорская ложа, соединённая крытым переходом с соседним дворцом Максенция. Обелиск, ранее установленный на стене цирка, сегодня возвышается над фонтаном Четырёх рек на пьяцца Навона.
В октябре 312 года недалеко от стен Рима произошла битва у Мульвийского моста, в ходе которой Константин разбил Максенция и занял столицу. Уже в 313 году был издан Миланский эдикт, фактически уравнявший в правах христиан и приверженцев других религий. Этот эдикт положил начало застройки Рима христианскими храмами и часовнями, которые ранее возводились преимущественно в катакомбах (одними из первых были построены базилики Сант-Аньезе-фуори-ле-Мура и Сан-Себастьяно-фуори-ле-Мура).

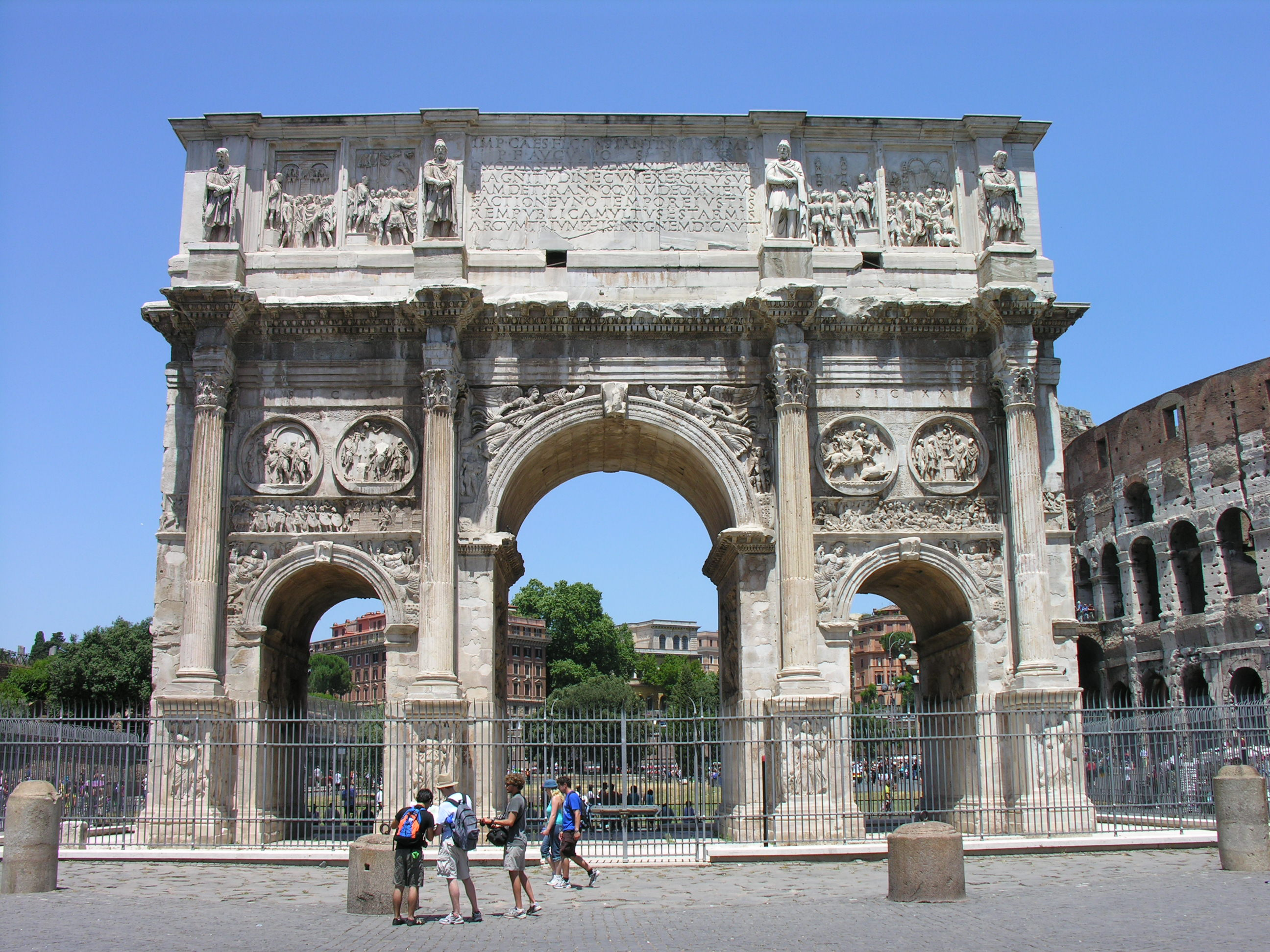
Триумфальная арка Константина

В 315 году в честь победы Константина на Максенцием на Триумфальном пути (Via Triumphalis) между Колизеем и Палатином была построена триумфальная арка Константина. Она достигала 20 метров в высоту и частично была собрана из уже готовых фрагментов, снятых с более ранних сооружений (например, некоторые рельефы, медальоны и статуи были перенесены с арки Траяна, расположенной у Капенских ворот). Благодаря сочетанию жёлтого мрамора ордера с порфировым фоном облицовки трёхпролётная арка имела непривычный окрас. Скульптурный декор был сосредоточен по краям фасада, а не привычно в центре. Арка Константина имеет высококачественные рельефы со сценами битв и триумфа, являясь лучшей из арок поздней империи.
В 319 году среди комплекса императорского дворца на Целийском холме была возведена пятинефная Латеранская базилика — древнейшая церковь Рима. Константин подарил комплекс зданий, доставшийся ему в качестве приданого после брака с Фаустой, епископу Рима Мильтиаду, и с тех пор до начала XIV века Латеранский дворец являлся официальной папской резиденцией.
В 324 году епископ Сильвестр I освятил базилику Святого Павла, построенную на Остийской дороге южнее городских стен, на месте предполагаемой могилы апостола Павла. Вскоре на Тибуртинской дороге была заложена трёхнефная базилика Святого Лаврентия, возведённая на месте могилы казнённого Лаврентия Римского, а на Номентанской дороге, у могилы мученицы Агнессы Римской — трёхнефная базилика Святой Агнессы. Также в правление Константина (306—337 годы) консул Юний Анний Басс построил на Эсквилине при парадных апартаментах своего дома частную базилику, богато украшенную мозаикой (позже папа Симплиций преобразовал базилику в церковь Святого Андрея).

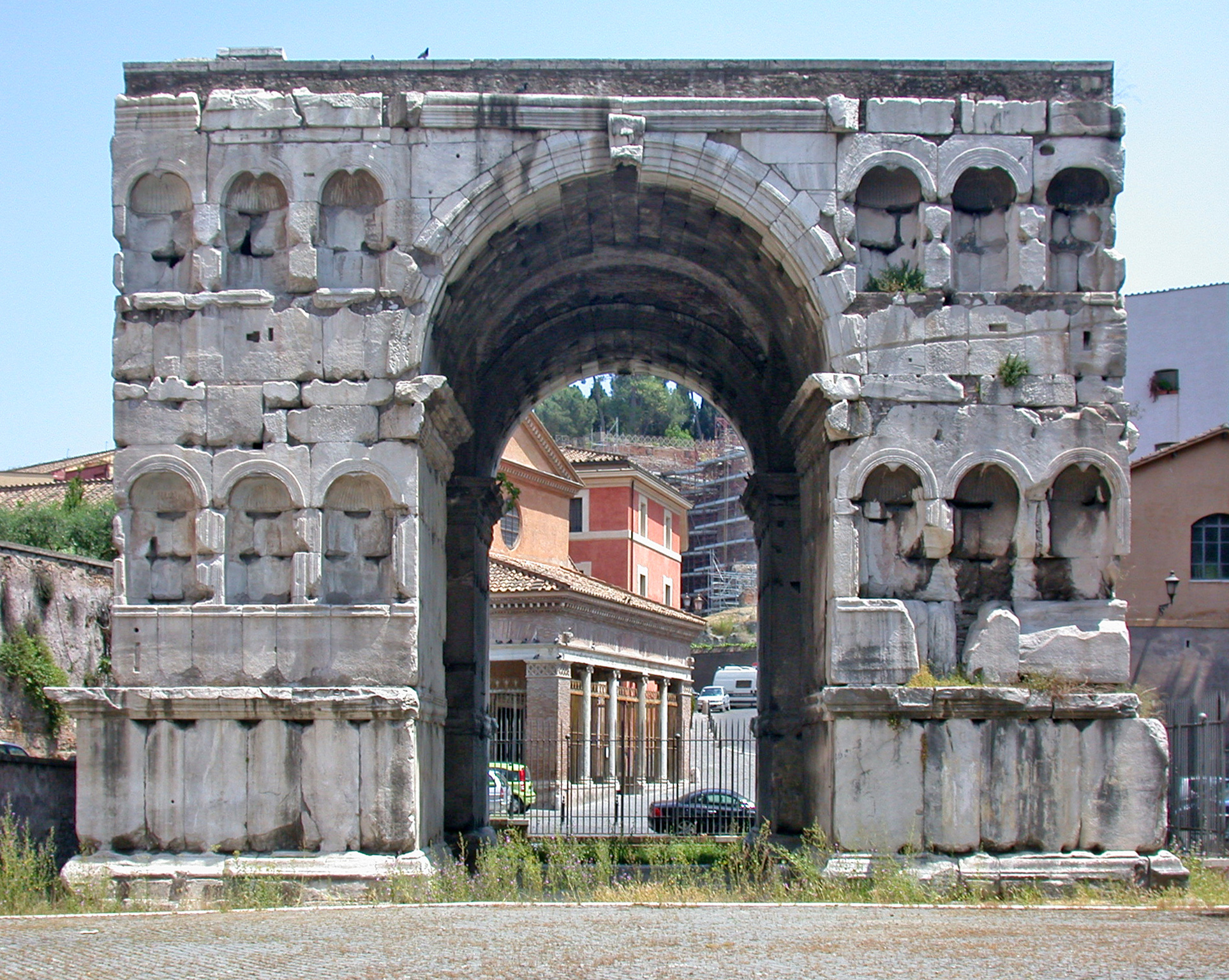
Арка Януса

Вероятно, что в правление императора Константина был построен и изысканный тетрапилон арки Януса на Бычьем форуме, обозначавший перекрёсток улиц (арка стояла на оживлённой дороге, соединявшей Палатинский холм с мостом Эмилия). Четыре массивных пилона имели внутренние помещения, были перекрыты крестовым сводом и сверху венчались пирамидой. Равные по размеру фасады, украшенные белым мрамором и рядами декоративных ниш, подчёркивали кубизм и центричность сооружения.
Осенью 324 года была заложена, а весной 330 года торжественно освящена новая столица — Константинополь. Этот грандиозный и дорогостоящий проект на востоке империи значительно сократил масштабы строительства в Риме. Даже часть хлебных поставок из Египта была отныне переориентирована с Рима на Константинополь. Из Рима в новую столицу была переселена часть сановников, мастеров и ремесленников, а также привезены некоторые произведения искусств (например, колонна из храма Аполлона Палатинского, на месте увенчанная статуей самого Константина в образе Аполлона или Гелиоса).
Преемники Константина мало времени уделяли Риму. Констанций II лишь весной 357 года ненадолго посетил старую столицу, Валентиниан I правил из Милана, а его брат Валент II — из Константинополя. Сенаторское сословие, фактически лишённое политической власти, тем не менее продолжало владеть огромными латифундиями. Римские сенаторы предпочитали жить на загородных виллах, окружённых стенами, под охраной вооружённых отрядов букеллариев. В Рим многие сенаторы наведывались редко, в основном на праздники или выборы епископа. Богатые сенаторы из знатных семейств, такие как Петроний Пробин и Квинт Аврелий Симмах, имели по несколько домов в Риме и по несколько вилл в окрестностях столицы. Некоторые из сенаторов пытались восстановить или уберечь от разрушений старые языческие святилища на Римском форуме (например, Веттий Агорий Претекстат в 367 году восстановил портик, посвящённый двенадцати римским богам).
В 360 году на Ватиканском холме была освящена пятинефная базилика Святого Петра, строительство которой началось ещё при императоре Константине в 318 году. Храм располагался на месте цирка Калигулы, также известного как цирк Нерона. Уже во II веке здесь существовал мартириум на месте предполагаемой могилы апостола Петра, распятого во время гонений Нерона. В 386 году император Феодосий начал перестройку базилики Святого Павла, которую в 390 году освятил папа Сириций (окончательно работы были закончены уже папой Львом I). Большая пятинефная базилика имела четыре ряда по 80 колонн в каждом (они были взяты из базилики Эмилия и других античных зданий). В 398 году сенатор Паммахий построил на Целийском холме на месте большого римского дома базилику Святых Иоанна и Павла.

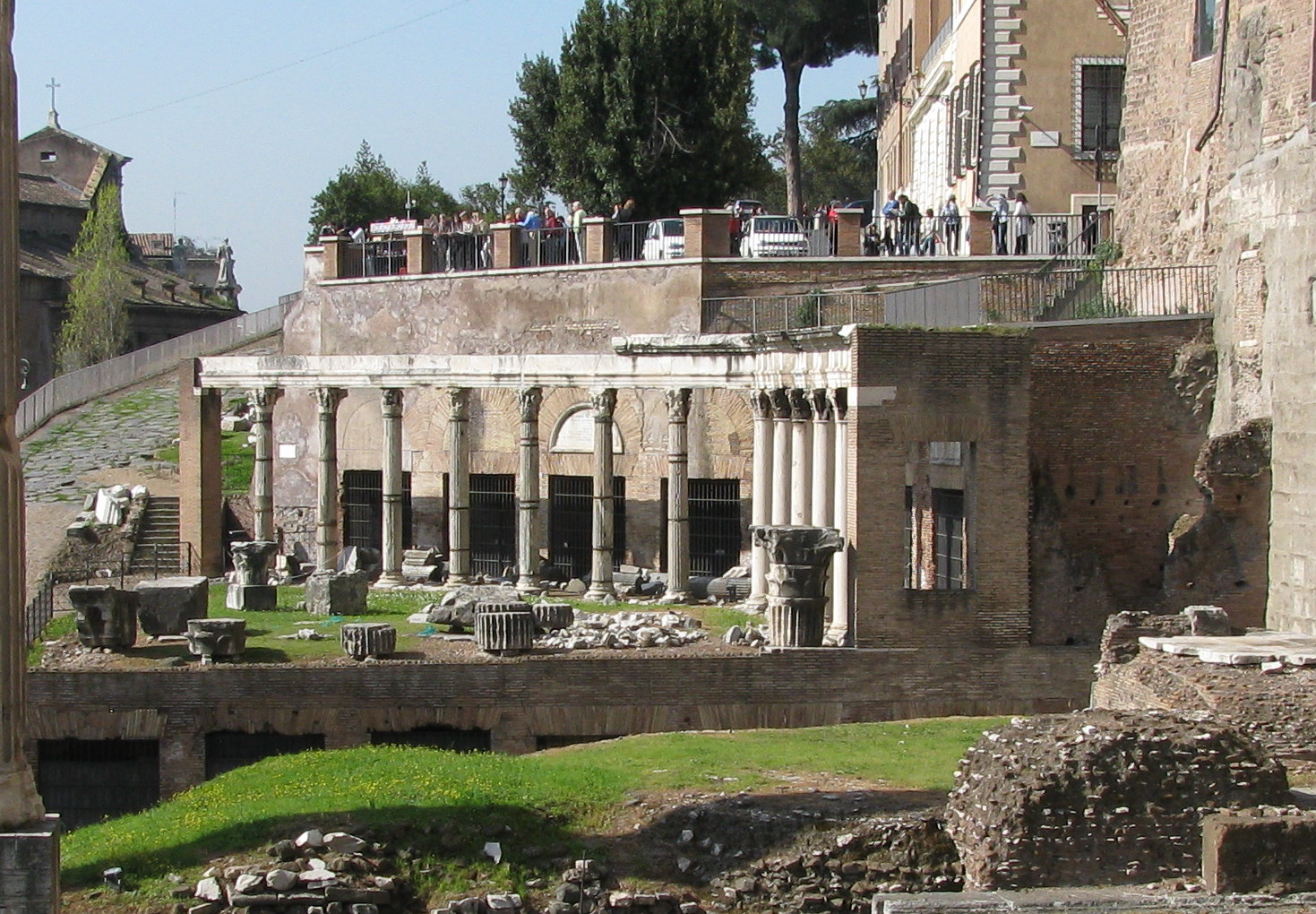
Портик гармоничных богов

Осенью 408 года вестготы во главе с Аларихом осадили Рим, в котором начались голод и болезни. Получив огромный выкуп и 40 тыс. римских рабов, Аларих снял осаду и отошёл в Тоскану. Переговоры с императором Гонорием, засевшим в новой столице Равенне, не дали результата и осенью 409 года вестготы вновь осадили Рим, разграбив склады зерна в Остии. В августе 410 года войска Алариха всё же захватили и разграбили Рим (по одной из версий, Соляные ворота открыли вестготам рабы). За три дня были вывезены огромные богатства, сожжены некоторые кварталы, однако Аларих приказал не трогать христианские храмы.
При папе Сиксте III (432—440) на Эсквилине была перестроена базилика Санта-Мария-Маджоре, основанная в середине IV века (в дальнейшем она перестраивалась несколько раз, но в ней сохранились архитектурные элементы и мозаичный декор V века). Также этот могущественный папа достроил базилику Санта-Сабина на Авентине и построил Латеранский баптистерий.
После убийства императора Валентиниана III король Гейзерих отплыл из Карфагена и в июне 455 года захватил Рим. За две недели вандалы разграбили множество домов и храмов, а также угнали в плен с целью получения выкупа тысячи заложников, в том числе императрицу Лицинию Евдоксию с дочерьми. Особенно пострадали императорский дворец и Капитолийский храм; кроме того, вандалы вывезли в Африку множество античных статуй и других произведений искусств. При папе Симплицие на месте Большого рынка, расположенного на Целийском холме, началось строительство круглой базилики Святого Стефана. Ротонда имела два внутренних кольца колоннад и четыре небольшие апсиды, расположенные крестообразно. Летом 472 года Рим после трёхмесячной осады захватили и разграбили германские отряды полководца Рицимера, который лично казнил императора Антемия. В 476 году начальник варварских наёмников Одоакр лишил власти последнего римского императора Ромула Августа и провозгласил себя королём Италии. Однако в 493 году Одоакр был убит королём остготов Теодорихом, который в 500 году посетил Рим и предоставил «Вечному городу» особые привилегии (при Теодорихе были восстановлены некоторые памятники старины и возобновились масштабные представления в Колизее).
В V веке в южной части Римского форума, у подножия Палатинского холма, была построена церковь Санта-Мария-Антиква. Её возвели на месте античного храма и библиотеки, которые переходом были соединены с императорским дворцом на холме. В VI веке по приказу византийского наместника Рима церковь и прилегающие к ней здания были перестроены.

## Античное наследие в период Средневековья
В VI веке в результате многочисленных войн античному наследию Рима был нанесён серьёзный урон. Особенно город пострадал во время войн византийцев с остготами (535—555 года). В 536 году полководец Велизарий захватил Рим, однако остготы под командованием Витигеса в марте 537 года осадили город. Спустя год остготы отступили, но в декабре 545 года Тотила вновь осадил Рим, а в декабре 546 года вошёл в город. Вскоре остготы были вынуждены покинуть почти опустевший Рим, в который в апреле 547 года вернулся Велизарий. После отъезда выдающегося полководца Тотила с лета 549 года снова осаждал Рим и в январе 550 года вновь захватил его. Летом 552 года византийцы под командованием Нарсеса разбили Тотилу и после недолгой осады захватили Рим. Византийско-готские войны причинили большой ущерб акведукам, снабжавшим Рим водой, и городским укреплениям. Если при Октавиане Августе население Рима превышало 1 млн человек, то в середине VI века оно колебалось в районе 30—40 тыс. жителей.
Хотя византийцы и провели некоторые восстановительные работы (очистили русло Тибра, восстановили работу порта, отремонтировали некоторые общественные здания и акведуки), возродить былое могущество Рима им не удалось. Папа Григорий I (590—604 года) в начале своего правления возвёл на вершине мавзолея Адриана скульптуру архангела Михаила, как предвестника прекращения эпидемии чумы (после этого мавзолей стал известен как замок Святого Ангела). Также Григорий I повелел сжечь богатую библиотеку на Палатине и очистить Рим от множества «языческих» статуй. В 609 году языческий Пантеон был освящён как христианская церковь Святой Марии и Мучеников.
В 752 году Риму стали угрожать войска лангобардов под командованием Айстульфа, но в 754 году их разбил король франков Пипин Короткий. Однако как только франки вернулись в Галлию, лангобарды в январе 756 года осадили Рим. Пипин при поддержке баварского герцога Тассилона III предпринял второй поход против Айстульфа и снова разбил его. Походы франкского короля Карла Великого в Италию сопровождались разграблением Рима и разрушением его античных строений (отряды франков занимали город весной 774 года и осенью 800 года). Для строительства Ахенского собора, Ахенского дворца и других построек использовались мраморные колонны, которые по приказу Карла вывозились из Рима.
К моменту, когда в 963 году германский король Оттон I Великий захватил Рим и сместил папу Иоанна XII, тот уже мало походил на пышную имперскую столицу и представлял собой обычный провинциальный городок Италии. В 1081 и 1082 годах германские войска дважды осаждали Рим, но отступали. Летом 1083 года германский король Генрих IV всё таки овладел частью Рима, поставил во главе церкви Климента III и осадил мятежного папу Григория VII в замке Святого Ангела. Однако из Южной Италии на помощь папе подоспели норманны под командованием герцога Роберта Гвискара, которые в мае 1084 года отбросили германцев, но и сами подвергли Рим полному разграблению. В огне большого пожара сильно пострадали Капитолий и Палатин, были разрушены как античные постройки, так и некоторые христианские базилики.
В 1143 году римские купцы, ремесленники и часть рыцарей восстали против светской власти папства, учредили сенат и захватили городское управление (фактическое влияние пап не распространялась за пределы Ватиканского холма). Летом 1155 года правобережный Рим заняли войска Фридриха I Барбароссы, но коронация императора и бесчинства германских рыцарей вызвали восстание римлян. После уличных боёв император и папа Адриан IV были вынуждены отступить из города. Летом 1165 года Фридрих I вновь захватил часть Рима и осадил замок Святого Ангела, однако вскоре в германском войске вспыхнула эпидемия чумы и император был вынужден отойти в северную Италию.
В начале 1328 года Рим занял Людвиг Баварский, поддержавший городскую аристократию против папы Иоанна XXII, но в августе того же года он был вынужден покинуть город. Весной 1347 года торговцы и ремесленники Рима под предводительством Колы ди Риенцо подняли восстание, захватили Капитолий и лишили папу светской власти. Однако в декабре того же года феодалы вернули себе контроль над городом, вынудив Риенцо бежать. Летом 1354 года Риенцо, который действовал теперь от имени папы Иннокентия VI, во главе отряда наёмников вновь захватил Рим. В октябре того же года в городе вспыхнуло народное восстание, в ходе которого Риенцо был убит.
В мае 1527 года вышедшие из под контроля немецкие, испанские и итальянские наёмники императора Карла V взяли и разграбили Рим. Папа Климент VII был вынужден укрыться в замке Святого Ангела, пока ворвавшиеся в город солдаты грабили дворцы знати и кардиналов. Захват Рима сильно подорвал позиции папства, а сам город практически обезлюдел.

## Комментарии
1. ↑  Плебейская троица (Церера, Либер и Либера) традиционно противопоставлялась патрицианской Капитолийской триаде.
2. ↑  Возможно, мавзолей строился под впечатлением гробницы Александра Великого, которую Октавиан видел в Александрии.
3. ↑  К круглому мавзолею высотой 21 метр Антонин Пий пристроил квадратное основание высотой 15 метров.